# Rock de México
Los términos rock mexicano, rock de México o rock hecho en México se refieren a una gran diversidad de ritmos, estilos, escuelas, generaciones y movimientos musicales que fusionan géneros diversos como rock and roll, punk, metal, ska, reggae, blues rock, rock progresivo, jazz rock, pop rock, punk rock, new wave, garage rock, ska punk, rock psicodélico, hard rock y heavy metal, entre otros estilos musicales. Existen artistas y agrupaciones en ese país que fusionan ritmos latinos como la cumbia o la salsa así como mexicanos tradicionales como el huapango, el mariachi y la norteña. Cronológicamente, el comienzo del rock mexicano se ubica a mediados de los años 50.
El rock mexicano no solo se limita a lo musical, sino que también ha tenido expresiones transdisciplinarias, principalmente en el cine con directores como Sergio García Michel, Paul Leduc, Alberto Cortés y Alonso Ruiz-Palacios. En la literatura, escritores como José Agustín, Parménides García Saldaña, Carlos Monsiváis, Xavier Velasco y Juan Villoro, entre otros, han incluido el contexto del rock mexicano en sus obras. Por parte de la poesía, el movimiento rupestre fue cercano al  infrarrealismo encabezado por Roberto Bolaño, Mario Santiago Papasquiaro y José Vicente Anaya, entre otros. De igual forma, el rock mexicano ha contado con expresión en el baile, por ejemplo, con en el baile trisolero.
Aunque la mayoría de composiciones musicales y grupos han sido creación de mexicanos de nacimiento, es indudable la aportación que han hecho músicos extranjeros que han realizado toda su carrera o parte de ella en el país americano. Como ejemplos se pueden mencionar al mexicano Alejandro Marcovich (exguitarrista de Caifanes), al estadounidense-mexicano Randy Ebright (baterista de Molotov), a la cantante chilena Mon Laferte, los cubanos-mexicanos José Fors (vocalista de Cuca) Dennise F. Parker bajista de El Haragán  y Compañía y Porfirio Pendás Piro (vocalista de Ritmo Peligroso), entre muchos otros.
De igual forma, es importante mencionar a músicos mexicanos que han migrado a otros países y logrado reconocimiento fuera de México. Ejemplos son Carlos Santana, Fito de la Parra (baterista de Canned Heat), Rodrigo y Gabriela, Hocico y María Gara, conocida en España como Alaska. Asimismo, en Estados Unidos han surgido diversas personalidades de ascendencia mexicana como Ritchie Valens, Lalo Guerrero, Sixto Rodríguez Sugarman, Zack de la Rocha (vocalista de Rage Against The Machine) y Cedric Bixler-Zavala (vocalista de The Mars Volta), además de agrupaciones como Los Lobos, Brujería o Chicano Batman, entre otras.

## Historia del rock mexicano

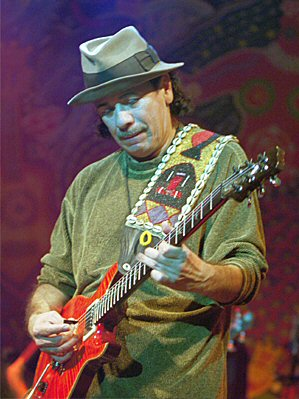
Carlos Santana, uno de los máximos símbolos a nivel mundial del rock mexicano.

### Primera llamada: el cine
Tras la victoria de los Aliados en la Segunda Guerra Mundial, Estados Unidos se colocó como la principal potencia económica, militar y cultural en el mundo occidental, por lo que al compartir una frontera de más de tres mil kilómetros con este país, México se vio fuertemente influenciado por el estilo de vida americano, especialmente entre las clases medias y altas de las urbes.
Los productos culturales estadounidenses, tales como películas, libros y canciones, se volvieron populares en un México que entonces tenía su propia industria cultural, encabezada principalmente por la época de oro del cine mexicano que lo mismo llevaba al estrellato a actores de la talla de Pedro Armendáriz y María Félix, así como músicos como Agustín Lara, José Alfredo Jiménez o Toña La Negra, entre muchos otros. Sin embargo, hacia finales de la década de los cuarenta, el cine realizado en México comenzó una decadencia, tanto en número de producciones anuales como en la calidad de las mismas, que continuó durante los cincuenta.
En ese contexto se dio el arribo del rock a través del cine. El martes 2 de agosto de 1955, el Cine Roble (ubicado en Paseo de la Reforma, en la Ciudad de México) abrió sus puertas a Semilla de maldad de Richard Brooks. La película fue un éxito y permitió la llegada de más filmes protagonizados por muchachos vestidos con chamarras de cuero y copetes engomados, y jovencitas con faldas a la pantorrilla y peinados de cola de caballo en historias sobre pandillas juveniles que bailaban a ritmo de rock and roll. 
El punto culminante de este tipo de cinematografía llegó dos años después, cuando a mediados de julio de 1957 se estrenó Rebelde sin causa, del director Nicholas Ray y protagonizada por James Dean. Inicialmente se proyectó en el Cine Alameda, pero el éxito fue tal que los cines Ópera, Bucareli y Ritz, entre otros recintos de la capital, también le dieron lugar en su cartelera.  

#### El contexto musical del México de los cincuenta
La gran figura musical en México durante los cincuenta fue Pedro Infante. Así lo demuestran sus éxitos constantes en las listas de popularidad desde “La que se fue” en 1951 hasta “No me platiques” en 1956, un año antes de su muerte. En total colocó 17 canciones en los primeros diez lugares del hit parade entre 1949 y 1956.
José Alfredo Jiménez fue la otra gran figura, tanto a nivel de interpretación como de composición. El músico oriundo de Guanajuato colocó 10 canciones entre las más gustadas del público entre 1950 y 1959.
Otros músicos, tanto intérpretes como compositores, que gozaban de popularidad entonces eran: Lola Beltrán, Lucho Gatica, Chava Flores, Miguel Aceves Mejía, Beny Moré, Los Panchos, Consuelo Velásquez, Álvaro Carrillo, Los Tres Ases y Roberto Cantoral.
En cuanto a géneros musicales, los dominantes en el gusto del público eran el bolero, la balada ranchera, la ranchera y el mariachi. De igual forma, durante los cincuenta llegaron géneros nuevos como el mambo, impulsado por Dámaso Pérez Prado con una gran aceptación entre la juventud mexicana de principios de los años 50s, el chachachá e incluso el tango seguía siendo del gusto del público mexicano.
Si bien el rock and roll llegó a través del cine en 1955 y se arraigó entre los jóvenes de inmediato, esto no se vio reflejado en la lista de popularidad de ese año. Las diez canciones más gustadas entonces fueron:
| Lugar | Canción                     | Intérprete          |
| ----- | --------------------------- | ------------------- |
| 1     | Mi último fracaso           | Los Panchos         |
| 2     | Llegaste tarde              | Varios              |
| 3     | La del rebozo blanco        | Varios              |
| 4     | Mil besos                   | María Victoria      |
| 5     | Un mundo raro               | Varios              |
| 6     | A los cuatro vientos        | Varios              |
| 7     | Dime de quién es tu corazón | Varios              |
| 8     | Rogaciano (el huapanguero)  | Miguel Aceves Mejía |
| 9     | Grito prisionero            | Pedro Infante       |
| 10    | Segundas partes             | Varios              |

La primera canción de rock and roll en colocarse en el hit parade mexicano fue «Rock around the clock» de Bill Halley and His Comets. A pesar de que fue estrenada en Estados Unidos en 1955, en México no logró popularidad sino hasta enero de 1957, en gran medida debido al estreno ese mismo mes de la película del mismo nombre dirigida por Fred F. Sears.

#### Nacimiento del rock mexicano
Es imposible establecer quién fue el primer músico mexicano en interpretar y componer rock and roll en México.
Sin embargo, la que popular e históricamente se reconoce como pionera, incluso es conocida como la inquietante reina del rock and roll en México, es la chicana Gloria Ríos acompañada por Chucho Hernández y su orquesta, quien grabó «El relojito» (versión de «Rock around the clock») y «La mecedora». Además, llevó estos números musicales a la película La locura del rock and roll y a un espectáculo que presentaba en centros nocturnos como Mar y Cel, Río Rosa y el Teatro Iris, en la Ciudad de México.
No pasó mucho tiempo para que distintas radiodifusoras aprovecharan el éxito del rock and roll. Por ejemplo, la XEQ comenzó a emitir un programa llamado Chachachá contra rock and roll. De igual forma, los productores de cine imitaron a sus colegas estadounidenses y en 1956 se estrenó la película Juventud desenfrenada. La euforia por el rock había estallado y los empresarios de la industria cultural mexicana no lo iban a desaprovechar.

### Inicios del rock en México y las mujeres
Dada la clandestinidad que se le otorgó al género y los estereotipos machistas que aún existían en la sociedad de la época, las mujeres comenzaron a tener presencia un poco más tarde en el género y eran pocas las que participaban de este movimiento contracultural tan relevante, por lo que al principio parecía que las roqueras mexicanas eran inexistentes y por lo mismo quienes empezaron todo y abrieron camino no son tan conocidas a pesar de su importancia, es por esto que hacemos un recuento de sus nombres, para visibilizar sus logros e  importancia al dejar claro que el rock también es cosa de mujeres.

#### Mujeres que cambiaron la historia del rock mexicano
Norma Valdez
Conocida como "La Bruja Sísmica del Rock y Blues Mexicano", fue una cantante internacional, productora y promotora de rock que impulsó y apoyó al rock mexicano. Formó parte de varios grupos, iniciando en “Los Rabbits”, y de igual manera produjo diversos discos como el de Love Army "Caminata Cerebral", Cossa Nostra, Juan José Caltayud Trío Jazz, Piedras Brass, Javier Bátiz, Viva México, Mr. Loco, Gustavo Pimentel, Bebu Silvetti y muchos más.
Baby Batiz
Cantante internacional rocanrolera mexicana con más presentaciones en vivo, en radio, televisión, cafés, hoyos, eventos, etc. y con más discos grabados. Baby inicia en agosto de 1961 con el grupo de Los TJ's al lado de su hermano Javier Bátiz, y es sin duda un "Auténtico Baluarte del Rock Mexicano y La Onda Chicana".
Julissa
Actriz, cantante y productora teatral mexicana, comenzó su carrera a los 13 años cantando en el grupo de rock The Spitfires, siendo la única mujer de la era del rock en ser cantante, junto a su hermano Luis, ganó el segundo lugar en una competencia de la radio y como resultado de esto firmó contrato con la CBS hoy Sony, grabando álbumes de rock desde 1961 hasta 1964 que fueron éxitos y aceptados por el público, junto con muchas melodías traducidas al español, como "Mi Rebeldito" (Oh Watussi), "Memo" (Billy) "La favorita del profesor", "Nostalgia" (I'm sorry) y "Frontera".
Angélica María
Inició su carrera musical en la comedia musical “Las fascinadoras”, pero su carrera despegó cuando conoció a Armando Manzanero y él le adaptó una versión de la canción “Edi Edi”, la cual se convirtió en su primer éxito. Durante 1962 lanzó su primer disco con canciones como “Johnny, el enojón”, “Toco a tu puerta”, “Bésame” y “Dile adiós”. Cabe destacar que tanto ella como Julissa fueron dos artistas que estaban entre el glamur de la actuación y el mundo del rock and roll, lo cual las convirtió en dos de las mujeres más representativas de la época.
Maru Enríquez
Cantautora, percusionista y productora radiofónica, comenzó su lucha en el arte con el conjunto de canto social “La Nopalera” desde los 70. Durante su efímera trayectoria, grabaron cuatro discos de LP entre 1976 y 1981, así mismo, compartió escenarios con grupos y solistas como “Los Nakos”, Judith Reyes, “On'ta”, Salvador “El Negro” Ojeda, las “Hermanas Bermejo”, “La Peña Móvil”, Gabino Palomares, Óscar Chávez, Amparo Ochoa, Roberto González y Emilia Almazán, entre otros.
Emilia Almazán
Cantante y compositora mexicana de los géneros rock, folk y blues; inició en el "Colectivo de la Nueva Canción" en los años 70, movimiento musical basado en el folk, la nueva trova y la emergencia de la canción tradicional latinoamericana en México. Formó con Jaime López, Roberto González y Guadalupe Sánchez de manera efímera el grupo “Un viejo amor”, del cual se derivó el disco “Roberto y Jaime: sesiones con Emilia”, publicado en 1980. En dicha producción los tres músicos compusieron temas e interpretaron instrumentos y resultaría un disco influyente en la escena independiente, por ejemplo, en el posterior Movimiento rupestre.

#### Grupos pioneros integrados únicamente por mujeres
Las Mary Jets

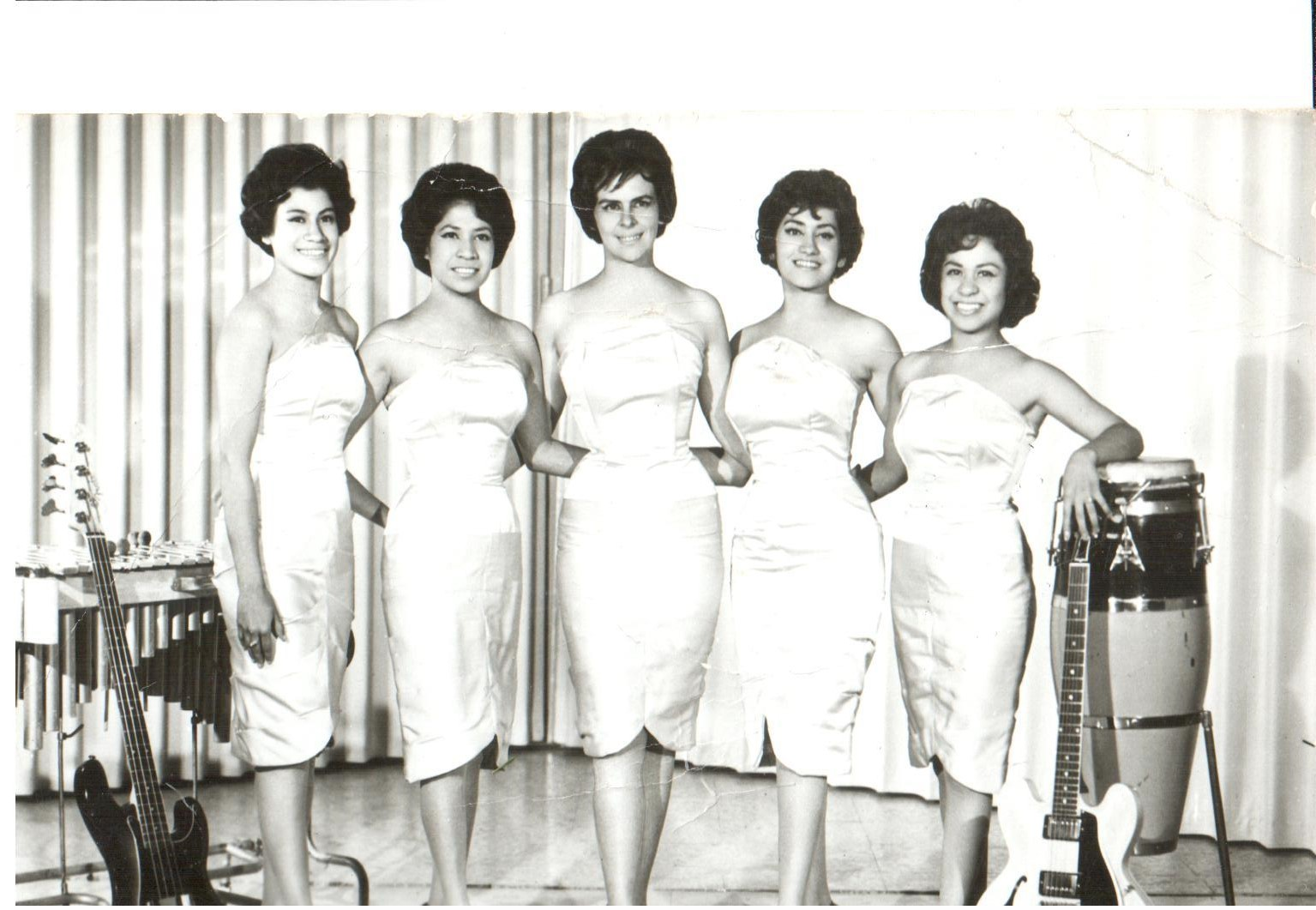

Fue la primera banda rock and roll en México que tuvo exclusivamente a mujeres, sus integrantes fueron María Teresa Astorga, María Judith Rolón, María Luisa Astorga, Yolanda Espinosa y Martha Agüeros. El grupo se originó en 1958 en el Conservatorio Nacional de Música y el nombre fue propuesto por Enrique Guzmán, tomando en cuenta que la mayoría de las integrantes tenían por nombre María y los jets estaban de moda en la época. Las Mary Jets tuvieron gran éxito especialmente en Estados Unidos, en donde aparecieron en algunos programas televisivos y tuvieron giras con artistas como Bill Halley, Teen Toops y Los Rebeldes del Rock.
Discografía
- 1960: "Una dulce chica anticuada" / "Dulces tonterías"
- 1961: "El rock del ratón" / "Mándame"
- 1961: "Ruleta" / "Chatanooga"

Canciones más famosas
- Dulces Tonterías
- Ruleta
- Chatanooga
- Mandame

Las Chic's
Fueron un cuarteto integrado por Rocío Gardel quien tocaba el requinto, Silvia Verania Garcel en la batería, Rosita Loperena como guitarra de acompañamiento y Mayita Loperena en el bajo. Son consideradas como la segunda banda exclusivamente integrada por mujeres, sobre su sonido, este grupo tuvo la valía de incursionar en ritmos diversos como el garaje rock, pop rock y reggae-pop. Tuvieron presentaciones en el Bar Montenegro del Hotel del Prado, así como en diversas Caravanas Corona y participaron en el programa “Muevanse Todos” de la televisión de Monterrey con Vianey Valdés.
Álbumes
1. Para alegrar el corazón y todos los sentidos aquí están Las Chic's
2. Alto...Somos las Chic´s...!
3. Sola, triste y sin amor

Canciones más famosas
- La muñeca dice no
- Yo quiero un Beatle
- Chicharas Dolces
- Mali kibu
- Campanitas

Las Ultrasónicas
Esta banda de garaje punk rock se formó en 1996 e inicialmente fue creada por Jenny Bombo y Tere Farfissa. Sus letras siempre han sido disruptivas y buscan romper el estigma de feminidad impuesto a las mujeres, además sus canciones son un homenaje al estilo de El Haragán y de Loba, intérpretes de la canción “Maldito Perro”. Las alineaciones que más le han gustado al público fueron la de Jenny Bombo, batería y voz; Ali Gua Gua, guitarra y voz y Roxxxy en el bajo y coros; también por sus filas han pasado Jessy Bulbo, Suxy A, Eddie Micro, Mónica, Sónico y Tere Farfissa. Dentro de su discografía está “Yo fui una adolescente terrosatánica” 2001, “Oh si, más más!” 2002 y “Corazón rockero” 2007.
Álbumes
1. Oh si mas, mas
2. Corazón Rocker
3. Yo fui una Adolescente Terrosatánica (Versión 2021)

Canciones más famosas y polémicas
- Tu no entiendes por personas como tu desconfío de la gente
- Yo fingí que te quería pero tú eres el que miente
- Y ahora tengo que enterarme que hasta hablas mal de mi
- Que grosero que bruto y que grosero eso tengo por llevarme con bandidos como tú
- Que grosero que bruto y que grosero te perdono porque sé que eres un pobre pordiosero

##### Elrock and roll, asunto de comediantes
Antes de que el rock and roll llegara oficialmente a México a través de las películas antes mencionadas, el cine mismo expuso esta música al público mexicano por medio de la comedia. En 1950, Cantinflas protagonizó la cinta El portero, en la que se incluye una escena en la que un grupo de mariachis interpreta un swing mientras Cantinflas baila con una joven estadounidense en el Salón Tenampa.
En 1957 ocurrió otro hecho curioso. El productor de cine Guillermo Calderón invitó a Agustín Lara, Pedro Vargas y Luis Aguilar a protagonizar su nueva cinta, Los chiflados del rock and roll. La cinta se estrenó en medio del escándalo inventado por el periodista Federico de León sobre unas presuntas declaraciones de Elvis Presley en las que aseguraba prefería casarse con tres negras que con una mexicana, hecho que nunca ocurrió y fue desmentido por el propio Presley. Sumado a esto, parte del público y críticos consideraron indigno que figuras de la talla del flaco de oro se “rebajaran” a bailar rock and roll, tal como sucedía en una escena de la cinta. Una publicación incluso llegó a asegurar: “Razón de $$ tuvo Agustín Lara para descender al rock and roll”.
Como demuestra lo anterior, el rock and roll era visto como una moda pasajera y como música carente de valor artístico. Así que una de las formas en las que el público mexicano se pudo acercar a este movimiento musical fue a través de los humoristas que interpretaban números rocanroleros.
El músico chicano Lalo Guerrero fue uno de los primeros músicos en componer canciones que mostraban con humor el choque cultural que el rock and roll causaba en un país como México con “Elvis Pérez”. Eulalio González El Piporro también siguió esta línea con «Ojos de Pancha». Gaspar Enaine Capulina y Los Trincas grabaron piezas como “Boogie de Beethoven”. En 1958, Manuel El Loco Valdés interpretó su famosa versión de «Médico brujo» original de Dave Seville para la película Dos fantasmas y una muchacha, mientras que su hermano, Tin Tan, hizo lo propio bailando swing en diversos filmes a la par que reversionó canciones de The Beatles como «Quiero rascarme aquí», cover a «I want to hold your hand»).
Un grupo que expuso la unión de humor y rock and roll fueron Los Xochimilcas. Lanzaron canciones como «Xochimilca’s rock», «Rock rollin rock» e incluso hicieron covers a The Beatles con canciones como «Chilorius» («She loves you»).

#### La época dorada delrock and rollmexicano
Todos los músicos mencionados hasta el momento compartían una característica: no eran adolescentes.[cita requerida] A pesar de que el rock and roll era un estilo que gustaba sobre todo a los más jóvenes de la población, no todos los pioneros en México eran músicos y artistas que ya tenían una trayectoria y estaban muy alejados de la adolescencia. También existieron incontables conjuntos amateur integrados por adolescentes que tocaban rock and roll en escuelas y fiestas. Solo faltaba que uno diera el salto a los grandes medios de comunicación para que los exponentes de este movimiento fueran realmente jóvenes. Dicho momento llegó una noche sabatina de mayo de 1958, cuando el programa La hora internacional del aficionado del Canal 2 presentó a Pepe y sus Locos del Ritmo, grupo que posteriormente alcanzaría el segundo lugar en un concurso del programa Original Amateur Hour conducido por Ted Mack en Estados Unidos. En 1956 ya se habían presentado Los Espontáneos (integrados por Sergio Martell, futuro pianista de Los Teen Tops, y Roberto Figueroa) en el programa Teleclub deportivo, si bien Los Locos del Ritmo prosiguieron presentaciones con mayor constancia. Además gozaban del apoyo de Luis Rodríguez Palillo y sus famosos porristas universitarios.

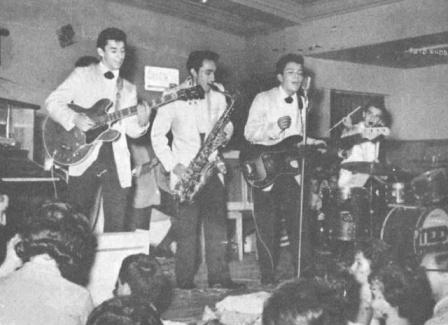
Los Teen Tops en escena

La otra razón por la que el rock and roll interpretado por jóvenes despuntó fueron los contratos con las disqueras. Discos Orfeón apoyó a grupos recomendados por Paco de la Barrera y CBS contrató a los conjuntos en los que Jesús Hinojosa depositaba su confianza, entre los que se encontraban Los Teen Tops, quienes grabaron «La plaga» y «El rock de la cárcel», canciones que ascendieron rápidamente en las listas de popularidad en 1960. El éxito de Los Teen Tops fue tal que llegaron a sonar en Sudamérica y España.
Los Rebeldes del Rock, se habían formado en 1957 y en 1959 se les unió Johnny Laboriel, habiendo grabado y publicado su primer disco en 1960. Ese mismo año, «Hiedra venenosa» de Los Rebeldes del Rock protagonizó las listas de popularidad con sus primeros 4 discos. Con esto se abrió la puerta por completo a una generación de músicos jóvenes que integraban grupos como los mencionados Pepe y sus Locos del Ritmo, Los Teen Tops y Los Rebeldes del Rock. Otros grupos que se sumaron a la oleada fueron Los Black Jeans (posteriormente Los Camisas Negras), Los Sinners,  Los Jockers, Los Hooligans, Los Spitfires y Los Crazy Boys, por mencionar algunos. A pesar de obstáculos como el machismo y los roles de género prevalecientes en la época, fueron exitosos diversos grupos formados por mujeres, siendo las pioneras Las Mary Jets así como Las 4YT, Las Chic's,  Martha y Los Ventura, las Hermanas Jiménez y las Hermanas Navarro, estas últimas muy conocidas por aparecer en el programa de televisión Cómicos y Canciones de Viruta y Capulina.
Entre las agrupaciones surgidas en otras ciudades mexicanas se pueden destacar: en Agua Prieta, Sonora Los Apson y Frankie y los Matadores; en Guadalajara, Los Gibson Boys y Los Frenéticos; en Monterrey, Los Rockets; en Morelia, La Gran Familia; en Puebla, Los Blue Jeans y Los Demonios; en Cuernavaca, Los Rollys Kings y Los Chicos del Rock; en Reynosa, Los Blue Angels (posteriormente rebautizados como Los Yaki) y Los Coopers; y en Tijuana, Los Rockin Devils y Los TJ’s. A excepción de Los Gibson Boys, Los Yaki, Los Apson, Los Rockin Devils y Los TJ’s, las demás agrupaciones no alcanzaron reconocimiento nacional, pero demostraron el alcance que el rock and roll tenía fuera de la Ciudad de México.
Si bien gran parte de los éxitos de los conjuntos mexicanos eran reversiones de grupos estadounidenses, no tardaron en surgir piezas originales, tales como la balada «Tus ojos» de Rafael Acosta (Los Locos del Ritmo), «Yo no soy un rebelde» de Chucho González (Los Rebeldes del Rock) y «Vuelve primavera» de René Ferrer (Los Blue Caps). De igual forma, ante las críticas por tratarse de un estilo de música extranjero, pronto las agrupaciones comenzaron a mexicanizar el rock and roll realizando covers de canciones como «La cucaracha», tal es el caso de Los Locos del Ritmo. De estos últimos su compositor y cantante, Toño de la Villa, murió prematuramente el 5 de mayo de 1962 a la edad de 22 años a causa de un cáncer de garganta.
Antes de finalizar la época dorada del rock and roll mexicano surgió una nueva generación de músicos que ya no solo se inspiraron en grupos internacionales como Bill Halley and His Comets o Elvis Presley, e incluso en nuevas propuestas como The Beatles o The Doors, sino que también vieron a Los Locos del Ritmo, Los Teen Tops y Los Rebeldes del Rock, entre otras bandas, en la televisión y los escucharon en las estaciones de radio. Algunas agrupaciones que se pueden mencionar son Los Yaki (lidereados por un carismático vocalista llamado Benny Ibarra), Los Ovnis y Los Tepetatles. El caso de Los Tepetatles es único y dejaron una huella importante, pero su reconocimiento solo fue creciendo con el paso del tiempo. El grupo nació por encargo de la estrella del cine mexicano Ernesto Alonso, quien en 1965 también era dueño del centro nocturno llamado El Quid, en la colonia Condesa de la Ciudad de México. La persona encomendada para formar la banda fue el cineasta Alfonso Arau (también padre de Sergio Arau, futuro guitarrista de Botellita de Jerez) y alineó a un auténtico supergrupo: el propio Arau tomó el rol de vocalista, Marcos Lizama en la guitarra, Marco Polo Tena en el bajo (integrante de Los Rebeldes del Rock), Julián Bert en teclados y dirección musical y José Luis Martínez El Bayoye en la batería. Sin embargo, su novedad radicó en que se trataba de un grupo transdisciplinario que sumó a los pintores José Luis Cuevas y Vicente Rojo en la escenografía y vestuario y al escritor Carlos Monsiváis para las letras. El resultado fue un conjunto musical-teatral que parodiaba a The Beatles con música y letras originales influenciadas por el arte pop y con una dosis importante de humor. El espectáculo teatral tomó el nombre de Triunfo y aplastamiento del mundo moderno con un gran riesgo de Arau y mucho ruido (el cual, por cierto, no fue de agrado de Ernesto Alonso, pero sí del público) y también se grabó un LP con el nombre de Arau a go go, el cual actualmente es considerado un artículo de culto, que incluso puede superar los 10 mil pesos mexicanos (más de 700 USD). Los Tepetatles también tuvieron una participación en la película Jóvenes de la zona rosa de Alfredo Zacarías.

##### Solistas
Manolo Muñoz fue el primer vocalista en probar suerte en solitario al abandonar a Los Gibson Boys. Para 1962, muchos de los grupos que habían ascendido se quedaron sin su vocalista original: Enrique Guzmán dejó Los Teen Tops, César Costa abandonó a Los Black Jeans, Ricardo Roca a Los Hooligans, Paco Cañedo a Los Boopers, Luis Vivi Hernández a Los Crazy Boys y Julissa a Los Spitfires. Johnny Laboriel dejó a Los Rebeldes del Rock un año después.
Por su parte, también surgieron cantantes que ganaron reconocimiento sin haber sido parte de un grupo como Angélica María y Alberto Vázquez. De entre las mujeres solistas que destacaron en el rock and roll se encuentran Mayté Gaos, Ella Laboriel, Emily Cranz, Leda Moreno, Olivia Molina, María Eugenia Rubio, Nina Mar, Queta Garay, Pyly Gaos y Vianey Valdez.

###### De cantantes astar systemmexicano
La suma de rock and roll y cine había demostrado su potencial comercial desde 1956. Así que las compañías disqueras y productoras de cine se beneficiaron de la salida de los vocalistas de grupos de rock and roll al llevar su fama también al medio fílmico.
Las películas a veces trataban temas atribuidos a la juventud, como peleas entre pandillas, rebeldía contra los padres o formación de grupos musicales. En otras ocasiones solo eran comedias o dramas protagonizados por cantantes como Enrique Guzmán, Angélica María, Julissa o César Costa e incluían números musicales dentro de las historias. Cabe destacar que en numerosas cintas, los cantantes de rock mexicano compartieron escenario con figuras encumbradas del cine como Arturo de Córdova, Marga López, Javier Solís, Fernando Soler y Germán Valdez Tin Tan, entre otros.
Los dos directores de cine que destacan por su trabajo detrás de la cámara en cintas relacionadas con rock mexicano son Julián Soler (Jóvenes y rebeldes, La juventud se impone y La edad de la violencia) y Miguel M. Delgado (Twist, locura de la juventud y Mi vida es una canción).  
A continuación se presentan algunas cintas representativas de esta época:
| Título                              | Dirección                 | Año  | Relación con el rock mexicano                                                                |
| ----------------------------------- | ------------------------- | ---- | -------------------------------------------------------------------------------------------- |
| Jóvenes y rebeldes                  | Julián Soler              | 1961 | Actuación de César Costa. También hace una aparición especial Bill Halley                    |
| Twist, locura de juventud           | Miguel M. Delgado         | 1962 | Actuación de Enrique Guzmán. Aparición de Los Locos del Ritmo                                |
| Mi vida es una canción              | Miguel M. Delgado         | 1963 | Actuación de Angélica María y Enrique Guzmán                                                 |
| La juventud se impone               | Julián Soler              | 1964 | Actuación de César Costa y Enrique Guzmán. Aparición de Los Hooligans                        |
| La edad de la violencia             | Julián Soler              | 1964 | Actuación de César Costa, Julissa, Alberto Vázquez, Manolo Muñoz. Aparición de Los Hooligans |
| Juventud sin ley (rebeldes a go go) | Gilberto Martínez Solares | 1965 | Actuación de Manolo Muñoz                                                                    |
| Solo para ti                        | Icaro Cisneros            | 1966 | Actuación de Angélica María                                                                  |

##### Los éxitos delrock and rollmexicano
El punto nodal que ayudó a definir la era dorada del rock and roll mexicano son los sencillos que encontraron difusión en las estaciones de radio, y es en los Top Ten anuales donde mejor se puede visualizar su popularidad. Tomando esto como base, dicha época dorada del rock and roll mexicano se ubica entre 1960 y 1967, siendo 1963 el año en que el rock and roll mexicano dominó el Top Ten anual con ocho canciones.
Destacan también los años de 1961, 1962 y 1963 por tener como canción más popular una de rock, "Agujetas de color de rosa" de Los Hooligans, "Multiplicando" de Fabricio y "Cosas" de Óscar Madrigal, respectivamente.[cita requerida]
En cuanto a número de canciones colocadas en estas listas de popularidad, cabe resaltar a Los Hermanos Carrión con cuatro: "Rosas rojas", "Magia blanca", "Las cerezas" y "Lanza tus penas al viento", y a Los Teen Tops, Los Hooligans, Los Locos del Ritmo y César Costa con tres. 
A continuación se presenta una serie de cuadros con los éxitos más sobresalientes de rock mexicano entre 1960 y 1967 en estaciones de radio de la Ciudad de México.
| Posición original en la lista | Canción         | Intérprete            |
| ----------------------------- | --------------- | --------------------- |
| 9                             | La plaga        | Los Teen Tops         |
| 10                            | Hiedra venenosa | Los Rebeldes del rock |

| Posición original en la lista | Canción                   | Intérprete          |
| ----------------------------- | ------------------------- | ------------------- |
| 1                             | Agujetas de color de rosa | Los Hooligans       |
| 6                             | Pólvora                   | Los Locos del Ritmo |
| 7                             | Popotitos                 | Los Teen Tops       |
| 8                             | Chica alborotada          | Los Locos del Ritmo |
| 9                             | Presumida                 | Los Teen Tops       |
| 10                            | Matilda                   | Los Jockers         |

| Posición original en la lista | Canción              | Intérprete            |
| ----------------------------- | -------------------- | --------------------- |
| 1                             | Multiplicando        | Fabricio (Felipe Gil) |
| 2                             | Speedy González      | Manolo Muñoz          |
| 3                             | La historia de Tommy | César Costa           |
| 5                             | Eddy Eddy            | Angélica María        |
| 6                             | El gran Tomás        | Mayté Gaos            |
| 7                             | Susy, la coqueta     | Mayté Gaos            |
| 10                            | Tímida               | César Costa           |

| Posición original en la lista | Canción              | Intérprete            |
| ----------------------------- | -------------------- | --------------------- |
| 1                             | Cosas                | Óscar Madrigal        |
| 2                             | Despeinada           | Los Hooligans         |
| 3                             | Pensaba en ti        | Enrique Guzmán        |
| 5                             | Rosas rojas          | Los Hermanos Carrión  |
| 6                             | Corre, Sansón, corre | Los Rebeldes del Rock |
| 8                             | Vayamos juntos       | Hermanas Jiménez      |
| 9                             | Johnny, recuérdame   | César Costa           |
| 10                            | Magia blanca         | Los Hermanos Carrión  |

| Posición original en la lista | Canción      | Intérprete           |
| ----------------------------- | ------------ | -------------------- |
| 2                             | Las cerezas  | Los Hermanos Carrión |
| 9                             | Sabor a nada | Los Locos del Ritmo  |

| Posición original en la lista | Canción                   | Intérprete           |
| ----------------------------- | ------------------------- | -------------------- |
| 4                             | Bule bule                 | Los Rockin Devils    |
| 5                             | Lanza tus penas el viento | Los Hermanos Carrión |
| 6                             | Juego de palabras         | Olivia Molina        |

| Posición original en la lista | Canción              | Intérprete          |
| ----------------------------- | -------------------- | ------------------- |
| 3                             | El gato loco         | Los Hooligans       |
| 4                             | Un hombre respetable | Los Hitters         |
| 5                             | Juanita Banana       | Manolo Muñoz        |
| 6                             | Amarrado             | Los Belmonts        |
| 9                             | Napoleón XVI         | Luis Vivi Hernández |

| Posición original en la lista | Canción     | Intérprete        |
| ----------------------------- | ----------- | ----------------- |
| 7                             | Y es por ti | Los Reno          |
| 8                             | Georgina    | Los Rockin Devils |

###### La radio se vuelve rocanrolera
El éxito comercial del rock and roll fue tal que las compañías radiodifusoras no desaprovecharon el momento ni la oportunidad y surgieron estaciones especializadas en el género en el dial de la Ciudad de México. Entre ellas se encontraron:[cita requerida]
- XEPH 590 AM. La estación concesionada a Núcleo Radio Mil (actualmente NRM Comunicaciones) comenzó a pasar rock and roll en 1958. Tuvo un ligero cambio durante 1966 en que pasó a llamarse Radio Gemas para transmitir radionovelas y programas hablados, pero en 1967 regresó al rock para convertirse en una de las estaciones históricas del rock en México: La Pantera.
- XERPM 660 AM. En 1957, esta estación estaba concesionada a grupo Radio Programas de México y comenzó a transmitir rock and roll bajo el nombre de Radio Juventud.
- XERC 790 AM. Conocida como Radio Éxitos desde 1942, esta estación se especializó en rock and roll a partir de 1964.
- XEL 1260 AM. Al igual que Radio Éxitos, esta estación de comenzó a transmitir rock en 1964 bajo el nombre de Radio Capital.

En cuanto a la televisión, es notable la aportación del programa Orfeón a go go transmitido por Telesistema Mexicano.

#### Álbumes relevantes
- Rock, de Los Locos del Ritmo (Maya, 1960).
- Teen Tops, de Los Teen Tops (Columbia, 1960).
- Rockin rebels, de Los Rebeldes del Rock (Dimsa, 1960).
- Los Spitfires, de Los Spitfires (Cisne, 1961).
- Vuelve primavera, de Los Blue Caps (Orfeón, 1965).
- Los Rocking Devils, de Los Rocking Devils (Tambora, 1964).
- Los Camisas Negras, de Los Camisas Negras (Musart, 1960).
- Los Tijuana Five, de Los Tijuana Five (Pickwick, 1967).
- Arau A Go Go , de Los Tepetatles (Pop Art, 1965).
- Hippies, de Los Ovnis (1968).

### Javier Bátiz y laonda chicana
Al igual que en Estados Unidos, a mediados de la década de los sesenta el rock and roll dejó de lado los temas bailables y se apoyó en la psicodelia, el jazz, la revolución sexual, el movimiento hippie y el blues para conformarse como una expresión contracultural y dar origen a un rock mucho más experimental, en algunos casos, y de sonido más pesado, en otros. En México, uno de los primeros representantes de esta corriente es el guitarrista oriundo de Tijuana, Baja California, Javier Bátiz.
Dentro de la carrera de Bátiz se encuentra un fugaz relevo a Johnny Laboriel en Los Rebeldes del Rock en 1963 y su paso por Los TJ’s. Sin embargo, es más conocido por su carrera como solista. En lo respectivo a su biografía, amplio ha sido el debate sobre si de verdad le enseñó a tocar la guitarra a Carlos Santana o solo fue una influencia más para el guitarrista jalisciense.
Durante el segundo lustro de los sesenta, la Ciudad de México, Guadalajara, Monterrey y Tijuana se establecieron como las cunas de las principales bandas de rock. A este nuevo rock se le ha conocido como onda chicana, sin embargo, los músicos eran mexicanos que vivían en México, solo que muchas de las letras de sus canciones eran en inglés. El término onda chicana nace de la suma de dos palabras que tomaron importancia en aquella época. 
Por onda, el escritor José Agustín define:

Hay varias ondas, son las ondas dentro de la misma onda; algunas son materiales (“pásame esa onda”) pero otras son intangibles (la Onda); en todo caso, para los chavos mexicanos de los años sesenta la onda fue energía intangible, pero mesurable que funcionaba esencialmente como vía de comunicación, de interrelación que hermanaba. Por otra parte, una onda podía ser cualquier cosa, pero también un plan para realizar, un proyecto, una aventura, un estado de ánimo, una pose, un estilo, una manera de pensar e incluso una concepción del mundo. Pero agarrar la onda era sintonizarse con la frecuencia adecuada en la manera de ser, de hablar, de vestir, de comportarse ante los demás: era viajar con hongos o LSD, fumar mota y tomar cervezas; era entender, captar bien la realidad, no solo la apariencia, llegar al meollo de los asuntos y no quedarse en la superficie; era amar el amor, la paz y la naturaleza, rechazar los valores desgastados y la hipocresía del sistema, que se condensaba en los “fresa”, la antítesis de la buena onda.
José Agustín, La contracultura en México, capítulo la Onda

Mientras que por chicano el escritor Parménides García Saldaña apunta:
Esos [jóvenes] que oscilan entre el inglés y el español, you know, cuya afinidad con los jóvenes mexicanos es la falta de identificación con el español.
Cabe resaltar que García Saldaña se refiere solo a jóvenes mexicanos que viven en México y adoptan formas de expresión estadounidenses. Ya que el movimiento chicano popularizado en la década de los sesenta en Estados Unidos por activistas como César Chávez, adoptó el término chicano con orgullo y como una forma de distinguirse de la sociedad estadounidense y conceptos impuestos por esta como el de mexico-americano.
En cuanto a las agrupaciones que surgieron durante este periodo pueden destacarse las siguientes:
En Tijuana, Baja California: 
- Baby Bátiz se dio a conocer por su voz potente para el blues y su carisma al acompañar en los escenarios a su hermano, Javier Bátiz, en su llegada a la Ciudad de México. Ella debutó como solista en 1964 con un LP de nombre Aconséjame, mamá.

- Love Army, quienes además fueron teloneros del fallido concierto de The Byrds[49] el 9 de marzo de 1969 en la Ciudad de los Deportes (Ciudad de México) cuando todavía llevaban por nombre Tijuana Five.[50] Al ensamble instrumental tradicional del rock (guitarra, bajo y batería) le sumaron una sección de metales (sax alto, sax tenor, trompeta y trombón) con fuerte influencia del sonido de agrupaciones como Blood, Sweat and Tears. Este grupo alcanzó el éxito con la canción “Caminata cerebral”, cuya estrofa más conocida es:

Oye, Cristo, no regreses

no te vayan a rapar.
En la era del Acuario
nadie te entenderá.
Porque sé que si tú regresas
no vas a predicar.
Nomás de ver tus pelos
la gente se va a asustar

y te van a hacer llorar.

Esta letra causó tal revuelo que fue prohibida en la radio, pero solo su versión en español, ya que la versión en inglés, que decía lo mismo, se siguió emitiendo.
- Peace and Love, agrupación comandada por Felipe Maldonado y Ricardo Ochoa. El grupo adquiriría gran importancia gracias a su presentación en el Festival de Rock y Ruedas de Avándaro. Con el tiempo, Ricardo Ochoa se volvería una pieza clave en la historia del rock mexicano al apoyar a nuevas generaciones en los ochenta con el sello Comrock. Al igual que Love Army, incorporaron una sección de metales que incluía sax tenor, sax alto y dos trompetas.

- El Ritual fue otra agrupación importante. Fundada a finales de los sesenta, se trasladó a la Ciudad de México en 1971 para participar en el Festival de Avándaro. Ahí llamaron la atención por su fuerte sonido influenciado por el blues rock y tendencias progresivas al estilo de Emerson, Lake and Palmer. Sus éxitos Easy Woman y Beyond the Sun.

En Monterrey, Nuevo León: 
- La Tribu surgió en 1969. Su mayor éxito fue la canción “Por perderte”, lanzada en 1971. Destaca también el vocalista, Leopoldo Sánchez Labastida, Polo, quien en 1966 fue conocido por interpretar la canción «El último beso», la cual, por cierto, se colocó en el segundo lugar de popularidad del año.[52]
- El Amor nació en 1970. Estaba integrado por tres elementos: Guitarra, Bajo y Batería. Su éxito más conocido es “I love you more”, perteneciente a un sencillo grabado con Capitol.

En Guadalajara, Jalisco:
- Spiders. Aunque surgieron en 1964, sufrieron varias modificaciones de alineación durante 1969, lo que ayudó a que cambiaran de estilo. Son recordados por el disco Back y la canción homónima, en la cual se puede escuchar un órgano.[53]
- La Revolución de Emiliano Zapata (La Revo). Una de las agrupaciones mexicanas que mayor éxito alcanzó a nivel internacional después de Los Teen Tops. Fueron apoyados intensamente por Polydor a tal grado que tuvieron giras internacionales y presencia en rotación radiofónica como ninguna otra banda de su generación. Sus éxitos: Lost City y Nasty Sex.[54][55]
- La Fachada de Piedra. Comandados por la voz de Carmen Hernández-Ochoa, esta agrupación nació en 1971 y desde sus primeros conciertos llamó la atención por su calidad e influencia de bandas como Cream.
- 39.4. Este conjunto continuó con la línea musical de Love Army y Peace and Love. Su canción más conocida es “Fe”.
- Bandido. Grupo conformado por integrantes norteños y tapatíos provenientes de 39.4. Su lanzamiento formal fue en pleno Festival de Rock y Ruedas de Avándaro.Su mayor éxito: Bandido

En la Ciudad de México:
- Enigma!. Inicialmente tomaron el nombre de Las Ventanas (una parodia a The Doors) en su fundación en 1964. Cambiaron de nombre en 1970 a Enigma! y reforzaron su sonido influenciado por grupos como Deep Purple o Steppenwolf. Además, sus integrantes llamaron la atención por incorporar a su vestuario estoperoles y chamarras de cuero, incluso antes de que Kiss o Rob Halford de Judas Priest sumaran estos elementos a la vestimenta del metalero. Por todo esto es considerada dentro del círculo de bandas de hard rock y metal. Sus canciones más conocidas son “Bajo el signo de acuario” y “El llamado de la hembra”.[56][57]
- Tinta Blanca. Comenzaron su carrera con el nombre de White Ink en 1965. Su reconocimiento fue casi inmediato gracias a que ganaron el primer concurso nacional de Música Pop organizado por el Departamento del Distrito Federal, también conocido como el naranjazo. El premio consistió en la grabación de un LP, además de facilidades para presentaciones en medios de comunicación.[58]
- La Máquina del Sonido. Armando Molina creó este grupo tras varios intentos fallidos con otras agrupaciones. Se caracterizaron por grabar covers, en especial el de “In a gadda da vida” de Iron Butterfly. Cabe destacar que más adelante Molina también se convirtió en mánager de grupos como Peace and Love, El Ritual, El Epílogo y Three Souls in My Mind.[59]
- Tequila. La poderosa voz de Maricela Durazo comandaba esta agrupación. Aunque su reconocimiento fue moderado en México, su contrato con la disquera CBS les permitió girar por Europa, consiguiendo cierta popularidad en países como Suecia.[60]
- Cosa Nostra. Guillermo Briseño apareció en la escena nacional con esta agrupación que mezcló blues, jazz y funk. La banda la completaban Rudy Charles en la voz, Norma Valdez y Malena Soto en coros, Miguel Flores en el bajo, Ezequiel Nieto en guitarra y Gilberto Flores en batería.[61]
- Three Souls in My Mind. Tomb Kickers, Music Bottle Company, Middle Age, No Name Band y No Name Group son algunos de los nombres que este trío tuvo antes de establecerse definitivamente el 12 de octubre de 1968 como Three Souls in My Mind. La alineación original fue Carlos Alcérreca en el bajo, Charlie Hauptvogel en la batería y Alejandro Lora en la guitarra y voz.[62][63] Su sonido crudo y blusero llamó la atención inmediatamente. Parménides García Saldaña escribió sobre ellos:

Sí yeah, three souls in my mind. The black soul, the blue soul, the white soul together, if you know what I mean. Bueno, Bueno, Bueno ¿qué onda ésta de Tres Almucas en mi Coco? Pues na, diría una gallega de la Habana, Cuba. Pues enton’s yo respondería, impaciente, of course: ¿cómo que na? Lo que significa que detrás de la frase interrogativa hay algo. Y ese algo es sólido, fuerte, macizo. ¡Oh, má! Exclama Lulú Terraza Cass. […] Si de aquí a 50 años, Three Souls in My Mind no llega a la cúspide de la gloria y fama, enton’s chavos y tortitas, podrán decir que la regué. Por lo pronto EL TIEMPO ESTÁ DE MI LADO.
Revista Pop, No. 48, 12 de diciembre de 1969, Citado en Cruz Merced Belén, Ahí la llevamos cantinfleando, pp. 59

Parménides García Saldaña no se equivocó. Three Souls in My Mind se convirtió en una de las bandas más recurrentes en las tocadas de los hoyos funkies durante los setenta y a mediados de los ochenta. Después Álex Lora continuó su camino con El Tri y Charlie Hauptvogel con Three Souls in My Mind. Ambos músicos celebraron sus 50 años de trayectoria en 2018.
Un caso curioso es el de Dug Dug’s, banda que inicialmente tenía el nombre de Xippos Rock. Este conjunto comandado por Armando Nava es oriundo de Durango, Durango (su nombre es una contracción de su localidad), pero después se trasladaron a Tijuana y en 1965 migraron a la Ciudad de México. Llegaron con el pie derecho a la capital, ya que en 1967 musicalizaron la película Cinco de chocolate y uno de fresa, protagonizada por Angélica María y con guion del escritor José Agustín, posteriormente participaron en el Festival de Rock y Ruedas de Avándaro, y durante la década de los setenta mantuvieron su carrera dentro del rock tocando en hoyos funkies. Su mayor éxito: Lost in my world.
Otro caso interesante es el de Kaleidoscope. Este quinteto formado en California, Estados Unidos, de mayoría de puertorriqueños grabó su único LP en Santo Domingo y después fue distribuido por Orfeón, sin embargo, su carrera musical (1967-1970) transcurrió en México. Vivieron en la Ciudad de México y Cuernavaca, Morelos. Son recordados por sus canciones influenciadas por la psicodelia.

## El rock mexicano como patrimonio cultural
Si bien se sabe que el rock es un fenómeno cultural, se considera como un patrimonio inmaterial cultural, principalmente porque se transmite de forma oral de generación en generación, y está estrechamente vinculado a la identidad y formación de las personas, por lo que así sean grupos, artistas o canciones de años e incluso décadas pasadas seguirá presente su sentir e impacto.

Se encuentran inmersos idiomas, creencias, conocimientos, valores e incluso expresiones culturales heredadas que se adaptan a los nuevos contextos, y en conjunto se convierten en un símbolo  de identidad y continuidad histórica para la sociedad.
“Demuestra el impulso de tener una alternativa sociocultural a la vida social determinada por el estado revolucionario y por el capitalismo moderno”
Por otro lado, el rock ha sido una forma de manifestación para muchas personas y grupos, a través del cual han compuesto canciones que expresan su descontento con la situación política, económica y social del país, de forma que el rock se convirtió en un medio o alternativa mediante la cual las personas pueden expresar pensamientos, ideas y sentimientos. A raíz de esto, el rock ha permeado en la tolerancia y apertura mental de la sociedad, dando paso a muchos cambios sociales y al avance de tendencias latentes.

El rock  mexicano se trata de un género compuesto, primeramente porque provienen de otros géneros musicales como el rock and roll, blues, country & western, R&B, doo wop, boogie woogie, swing, y dentro de México se fusionaron géneros como la cumbia, salsa, huapango, mariachi, norteña, dando paso a lo que hoy conocemos como rock mexicano.
El Rock desde su aparición en México fue un género musical  desaprobado por la sociedad, sin embargo han existido personas que han estado a favor de dicho género, por ejemplo en 1988, llega al poder Carlos Salinas de Gortari  con bastante cambios, entre ellos, apoyó el crecimiento de foros y lugares en donde el rock encontró su espacio y un además de un desarrollo económico.

### Influencia de las letras en la sociedad

#### El rock como expresión
La música es una de las expresiones artísticas más importantes que ha creado el hombre, y donde ha sabido representar todos los sentimientos y emociones que lo han caracterizado a lo largo de la historia. A través de ésta, se han representado distintas etapas en la evolución del hombre y distintas formas que ha tenido para pensar y razonar sobre la vida. Se caracteriza por transmitir su perspectiva de la vida de una manera directa y profunda, acompañada de melodías rítmicas que impacten en las personas que les escuchan.
Ha sido considerado una combinación de culturas y periodos distintos, así como una expresión de visiones divergentes sobre la sexualidad y el género, y la música rock en general ha sido vista y criticada por facilitar una mayor libertad sexual. Y no solo eso, también representa una forma de protesta pacífica ante el racismo, el uso de drogas y hablar de cierta una manera un poco explícita sobre el sexo; temas que comúnmente resultaban y resultan un tabú para las personas adultas.

Cada una de las canciones compuestas dentro de este género han sido parte de la historia marcando ciertos acontecimientos y con ello una identidad social; Adrián de Garay en su artículo El rock como conformador de identidades juveniles nos menciona que
“La juventud como sujeto social no es un cuerpo uniforme, es preciso reconocer que se trata de una población suficientemente compuesta, tanto en el plano social como en el generacional, lo que sin duda produce la existencia de universos culturales diversos y diferenciados. No obstante, es posible afirmar que el rock, en sus diversas modalidades, se ha convertido en un vehículo de expresión de las vivencias y problemáticas que experimentan los jóvenes urbanos en muchos países del orbe”
Es decir, que de alguna u otra manera se modifica a la sociedad misma, porque se agrupa de diferentes maneras, genera grupos de pertenencia, produce alienación, implanta valores, ideales, los difunde, genera modelos e ídolos, inserta nuevos actores sociales, se generan nuevas creencias, todo con la consecuente resignificación de la música, formándose un ciclo de constante resignificación, ya que cada generación se apropia de manera diferente cada una de las letras.

#### Interpretación de canciones de Molotov
“No olvidamos”
Es una de sus canciones más recientes que realiza una crítica a la corrupción realizada en México por el Gobierno, desde la presidencia de Echeverría a Andrés Manuel López Obrador, abordando temas como: la caída del precio del petróleo, la devaluación del peso mexicano, e incluso la mala gestión de la pandemia en el Gobierno de López Obrador mediante burlas y comentarios irónicos.
“Gimme tha Power”
La letra demuestra el descontento social, manifestando el tipo de vida que llevan las personas, haciendo un llamado a la revolución y a un pensamiento crítico para realizar algo contra lo que sucede día con día en México.
“Frijolero”
Expresa la relación México-americana, mencionando los muchos estereotipos que se tienen de un mexicano, y el trato despectivo y racista que se tiene o ha tenido por parte de extranjeros.

##### Interpretación de canciones de Panteón Rococó

###### “La carencia”
Considerada una de sus canciones más populares manifiesta el descontento ante la inflación económica y el aumento de precios en las cosas mientras que los salarios continúan siendo insuficientes para satisfacer las necesidades básicas, invita a las personas a bailar en conjunto dado que muchas personas están pasando por la misma situación.

###### “La dosis perfecta”
En esta canción el autor expresa su sentir ante la despedida de su pareja, es una canción que da cuenta al final de una relación, en la cual se menciona brevemente que ella decide terminar su amor y que él la necesita.

### La iconografía y arte gráfico del rock mexicano
La iconografía del rock urbano en México es variada y cambiante, pues podemos decir que es una mezcla de los aconteceres históricos de origen nacional e internacional. Adoptan iconos que usaba el movimiento hippie, se apropia de la iconografía nacional para transgredirla en algunos casos y crea nuevos iconos que obedecen al contexto histórico en el que se desarrolla. A continuación relatamos cómo es que está iconografía va cambiando expresamente en 3 tiempos diferentes y algunas en general.
El primer tiempo tiene que ver con el movimiento estudiantil del 68 y la matanza de estudiantes, era un año esperado pues se realizarán las olimpiadas en México. La imagen publicitaria oficial era "MEXICO 68" con una tipografía a tres líneas, los círculos del seis y el ocho forman parte del símbolo de los juegos olímpicos.
Sin embargo y dado el acontecimiento que hubo en Tlatelolco el 2 de octubre de 1968, la "iconografía oficial" se apropió y se modificó para dar a entender el sentimiento que había en gran parte de la población. Usando la misma tipografía y logotipo se le agregaban siluetas de equipo uniformado, soldados principalmente, o con leyendas como: "Este diálogo no lo entendemos" con una tanqueta en medio, la paloma de la paz ahorcada desde un año del logotipo de las olimpiadas y muchas más.
Por supuesto la expresión en la cultura urbana no dejó de hacerlo las pintas de  pistolas, los rostros, los colores rojo y negro se dejaban ver por los muros del barrio, aludiendo al hecho que se aconteció en aquel 2 de octubre del 68. Muchos de estos rasgos las recuperan bandas como el panteón rococó con la estrella roja hasta varias bandas con sus letras y portadas de discos, siempre con la temática de ir contra el sistema 
Años más tarde en el año de 1971, en apogeo del rock urbano mexicano hubo el máximo espectáculo del género El festival rock y ruedas en avándaro. En él tuvo encuentro muchas de las bandas de rock que existían en ese momento, en el boleto podemos observar un músico tocando un instrumento de viento, de cabellera larga (recordemos que la cabellera larga viene del movimiento Hippie), caminando por la maleza simulando ser el sitio de Avándaro.
Es interesante ver, cómo si bien el festival venía con una idea de reproducir el Festival de música y arte de Woodstock del movimiento Hippie, el Avándaro venía con una tendencia  ideológica completamente diferente: de lucha, de transgredir lo establecido, rebelión, de “valemadrismo”, de “Hecho en México”... Es por esto que cuando se llevó a cabo dentro de los participantes había diferentes imágenes iconográficas que respondían a diferentes ideologías.
Por ejemplo, el Che Guevara, símbolo de la resistencia, de la guerra de guerrillas, junto con el símbolo de Amor y Paz; ambas predican cosas muy diferentes, sin embargo dentro del Avándaro todo y todos tenían cabida. Es por esto que al terminar forzosamente el festival  los medios de comunicación no se hicieron esperar con sus noticias, acto que fomentó la persecución y marginación del género de rock urbano.
La iconografía del rock urbano ante el público fue con grandes portadas de primera plana en todos los periódicos del país con leyendas como: "El infierno en Avanzaron", "Encueramiento, Mariguaniza, Degenere sexual, Mugre, Pelos, Sangre, Muerte!", "Música, Droga y Sexo: El frenesí de avandaro", etc.
En la actualidad dentro de la iconografía de la cultura rock urbano los carteles que se ven aluden a tiempos de los años 60, 70 y 80, precisamente en los tiempos donde fue el apogeo del género. Algunos toman símbolos patrios como lo es Miguel Hidalgo y lo modifican para transgredir la historia o al estado.

### El rock como forma de protesta política
El rock se ha convertido en un espacio en donde existe la mezcla de sentimientos, opiniones y actitudes acerca de distintos sucesos que ocurren dentro de la sociedad. Es decir, en el rock convergen identidades y prácticas sociales de determinado sector de la población y que se unen a través de las demandas. Como toda la música, en el rock se plasman construcciones sociales que muestran imágenes del mundo.
Este género musical permite plasmar e influir en los movimientos sociales debido al momento en el que llegó, se fusiona con las culturas populares y autóctonas, pero también llega con los movimientos de democratización e integración cultural. En este sentido, las generaciones jóvenes encuentran en el rock una forma de rebelión y protesta. El gobierno, los empresarios, y varias generaciones de clase media cerraron el espacio rocanrolero y lo aunaron a la marginación. 
El rock mexicano forma parte de la identidad de nuevas generaciones de jóvenes, pero que además conmemora sucesos históricos y hace críticas a la sociedad actual.

Como consecuencia de sus orígenes socioculturales, el rock se ha mantenido como una vía para la protesta social. Además de propiciar un espacio para el encuentro social y el entretenimiento, el rock también ha brindado un espacio para el intercambio de ideas, la crítica y la propuesta de alternativas frente a las diversas problemáticas políticas que afectan, directa e indirectamente, a quienes lo escuchan. Y que a su vez, impacta directamente en el discurso, la estética y la espacialidad del rock; que va influyendo en otros espacios de la cultura, como la literatura, el teatro, el cine y la pintura desde una postura contracultural:
La contracultura ha sido considerada por muchos como un movimiento alternativo, complemento de la cultura predominante que rechaza los valores sociales y los modos de vida establecidos, proponiendo alternativas de existencia. Recién se ha llegado a plantear el problema de la identidad como seres humanos dentro de esta etapa de globalización institucionalizada. Y es por ello que nosotros no podemos quedar al margen de lo que se dice sobre nuestra paridad, o incluso de lo qué somos nosotros y cómo nos insertamos como actores de carne y hueso en estas ideologías e instituciones de poder.
Alejandra Vázquez Carmona (2019). La contracultura: el rock como forma de protesta política. 
El México de los años 60 favoreció las condiciones para el desarrollo del rock como forma de protesta social: Un régimen político autoritario, particularmente hostil contra las expresiones juveniles, una cultura "oficial" marcada por la añoranza del pasado revolucionario, que veía con recelo "las modas" que comenzaban a llegar desde el extranjero; específicamente desde los Estados Unidos, el control casi absoluto de los medios de comunicación por parte del Estado y la popularización de ideas como el marxismo; que aplicadas en el contexto latinoamericano, encontraron sus mayores referentes en la Revolución Cubana y el Che Guevara.

#### Laonda chicana, entre la contracultura y el movimiento estudiantil del 68
Al igual que en otros países del mundo, México no fue ajeno a los cambios políticos, sociales y culturales ocurridos durante los sesenta. Los artistas jóvenes mexicanos rompieron con estructuras impuestas por sus antecesores en diferentes disciplinas y de alguna u otra forma tuvieron roces con el rock.
- Pintura. Desde la década de los cincuenta, la Generación de la Ruptura se alejó de los cánones estéticos impuestos por la generación de Diego Rivera y David Alfaro Siqueiros, entre otros pintores consagrados.[77] Como ya se mencionó antes, José Luis Cuevas, una de las cabezas de la Ruptura, fue el encargado de la escenografía de Triunfo y aplastamiento del mundo moderno con un gran riesgo de Arau y mucho ruido, el espectáculo teatral de Los Tepetatles.[78]
- Teatro. El artista chileno Alejandro Jodorowsky llegó a México en 1960 con el movimiento Pánico que ya había revolucionado los escenarios en Francia. Para 1962 estrenó su primera obra pánica en el país, La ópera del orden, la cual era musicalizada en vivo con rock.[79]
- Cine. La época de oro del cine mexicano había terminado definitivamente y las obras fílmicas durante los sesenta variaban de calidad. En ese contexto, una de las películas cumbres del llamado Nuevo cine mexicano es Los caifanes (1967) de Juan Ibáñez,[80] la cual es protagonizada por Julissa (como dato curioso, al inicio de la película, uno de los personajes secundarios dice: “Todos vamos a ir al Quid, al primer show de Arau”. Tal vez en alusión al espectáculo de Los Tepetatles). Otra cinta representativa es Cinco de chocolate y uno de fresa (1967), dirigida por Carlos Velo, protagonizada por Angélica María, con guion de José Agustín y musicalizada por Dug Dug’s.
- Literatura. En los sesenta, la literatura hispanoamericana estaba dominada por el boom con autores como Gabriel García Márquez, Carlos Fuentes y Mario Vargas Llosa, entre otros. Pero en México, autores como Gustavo Sáinz, José Agustín y Parménides García Saldaña formaron con las novelas Gazapo (1965), De perfil (1966) y Pasto verde (1968), respectivamente, la literatura de la onda (el término se le atribuye a la escritora Margo Glantz en Narrativa joven de México)[81] es decir, obras literarias que hablaban de las experiencias juveniles. Las novelas, cuentos y crónicas de estos autores se enmarcaban en el ambiente urbano y de clase media, donde el rock tenía gran importancia.   En el terreno de la crónica periodística, Carlos Monsiváis publicó su primer libro de crónicas en 1969, Principados y potestades, donde incluye una crónica del concierto de The Byrds en la Ciudad de México. Además, como se mencionó antes, escribió las letras de las canciones de Los Tepetatles y en 1967 tuvo una breve aparición en la película Los caifanes.
- Música. En México, además del rock, la contracultura también se expresó a través de la música de protesta. Judith Reyes, Óscar Chávez, Amparo Ochoa y Los Nakos, además de un joven León Chávez-Texeiro, eran los máximos representantes de este movimiento en el país.[82][83] Todos ellos compartían ideología (en contra del autoritarismo y a favor de la democratización en América Latina), compromiso social y propuesta musical (fusión de ritmos e instrumentos musicales, pero con la guitarra acústica como protagonista y letras con estética poética) con otros representantes del movimiento conocido como Nueva canción, por ejemplo, Violeta Parra (Chile), Mercedes Sosa (Argentina), Facundo Cabral (Argentina) o Silvio Rodríguez (Cuba). Sin embargo, también coincidió en tiempo con el folk rock estadounidense de Arlo Guthrie, Bob Dylan, Joan Báez y Richie Havens, y con el movimiento del tropicalismo de Brasil representado por Caetano Veloso y Gilberto Gil, entre otros.

##### Movimiento estudiantil del 68
Mientras México se preparaba para recibir las Olimpiadas de 1968, lo que inició como una pelea entre estudiantes de bachillerato en la Ciudad de México se terminó convirtiendo en un movimiento estudiantil y social que definió la segunda mitad del siglo XX en el país.
Los gritos y las pancartas en las diferentes marchas, mítines y manifestaciones públicas rezaban Únete, pueblo y en general el movimiento obtuvo el apoyo de profesores (incluso una de las marchas fue encabezada por el rector de la UNAM, Javier Barros Sierra), sectores obreros, intelectuales y población general. Los artistas no fueron indiferentes al movimiento. Los músicos antes mencionados, Judith Reyes, Amparo Ochoa, Los Nakos y Óscar Chávez jugaron un papel importante participando activamente en el movimiento. En cuanto a los músicos de rock mexicano, estos no jugaron un papel protagonista ni componiendo canciones ni participando en las movilizaciones. De hecho, la respuesta musical desde el rock fue discreta. El grupo Pop Music Team lidereadp por Jorge Berry, compuso la canción «Tlatelolco», incluida en el álbum Society is a shit de 1969, un año después de la matanza y desaparición forzada del 2 de octubre de 1968, pero la canción fue censurada. Antorcha fue otro grupo que compuso canciones a partir del movimiento estudiantil, en especial Sodomáquina, que le dio título a un EP editado de manera independiente por el grupo hasta 1973.

##### Xipitecas, el movimientohippiea la mexicana
El distrito de Haight-Ashbury en San Francisco, California, pasó a la historia como el epicentro del movimiento hippie durante los sesenta. Como resultado de la evolución de los beatnik, los jóvenes hippies estadounidenses practicaban una ideología pacifista (en especial contra la guerra de Vietnam), impulsaron la revolución sexual y la experimentación con drogas, además de importar filosofías y prácticas orientales a Estados Unidos, tales como el yoga y la música india.
Gracias a la cercanía geográfica, los jóvenes mexicanos no tardaron en adoptar y adaptar el movimiento hippie, en especial en las ciudades fronterizas como Tijuana. Sirva de ejemplo la música y moda de bandas como Peace and Love o Love Army, cuyos nombres están claramente influenciados por el flower power. Además, en México se dio un movimiento de resignificación de las culturas originarias mexicanas, sobre todo de sus tradiciones relacionadas con el consumo de hongos alucinógenos o peyote.
El autor peruano-estadounidense Carlos Castaneda publicó en 1968 uno de los libros que más impacto causó dentro del movimiento hippie mexicano: Las enseñanzas de don Juan. En él, el autor cuenta en primera persona sus experiencias con el consumo de peyote, toloache y hongos de la mano de un chamán yaqui llamado Juan Matus en Sonora.
Otra figura de gran relevancia durante esta época fue María Sabina, chamana y curandera mazateca de Oaxaca. Su gran conocimiento sobre el uso de hongos alucinógenos en ritos ancestrales atrajo la atención de mexicanos y extranjeros, especialmente después de la publicación del artículo Seeking the Magic Mushroom del banquero Robert Gordon Wasson en la revista Life que después extendió en el libro El hongo maravilloso: Teonanácatl Micolatría en Mesoamérica publicado en 1968. Albert Hoffman, creador del LSD, también visitó a la chamana el 11 de octubre de 1962. Existen historias de otros artistas y figuras internacionales que visitaron a la chamana, sin embargo, no hay información fidedigna de que Aldous Huxley (autor de The Doors of Perception, libro del que The Doors tomó su nombre), John Lennon, Walt Disney, Alejandro Jodorowsky y Carlos Castaneda la hayan visitado, por lo que se consideran mitos urbanos.
Los hippies fueron rechazados por la sociedad conservadora mexicana. Por ello, en La contracultura como protesta, Enrique Marroquín acuñó el término xipiteca (José Agustín lo popularizó escrito con j, jipiteca) para nombrar a un movimiento con sus características propias y que se encontró con el machismo y la xenofobia de la sociedad mexicana. La vestimenta y, sobre todo, el cabello largo de los hombres eran considerados femeninos, por lo que los xipitecas eran sometidos a cortes de cabello a la fuerza por parte de la policía, además de ser golpeados y extorsionados. Incluso en la cárcel de Lecumberri en la Ciudad de México se dedicó la crujía F para estos jóvenes que eran culpados por “delitos contra la salud” cuando eran detenidos en posesión de drogas.
A pesar de todo esto, no cabe duda de que el hito más importante de este movimiento es el Festival de Rock y Ruedas de Avándaro del que se hablará más adelante.

#### Artistas internacionales que visitaron México
La vecindad con Estados Unidos permitió que México fuera destino para roqueros internacionales, aunque no siempre fue para dar conciertos. Por ejemplo, Bill Halley se mudó a México en 1961, hecho que no fue desaprovechado por Orfeón para firmarlo y grabar éxitos como “Florida twist” y para grabar películas como Jóvenes y rebeldes.
Sin embargo, el festival y los tres conciertos que ayudaron a dar forma al movimiento de rock en México en la segunda mitad de los sesenta fueron el Tijuana Pop Festival y los conciertos de The Animals, The Byrds y The Doors, aunque todos tuvieron altibajos.[cita requerida]
- Tijuana Pop Festival. 13 de octubre de 1968. Monumental Plaza de Toros de Tijuana. Lo primero que llama la atención de este festival es la fecha de su celebración, 13 de octubre de 1968, a tan solo 11 días de ocurrida la matanza de Tlatelolco del 2 de octubre en la Ciudad de México. Lo segundo que llama la atención es su cartel encabezado por Eric Burdon and The Animals, Iron Butterfly y Chicago Transit Authority (antes de acortar su nombre a solo Chicago). Sin embargo, varios factores han hecho que el Tijuana Pop Festival haya pasado a la posteridad como uno de los más grandes fiascos en la historia de los festivales de pop (como lo llama el periodista Roger B. Stovold, en su crónica para Teaspoon Door):[95] en primer lugar, de una capacidad para 27 mil personas,[96] solo fueron vendidos 4 mil boletos, y en segundo lugar, Iron Butterfly y Eric Burdon and The Animals no se presentaron por diversos problemas de organización. La única cabeza de cartel que tocó fue Chicago.
- The Animals. 1968. Teatro Metropolitan. Ciudad de México Posterior a la decepción del Tijuana Pop Festival, Eric Burdon and The Animals fueron contratados por una organización de beneficencia. Burdon recuerda que el tipo de público era diferente al que estaban acostumbrados, ya que el precio de los boletos había sido alto, por lo que la audiencia estaba integrada por jóvenes de clases altas.[97][98]
- The Byrds. 9 de marzo de 1969. Estadio de la Ciudad de los Deportes. Ciudad de México. La banda famosa por canciones como “Turn! Turn! Turn!” llegó a México gracias a la iniciativa de Los Hermanos Castro. Su presentación fue en el Estadio Olímpico de la Ciudad de los Deportes, en la Ciudad de México, teniendo como teloneros a Tijuana Five (después llamados Dug Dug's), los propios Hermanos Castro y el grupo liderado por Gary Puckett, Unión Gap. Sin embargo, el concierto terminó en una trifulca que pasó a la posteridad en una crónica de Carlos Monsiváis.[49]
- The Doors. 27 al 30 de junio de 1969. Fórum. Ciudad de México. La banda comandada por Jim Morrison llegó a México con la idea de que tocarían en la Monumental Plaza de Toros México, sin embargo, en lugar de presentarse en ese lugar con capacidad para 40 mil personas, tuvieron cinco fechas en un bar nocturno con capacidad para mil personas: El Fórum. Esta visita estuvo llena de contrariedades, desde trámites burocráticos que impidieron presentaciones en la Plaza de Toros y el Auditorio Nacional, juntas eternas para presentaciones televisivas que nunca ocurrieron y visitas a lugares turísticos como las Pirámides de Teotihuacán o Garibaldi, hasta una supuesta fiesta con Alfredo Díaz Ordaz, hijo del entonces presidente Gustavo Díaz Ordaz.[99][100][101]

Un caso curioso es el del espectáculo teatral Hair, el cual solo tuvo una presentación en Acapulco, Guerrero, el viernes 3 de enero de 1969. Las autoridades prohibieron nuevas funciones a causa de las escenas de desnudo, por lo que 17 de los integrantes del personal fueron expulsados a sus países (entre los músicos mexicanos que participaron en el montaje se encontraban “Nono” Saldívar de Epílogo y Mayita Campos). Además, Alfredo Elías Calles, empresario que montó el espectáculo y nieto del expresidente Plutarco Elías Calles, fue bloqueado por el gobierno.

#### Mexicanos en el Festival de Woodstock
El Festival de Woodstock se llevó a cabo en White Lake, en el estado de Nueva York en Estados Unidos del 15 al 18 de agosto de 1969 y ha pasado a la historia como uno de los festivales de música más importantes de la historia del rock internacional. Entre las cabezas de cartel se encontraban Jimi Hendrix, Janis Joplin, The Who, Jefferson Airplane, Neil Young, Grateful Dead y Creedence Clearwater Revival, entre otros.
Fueron tres los músicos mexicanos o de origen mexicano que se presentaron en el festival:
- Joan Báez. Nacida en Estados Unidos, Joan Báez es hija del científico mexicano Albert Báez. Se presentó en la madrugada del 16 de agosto e interpretó canciones como “Joe Hill” y “We shall overcome”.[107][108]
- Fito de la Parra (baterista de Canned Heat): Baterista chilango que inició su carrera en México en 1958 con la banda Los Sparks. Su primer concierto con Canned Heat fue el 1 de diciembre de 1967. Tocó en Woodstock el sábado 16 de agosto en uno de los horarios estelares (20 a 21 horas) gracias a que la banda estaba en uno de sus mejores momentos en cuanto a popularidad, pero de sus peores en cuanto a convivencia entre sus integrantes.[109][110][111]
- Carlos Santana. Cuando Santana se integró al cartel del festival prácticamente era un desconocido, después de su presentación su carrera cambió para siempre, esto incluso antes de lanzar su primer disco, Santana. De hecho, pudo tocar gracias a que su mánager, Bill Graham, impuso a los organizadores su inclusión. Y es por demás conocido el hecho de que tocó bajo la influencia de la mescalina que le había dado Jerry García, vocalista de Grateful Dead.[112][113]

#### Llegan el ska y la cumbia
La música cubana reinó en el dial radiofónico y en el gusto del público mexicano durante las décadas de los cuarenta y cincuenta. Sin embargo, posterior al triunfo de la revolución cubana comandada por Fidel Castro, Estados Unidos inició un proceso de bloqueo comercial contra la isla en 1960. Si bien México mantuvo sus relaciones diplomáticas con Cuba, el contexto del bloqueo económico, la Guerra Fría y las crisis al interior de Cuba, provocaron que poco a poco llegaran menos músicos y ritmos cubanos.
Su ausencia fue resentida por la programación radiofónica acostumbrada a programar ritmos bailables de origen caribeño. El rock and roll llenó a medias el hueco y otros músicos vieron la oportunidad de llenarlo. Ejemplo de esto es Toño Quirazco, pionero del ska en México.
En realidad, la iniciativa de grabar ska vino por parte de Rogelio Azcárraga, director artístico de discos Orfeón y quien también tuvo la visión de contratar grupos de rock and roll a finales de la década de los cincuenta.

“Entonces, pues ya me fui. La secretaria me dio todo lo necesario para ir a Jamaica. Fui y me hospedé y en la noche me fui al baile. Pregunté dónde había baile y fui con toda la ‘negrada’”. Y pues vi cómo tocaban ska, aprendí. Nomás que vi que el ska que tocaban ellos era muy lento. Entonces pensé, pues así no va a funcionar esto en México. Al otro día fui otra vez a un baile y cuando regresé de Jamaica ya traía la idea.”
Claudia Palacio. El ska como factor de construcción socio-cultural juvenil en México: el caso de Toño Quirazco en la década de los 60. Tesis FCPyS-UNAM, pp. 130

El resultado fue la grabación de dos discos: Jamaica ska de 1965 y Ska Vol. II de 1966. En su momento, el éxito del ska fue moderado, incluso gran parte de su difusión se dio por medio del programa de televisión Orfeón a go go, de la compañía discográfica en la que trabajaba Quirazco. Fuera de él no hubo más músicos que replicaran el ritmo. El rescate y resignificación de su música llegó hasta finales de la década de los noventa con la proliferación de grupos de ska.

##### La gran entrada de la cumbia
Por otro lado, la música colombiana llegó a México desde la década de los cuarenta gracias a la trashumancia del músico originario de Barranquilla, Luis Carlos Meyer, quien llegó a vivir a México en 1943. Meyer entró a la Orquesta de Rafael de Paz y comenzó un proceso de introducción de elementos de la música colombiana en los boleros interpretados por la orquesta. Posteriormente, en los cincuenta llegó el porro colombiano con canciones como “La múcura” de Toño Fuentes (1950) y «Mi cafetal», de autoría del músico colombiano Crescencio Salcedo, interpretada por el mexicano Tony Camargo (1952). Todo esto abrió el camino para el género que llegó a mediados de los sesenta y se arraigaría definitivamente en el gusto del público mexicano: la cumbia.
La música tamaulipeca Carmen Rivero importó desde Colombia «La pollera colorá», una canción original de Wilson Choperena y Juan Madera que comenzó a tocarse en 1960. La mexicana la conoció en un viaje a Colombia y en su regreso a México la montó en una orquesta que ella comandaba. El resultado fue la primera cumbia exitosa en el país, incluso se colocó en el top 10 anual de 1965. Desde entonces, Rivero se especializó en grabar cumbias.
El rock y la cumbia fueron más que solo estilos musicales sucedáneos gracias a las innovaciones y mezclas de artistas como Mike Laure. El jalisciense inició su carrera en 1958 en el grupo de rock and roll Los Cometas, sin embargo, durante los sesenta viró hacia la cumbia, pero no resultaba una reinterpretación al calce del estilo colombiano, sino que incorporó instrumentos del conjunto de rock (guitarra eléctrica, saxofón y batería) a la cumbia.

#### Álbumes relevantes
- Jamaica Ska, de Toño Quirazco (Dimsa, 1965)
- Bátiz & hair, de Javier Bátiz (Orfeón, 1969)
- Kaleidoscope, Kaleidoscope (Orfeón, 1969)
- Back, Spiders (RCA Camden, 1970)
- Cosa Nostra, Cosa Nostra (Cisne/Raff, 1971)
- Dug Dug’s, Dug Dug’s (RCA Victor, 1971)
- Caminata cerebral, Love Army (Cisne/Raff, 1971)
- Peace and Love, Peace and Love (Cisne/Raff, 1971)
- La Revolución de Emiliano Zapata, La Revolución de Emiliano Zapata (Polydor, 1971)
- Three Souls in My Mind, Three Souls in My Mind (Cisne/Raff, 1971)[123]

### El Rock Mexicano y la Adolescencia
Todos pasamos por la adolescencia, la cual es un etapa en la que buscamos nuestra identidad y queremos ser parte de algo, es por esto que muchas cosas influyen en nuestros pensamientos, decisiones y forma de ser, uno de estos elementos que más influye en nosotros es la música la cual está presente en nuestro día a día. Pero no podemos negar que a la adolescencia muchas veces se le describe como una etapa de rebeldía, así mismo hay estilos musicales a los cuales les dan este rol uno de ellos es el rock.

#### Relación del rock con la adolescencia
El rock nace como “una manifestación musical y cultural característica del mundo juvenil”.
Creado por y para jóvenes, su historia está estrechamente vinculada a la formación de un nuevo sujeto social. De hecho, el rock marcó el inicio de la cultura musical de la juventud, al inaugurar parámetros de diferenciación drásticos con la cultura y la moralidad adulta imperante después de la Segunda Guerra Mundial. 
Las colectividades juveniles que se aglutinan alrededor del gusto, disfrute y consumo por algún estilo musical roquero particular, intentan vivenciar y compartir una amplia gama de prácticas sociales frente a otras identidades urbanas. A su interior existen diferencias e identidades subjuveniles conforme al gusto o apropiación de distintos tipos de rock: rupestres, metaleros, punks, jipitecas, bluseros, tecnos, industriales, etc. Cada una de las identidades juveniles roqueras delimitan sus propios espacios en los que consumen y se apropian de su cultura, por lo que es posible afirmar que existen culturas juveniles diversas y heterogéneas que expresan formas de vida particulares/ distintivas, con valores y significados manifiestos en sus sistemas de creencias, usos y costumbres.

#### El Rock Mexicano y la adolescencia
La llegada del rock en México se ve presente a mediados de los cincuenta en el famoso festival de Avándaro en 1971, donde sujetos juveniles roqueros se apropiaron de diversos territorios, como colonias o barrios.
En los años setenta, se vio nacer una gran cantidad de centros de reunión de jóvenes en locales (comúnmente cafeterías donde se presentaban cantantes) acondicionados para escuchar a grupos nacientes del rock mexicano, sin embargo, algunos de estos desaparecieron después del movimiento estudiantil de 1968.
Para muchos jóvenes roqueros se les dificulto la obtención de discos, por lo cual se refugiaban en los discos importados que podían adquirir, de igual manera buscaron la forma de crear sus propios grupos, los cuales regularmente se presentaban en preparatorias y en las fiestas privadas de colonias o barrios, como: Narvarte, Del Valle, La Florida, La Condesa y El Pedregal; debido a que si acudían a un local público, no solían durar más de tres meses ya que los clausuraban.
Uno de los espacios en los cuales se logró recrear la conformación de la identidad juvenil roquera fueron los llamados hoyos fonqui, en los cuales se crearon en colonias populares durante los setenta y parte de los ochenta: Santa Fe, San Felipe de Jesús, Iztapalapa, Ciudad Neza. En todos estos barrios el rock se llegó a presentar principalmente en vivo, sin embargo, cada encuentro terminaba con batallas campales entre los jóvenes asistentes.
Este género musical nace desde la necesidad de los adolescentes y adultos jóvenes de rebelarse contra las normas impuestas por la sociedad. Un ejemplo de esta rebeldía es la canción Gimme the Power, de Molotov; siendo esta una crítica directa al poco o nulo trabajo que el gobierno estaba realizando en esos momentos.
El auge del Rock en México se dio gracias a las épocas conflictivas en las que los jóvenes se estaban desarrollando. Eran momentos de cambios sociales muy duros y una reconstrucción de una identidad cultural que, ellos consideraban muy necesaria.
La música, siendo una forma de expresión cultural, daba paso para que se expresaran. De esta manera, el Rock se convirtió en un componente cultural clave para demostrar los actos de rebeldía y el sentimiento de disconformidad colectiva.

### Festival de Rock y Ruedas de Avándaro
A menos de tres años de la matanza, tortura y desaparición forzada de estudiantes y jóvenes de Tlatelolco, ocurrió otra matanza contra estudiantes en la Ciudad de México. En esa ocasión, alumnos de la UNAM, IPN y otras universidades de la capital, marcharon en apoyo a compañeros de la Universidad Autónoma de Nuevo León, que protestaba por la reducción de presupuestos impuesta por el gobierno del estado, como respuesta a su nueva ley orgánica de 1970.
Los estudiantes capitalinos se organizaron para marchar desde el Casco de Santo Tomás el 10 de junio de 1971. Sin embargo, la protesta fue detenida por los ataques de un grupo paramilitar conocido como Los Halcones. El resultado fue de 120 estudiantes asesinados, además de periodistas, transeúntes y vecinos que fueron agredidos y torturados.
En este contexto de descontento social y represión armada contra las manifestaciones políticas juveniles, el 11 y 12 de septiembre de 1971 ocurrió un evento musical que alcanzó importancia y cobertura nacional, además de convertirse en un hito en la historia del rock mexicano: el Festival de Rock y Ruedas de Avándaro.
Avándaro, como se le conoce comúnmente a este festival realizado en Valle de Bravo, Estado de México, ha sido comparado con el Festival de Woodstock gracias a sus repercusiones culturales, musicales, sociales e incluso políticas. Participaron 16 grupos musicales, contó con el apoyo de Telesistema Mexicano, fue transmitido en vivo por Radio Juventud, Coca-Cola lo patrocinó, tuvo gran cobertura de la prensa, en especial del periódico Excélsior, y hubo despliegue fílmico. En suma, se convirtió rápidamente en un hecho que llamó la atención de jipitecas, roqueros, periodistas y la sociedad en general. 

#### De carrera a festival de música
El Circuito Avándaro era una carrera automovilística que se realizaba cada año en Valle de Bravo. Sin embargo, su última edición se celebró en 1969 a causa de la muerte del piloto mexicano Moisés Solana en un accidente. En 1971, Eduardo y Adolfo López Negrete, propietarios del terreno donde se realizaba la carrera y de la empresa Promotora Go, y Justino Compeán, ejecutivo de la agencia de publicidad McCann-Erickson y quien llevaba la cuenta de Coca-Cola en México, tuvieron la idea de revivir la carrera, pero quisieron darle el ambiente de noche mexicana amenizada por grupos de rock mexicano.
El primer enlace para conseguir a los grupos de rock fue Luis de Llano Macedo, hermano de Julissa e hijo del productor televisivo Luis de Llano Palmer, quien entonces producía la sección “La onda de Woodstock” perteneciente al programa Hoy domingo, conducido por Jacobo Zabludovsky y Silvia Pasquel en el canal 2 de Telesistema Mexicano. De hecho, cuando los hermanos Negrete y Compeán se acercaron a De Llano, “La onda de Woodstock” estaba comenzando a emitirse:

“Para su elaboración [de la sección La onda de Woodstock] se integraron al equipo los especialistas Jaime Almeida y Óscar Sarquiz. Con ellos comenzamos a entrar en contacto con la escena del rock nacional. El primer programa fue dedicado al rock y a los jóvenes. El segundo, a la música afroamericana, y el tercero, a la promoción del festival de Avándaro. Nos dimos cuenta del gran poder de convocatoria, cuando el número de personas que acudieron a Avándaro superó nuestras expectativas.”
De Llano Macedo Luis, Expedientes Pop, Ed. Planeta, México, 2016, pp. 110

Antes de tener a las bandas, se armó el andamiaje mercadológico para que fuera un espectáculo rentable. Al llevar la cuenta de Coca-Cola en México, Compeán consiguió dicho patrocinio. También habló con Julio Velarde, director de ventas de Radio Juventud, con quien consiguió que el festival se transmitiera en vivo por la emisora a cambio de los derechos de autor. Al final, se logró juntar un presupuesto de 40 mil pesos mexicanos para armar el cartel.
Cabe resaltar que también entre los acuerdos con el presidente municipal de Valle de Bravo, Juan Montes de Oca, se estableció que la venta de bebidas alcohólicas solo sería acompañada por alimentos. Así, los organizadores ya contaban con el aval de las autoridades y el apoyo económico.
Antes de llegar a las bandas, De Llano contactó con Armando Molina, líder de La Máquina del Sonido y copropietario con Waldo Tena de la promotora musical ArTe, y fue a quien se le encargó conseguir a las dos atracciones principales del rock mexicano del momento para el cartel: Javier Bátiz y La Revolución de Emiliano Zapata. Pero Javier Bátiz pidió como pago el total del presupuesto, y al no ser aceptada su petición decidió no participar. Por su parte, La Revolución de Emiliano Zapata tenía agendada para la misma fecha otro concierto que no pudieron cancelar, así que Molina y los organizadores tuvieron que empezar de cero.
Poco a poco saltaron nombres de bandas para integrar el cartel con el mismo presupuesto, inicialmente Peace and Love y El Ritual, después consiguieron a Tequila y Epílogo, hasta que Luis de Llano propuso hacerlo un festival y conseguir más bandas. Entre el medio musical se comenzó a correr la noticia de que se estaba organizando un Woodstock mexicano y todos querían participar. Al final se consiguieron 12 grupos:
1. Bandido
2. Dug Dug’s
3. El Amor
4. El Ritual
5. Epílogo
6. La Tribu
7. Los Yaki con Mayita Campos
8. Love Army
9. Peace and Love
10. Tequila
11. Three Souls in My Mind
12. Tinta Blanca

Solo faltaban los últimos detalles para dar a conocer la noticia al público: se fijó el precio de los boletos en 25 pesos mexicanos, se contrató al diseñador británico Barny Cox para diseñar la imagen y el cartel del festival y se echó a andar el aparato publicitario:

Justino Compeán y su equipo se encargarían de los aspectos comerciales tanto de la carrera como del concierto. Desde el lanzamiento del póster, y de los comunicados de prensa, el evento se promovió con mucho éxito. Nuestro estimado de llevar hasta el festival de Avándaro era de hasta 5000 fanáticos. Sin embargo, este número fue superado con creces. Las tiendas de discos, como Yoko, se sumaron a promover el evento, y el ambiente no sólo se calentó, sino que se encendió.
De Llano Macedo Luis, Expedientes Pop, Ed. Planeta, México, 2016, pp. 111

En cuanto se dio a conocer la realización del festival, la convocatoria fue un éxito. Se agotaron los 75 mil boletos que se pusieron a la venta en las sucursales de la automotriz Chrysler-Automex, una de las escuderías que se presentarían en la carrera. Además, los hoteles de los alrededores de Avándaro registraron sold out.

#### Tenemos el poder, el día del festival
La difusión del festival fue tan exitosa que el público comenzó a llegar desde el viernes 10 de septiembre. Para el sábado, los accesos a Avándaro superaban por mucho cualquier expectativa, las carreteras se volvieron peatonales. Además, al haberse realizado en un terreno abierto, gran parte del público pudo presenciar el festival sin haber pagado boleto. Gracias a esto, es imposible conocer el número exacto de asistentes, además, los reportes periodísticos y bibliográficos varían mucho:
- 500 mil, según Víctor Roura[139]
- 300 mil, según Carlos Monsiváis[140]
- 250 mil, según José Agustín[141]
- 180 mil, según Variety[142]
- 150 mil, según Federico Arana y notas de Excélsior, El Día y El Universal[143]
- Más de 100 mil, según Jacobo Zabludovsky[144]

Al llegar al preciso lugar del festival, ya no fue sorpresa encontrarnos con una cantidad incontable de gente. Si ir acercándonos era un espectáculo, llegar era una meta, una culminación, un gran inicio.
Humberto Rubalcaba, Nosotros, Libro sobre el festival de Avándaro, Nosotros, México, 1972, pp 15

Llovía a cántaros y en el camino a Valle de Bravo nos dimos cuenta de lo que habíamos organizado. Veíamos las filas de jóvenes con mochila al hombro, como si de una peregrinación se tratara. Comenzaban desde Reforma y Constituyentes y no terminaban hasta el mismísimo lugar donde se realizaría el tan esperado concierto.
De Llano Macedo Luis, Expedientes Pop, Ed. Planeta, México, 2016, pp. 112

Incluso el 11 de septiembre, en la víspera del festival, los organizadores continuaron su difusión. Ejemplo de esto es una nota firmada por Parménides García Saldaña y un desplegado que invitaba a escuchar la transmisión por Radio Juventud publicados en Excélsior.
En Avándaro, dado que el festival oficial daría comienzo hasta las 20 horas del sábado y ya había una cantidad de público considerable, los organizadores aprovecharon el acercamiento de varios grupos e iniciativas que no cobraron y fueron incluidos en un “prefestival” que dio comienzo a las 11 horas:
- Carlos Vaca (sesión de yoga y conferencia sobre ecología)
- Rockópera Tommy, interpretada por el grupo de teatro experimental de la UNAM con Eduardo Ruiz Saviñón y Carlos Steward
- La Ley de Herodes (donde tocaba Sergio Arau, futuro guitarrista de Botellita de Jerez)
- Zafiro
- La Sociedad Anónima
- Soul Másteres
- La Fachada de Piedra

En tanto, de los doce grupos anunciados solo llegaron diez. Los integrantes de Love Army se quedaron atascados en la carretera y La Tribu canceló de último minuto, pero su disquera, Polydor, mandó a La División del Norte en su lugar.
Una vez arrancado el festival, los problemas técnicos de sonido y luces sumados a la lluvia no impidieron que todo transcurriera sin accidentes. De hecho, el reporte médico del médico Francisco Martínez Gallardo solo menciona un caso de apendicitis aguda, 20 intoxicados con pastillas, 50 con marihuana, 5 con congestión alcohólica, 5 casos de gastroenteritis, descalabramientos, fracturas de tobillo y quemaduras. Lo más importante, no hay mención de ningún fallecimiento.
En cuanto al aparato de seguridad tampoco hay consenso, las versiones difieren en número de agentes y cuerpos a los que pertenecían:
- 1200 soldados del 43 Cuerpo de Infantería comandados por el coronel Javier Vázquez Félix.[146]
- Más de 800 elementos pertenecientes a la Policía Federal, Policía del Estado de México, Secretaría de Gobernación, Policía de Valle de Bravo y del ejército.[147]
- 700 soldados[142]
- 530 elementos (120 soldados, 50 policías judiciales, 350 policías auxiliares y varios agentes de tránsito)[148]

Sin embargo, a pesar de que el ambiente al inicio del festival era tenso a causa de la presencia de estos agentes, Avándaro transcurrió sin problemas entre el público y estos. Así, los protagonistas del Festival de Rock y Ruedas de Avándaro fueron el público, las bandas, la música y la lluvia.
Los grupos se presentaron en el siguiente orden desde las 20 horas del 11 de septiembre hasta las 10 horas del 12:
- Dug Dug’s
- Epílogo
- La División del Norte
- Tequila
- Peace and Love
- El Ritual
- Bandido
- Los Yaki con Mayita Campos
- Tinta Blanca
- El Amor
- Three Souls in My Mind

##### Hechos sobresalientes del festival
Durante los conciertos ocurrieron varios acontecimientos que han quedado en la memoria de la historia del rock en México:
- La «encuerada de Avándaro». En la presentación de La División del Norte (algunas versiones cuentan que fue con Dug Dug’s) una joven llamó la atención del público al hacer un estriptis sobre un camión de Mudanzas Galván en el que se había transportado el equipo de Three Souls in My Mind.[150][151] Posterior al festival surgieron supuestas semblanzas sobre ella. Primero el semanario sensacionalista Casos de Alarma! publicó en su portada un fotomontaje del hecho acompañado por el título de “¡Avándaro, el infierno! ” y en sus páginas interiores una fotonovela presentando como verídica la historia de la joven.[152] Posteriormente, la revista Piedra Rodante publicó una entrevista realizada por José Luis Benítez «El Búker» con la susodicha.[153] Esta se dio por verídica por mucho tiempo, hasta que Óscar Sarquiz, colaborador de la revista y enviado por la misma al festival, hizo público que se trataba de una entrevista falsa.[154] Fue hasta 2007 que Federico Rubli publicó el nombre real de la joven después de buscar en archivos oficiales: Laura Patricia Rodríguez González Alcocer, originaria de Guadalajara, Jalisco.[155] Elena Poniatowska también entrevistó brevemente a la joven después del festival.[156] Cabe subrayar que la encuerada de Avándaro no fue la única persona que se encueró en el festival, ya que tanto hombres como mujeres se desnudaron.
- Fallas de luces y sonido. La iluminación estuvo a cargo de los ingenieros Héctor Yaber y Cota, el segundo era parte de la empresa Audiorama. El equipo de producción para Telesistema Mexicano lo integraban, entre otras personas, Luis de Llano, Armando Molina, Jaime Almeida y Carlos Alazraki.[157] Al no tener planeada la llegada de tantas personas, el equipo fue insuficiente para que todo el público viera y escuchara lo que ocurría en el escenario. Sarquiz asegura que “solo escucharon quienes se apretujaron contra el andamio entablado que pasó por frágil escenario”.[158] La lluvia empeoró las cosas y muchos jóvenes se subieron a las torres de iluminación con el peligro de ser electrocutados. La peor parte se la llevó El Ritual, con quienes se fue la luz completamente y Lalo Barceló tuvo que improvisar un solo de batería.[145]
- «Chingue a su madre el que no cante». Durante la canción «We got the power» de Peace and Love, Felipe Maldonado, vocalista y guitarrista, gritó «chingue a su madre el que no cante».[159] Este simple hecho no tuvo ninguna repercusión entre los asistentes al festival, el concierto continuó de manera normal. Sin embargo, dado que el festival se estaba transmitiendo en vivo por Radio Juventud y estaba prohibida la locución de groserías, la señal fue cortada, pero no por las autoridades de la Secretaría de Gobernación, como reza el mito urbano, sino por los propia producción comandada por Ramiro Garza y que tenía como locutores en el festival a Félix Ruano Méndez, Jaime Marín y Agustín Meza de la Peña.

Nosotros fuimos los que cortamos, nadie nos cortó la transmisión. El gerente de la estación nos ordenó que ya eran muchas horas de transmisión y que ya podíamos descansar. Nosotros mismos fuimos los que dimos el final de la transmisión […] Posteriormente el gobierno nos impuso una multa por haber permitido que salieran esas canciones con maldiciones.
Agustín Meza de la Peña en Hugo Galván, Rock impop: el rock mexicano en la radio Top 40, México, 2013, pp 175

- La producción de Tinta Blanca. El grupo Tinta Blanca llevó su propio equipo de producción para filmar su presentación. El resultado de esto es el documental Tinta Blanca en Avándaro, dirigido por Humberto Rubalcaba para Películas Candiani[160] y el libro Nosotros.[161]
- El mensaje político de Three Souls in My Mind. A pesar del ambiente social del México del 71, las expresiones políticas no protagonizaron Avándaro. Fuera de los gritos de tenemos el poder de Peace and Love coreados por los asistentes, otro hecho fue la dedicatoria de Álex Lora “a los caídos en 1968 y el pasado 10 de junio” en su última canción.[162] Sin embargo, no hay consenso de la existencia de esta dedicatoria.[163] Además, al ser la última banda en presentarse, el público comenzó a abandonar el terreno del festival.[145]

#### El regreso a la realidad
Gran parte del público se regresó caminando a sus lugares de origen, especialmente el Distrito Federal. También hubo apoyo por parte del gobierno federal que mandó 300 camiones para 50 pasajeros.

##### Cobertura mediática
Avándaro: Música, Velocidad… y Excesos
Violencia y negocios desvirtúan el festival
Avándaro, donde los principios se acaban
En Avándaro se registró la más infame explotación de los vicios de una juventud enferma y engañada
Muertos, heridos y detenidos, saldo del festival de “rock”
Un caso curioso es el periódico El Día, que el 12 de septiembre publicó: En un pequeño valle, 150 mil personas asisten pacíficamente al Festival de Rock y Ruedas, pero para el 13 de septiembre le dio un giro a la cobertura con un titular en primera plana que rezaba: 3 muertos y 224 heridos en el Festival de Avándaro.

Decidimos invitar a los medios de espectáculos. Les pagamos el transporte y el hospedaje. Solo tuvimos la falla de no invitar a los de la primera sección. Creo que ese fue uno de nuestros peores errores, porque la nota no fue abordada como un espectáculo. La tendencia de las notas fue amarillista y el testimonio que dieron fue algo así como: ‘un aquelarre de drogas, rebeldes y roqueros nudistas y escandalosos.
De Llano Macedo Luis, Expedientes Pop, Ed. Planeta, México, 2016, pp. 111

La prensa se encargó de destruir el festival en la opinión pública. En el linchamiento mediático no solo participaron medios claramente amarillistas como Casos de Alarma, incluso periódicos serios como Excélsior, entonces dirigido por Julio Scherer García, hicieron de Avándaro un tema de primera plana durante los quince días posteriores al festival.

##### Opiniones de los intelectuales y políticos
El festival y su difusión mediática dividieron las opiniones de la opinión pública y de la esfera cultural de México. A favor se expresaron: José Agustín, Parménides García Saldaña, Juan José Arreola, Elena Poniatowska y Enrique Marroquín. En contra, Carlos Monsiváis escribió en una carta a Abel Quezada publicada sin conocimiento del escritor en Excélsior: 

Las mismas gentes que no protestaron por el 10 de junio enloquecidas porque se sentían gringos… Si lo que nos une es el deseo de ser extranjeros, estamos viviendo en el aire. ¿Qué es la nación de Avándaro? Grupos que cantan en un idioma que no es el suyo canciones inocuas… pelo largo y astrología, pero no lecturas y confrontación crítica… es uno de los grandes momentos del colonialismo mental en el Tercer Mundo.
Fernando Figueroa, Avándaro según tres Monsiváis, El Universal, 11 de septiembre de 2011

Posteriormente, el mismo Monsiváis escribió un artículo en la revista Siempre! en el que matiza su opinión inicial y tiempo después retomó el tema en su libro Amor perdido.
Entre las voces en contra del festival destaca la oposición de Enrique Olivares Santana, entonces presidente del Senado, Fidel Velázquez, secretario general de la CTM, e incluso el presidente de la república, Luis Echeverría, habló de Avándaro: 

[…] aunque lamentamos y condenamos el fenómeno de Avándaro, también nos alienta nuestra convicción de que en este tipo de actos y espectáculos solo es partidaria una reducida parte de nuestra población juvenil.
Óscar Barrón, Luis Echeverría será recordado como el presidente que prohibió el rock en México, Debate, 18 de enero de 2021

#### Censura oficial posterior a Avándaro
El Festival Avándaro se politizó a tal punto (incluso se utilizó para interrumpir las ilusiones presidenciales del entonces gobernador del Estado de México, Carlos Hank González) que se comenzaron a girar instrucciones que prohibían la difusión en radiodifusoras de canciones de grupos que participaron en el evento, además de una canción del mismo nombre del grupo Rosario.
Por otro lado, el 24 de septiembre de 1971, se hizo público el despido de Félix Ruano y Ramiro Garza de Radio Juventud. En el comunicado que anunciaba la noticia se aseguraba que esto se debía a “consecuencia del reajuste de personal […] se afirma que su cese en el Grupo Oro no tiene nada que ver con esa situación [Avándaro]”.
Incluso la Procuraduría General de la República, entonces encabezada por Pedro Ojeda Paullada, ordenó investigar lo sucedido en el festival, en especial “delitos contra la salud, consistentes en la posesión, tráfico, distribución y consumo de estupefacientes, y los ataques a las vías de comunicación, durante y después del festival”. Como consecuencia, Justino Compeán salió del país.
Ante este panorama, los músicos mexicanos de rock trataron de entablar un diálogo, ejemplo de ello fue el plantón de Tinta Blanca en Los Pinos y la redacción del Manifiesto de los Músicos, que fue entregado a Venustiano Reyes, secretario general del Sindicato Único de Trabajadores de la Música (SUTM) el 18 de agosto de 1972, cuyo segundo punto dice: 

Todos hacemos un llamado muy enérgico a las autoridades y entidades privadas, para que realicen cuanto sea necesario y nuestra generación y nuestra cultura se manifiesten sin represión en nuestra música, en nuestra manera de vestir y de hablar, en nuestros escritores y artistas. EXIGIMOS RESPETO.
Merced Belén Cruz. Rock mexicano. Ahí la llevamos cantinfleando. Independiente. 2002. Pp. 35

Sin embargo, a pesar de este ambiente en contra del rock, los grupos no solo desaparecieron de las estaciones de radio a causa de la censura, sino también por desinterés de la industria musical mexicana. Si bien había agrupaciones como La Revolución de Emiliano Zapata que contaban con el apoyo de discográficas internacionales, también es cierto que el rock de la onda chicana nunca fue tan popular como el rock and roll de la generación de Los Locos del Ritmo. Así lo demuestran las listas de popularidad anuales, que, de hecho, no presentaron ni una canción de rock mexicano a partir de 1968, tres años antes del Festival de Avándaro. La industria y el público estaban interesados en nuevos intérpretes, sobre todo de baladas, como José José y Juan Gabriel. 

#### Loshoyos fonkis
Los gobiernos subsecuentes del Partido Revolucionario Institucional al de Echeverría proseguirían la censura y proscripción del rock. El rock entonces fue confinado a la marginalidad, la clandestinidad y a un necesario carácter contestatario. Luego del masivo Avándaro, debido a las clausuras y allanamientos hechos de manera arbitraria por la policía, en los años siguientes los conciertos se realizaron casi exclusivamente en los hoyos fonkis, que eran casas, patios, edificios en estado ruinoso, fábricas abandonadas, y cines o teatros medio derruidos. En estos espacios las bandas tocaban al nivel del suelo y muchas veces no se les pagaba y estaban sujetos a redadas policiales, mismas que allanaban los locales y cancelaban los conciertos. Para entonces dichos conciertos clandestinos fueron la única fuente de trabajo para las bandas y los únicos lugares donde se podía escuchar rock hecho en México. Por ello los años 70 fueron una década oscura para el rock en México, debido al veto de la radio, la televisión, los lugares de conciertos y las casas disqueras, enmarcada en la represión generalizada que se ejerció contra los jóvenes. Muchas bandas desaparecieron o cambiaron de género musical, como fue el caso de La Revolución de Emiliano Zapata, quienes se dedicaron a la llamada música romántica; o bien convirtieron en grupos versátiles para amenizar fiestas. Mayita Campos, la cantante que acompañó a Los Yaki en Avándaro, grabó un par de discos LP en los que interpretó canciones de jazz y soul.
A principios de 1971, la compañía discográfica Polygram decidió que el grupo Nuevo México cambiara de estilo, y al escuchar lo que serían las composiciones del siguiente disco L.P Hecho en Casa, procedieron al finiquito del contrato por no querer cambiar del rock original en español a las baladas gruperas o cumbias comerciales, Así que graban para otra compañía mexicana y entre 1971-1974 conciben su primer disco L.P. Hecho en Casa lo que sería la música más adelantada en su época grabada por músicos mexicanos y de esa producción escribe Federico Rubli Kaiser, en su libro Estremécete y rueda, “es una obra incomprendida en su época que pasó desapercibida, pero que en definitiva es una contribución seminal. Su valor es doble por un lado presenta composiciones de rock progresivo original y muy elaborado en español y por otro lado siembra el desarrollo del etno-rock, como un estilo experimental que combina elementos folklóricos-étnicos con rock progresivo. Siendo Nuevo México pionero en ese estilo". Así, el grupo Nuevo México pasa a ser la primera banda de rock progresivo de habla hispana en América, influenciando a músicos del mismo género en el extranjero como a Gurú gurú, Ammön Dühl de Alemania, entre otros connacionales. 
Sin embargo, hubo grupos que resistieron. Fue el caso de Three Souls in my Mind decidieron componer temas en español, que usaron para expresar su descontento con temas como «Chavo de onda», «Abuso de autoridad» o «Perro negro y callejero». Prosiguieron con su carrera tocando en lo hoyos fonquies en condiciones precarias, e incluso heroicamente lograron publicar un disco casi cada año. Incluso había nuevas propuestas como la del cantante Paco Gruexxo, quien elaboraba canciones originales de rhythm and blues. Hangar Ambulante fue otro ejemplo de supervivencia en medio de este ambiento adverso.
Con el transcurrir de la década se asimilaron también las influencias progresivas, lo que dio origen a numerosos grupos, pero pocos lograron dejar material grabado. Briseño y con canciones en español, Música y Contracultura, abreviados como MCC donde el cantante Mario Rivas fue considerado como uno de los mejores de México. Con tendencias más pesadas surgieron Náhuatl, Toncho Pilatos, de Guadalajara, con una tendencia hacia el rock progresivo y música folclórica; Alberto Isordia salió de Love Army para cimentar su proyecto Pájaro Alberto y Sacrosaurio; La Verdad Desnuda, Lucifer y Mayita Campos se unen; Los Dug Dug's, ya con canciones en español como «La gente» y «Ya te dejé»; Mr. Loco, Ciruela, Frankie Alfredo y París, de Guadalajara, con su estilo funk rock; y Huevo Blues, quienes reversionaban temas de rock angloparlante y los parodiaban, entre muchas otras.
A finales de la década surge Decibel, grupo con tendencias avant-garde, pionero en música experimental en el país y formado por Walter Schmidt y Carlos Robledo. Hacían uso del ruido de artefactos como silbatos o juguetes y los contextualizaban sobre secuencias programadas previamente con sintetizadores; llegaron a presentar su trabajo en la sala Manuel M. Ponce del Palacio de Bellas Artes. Su primer disco, El poeta del ruido fue editado en 1979 posterior a la separación de la banda, y fue hasta los años 90 cuando revivieron el proyecto con nuevos álbumes. El punk y el new wave procedentes del Reino Unido y de Estados Unidos también llegaron a México. En 1978 se fundó Dangerous Rhythm, antecedente de Ritmo Peligroso, la primera banda punk mexicana en grabar un disco, Social germ, en 1979. A diferencia de sus contrapartes anglosajonas, este grupo se formó por jóvenes de la clase media de la Ciudad de México e interpretaban sus propias canciones en inglés.
Tras la desaparición de Decibel, Schmidt y Robledo se unieron a Jaime Keller, alias Illy Bleeding, un cantante influenciado por David Bowie, para formar Size, una banda con rasgos de new wave, postpunk y synth pop con temas tanto en inglés como algunos en español, que revolucionaría, sin proponérselo, la escena nacional. Unos pocos meses después se forma Rebel d'Punk, grupo de jóvenes de la clase marginada de la colonia San Felipe de Jesús, de la Ciudad de México, junto con Javier Baviera, exintegrante de Decibel y Como México no hay Dos; este grupo duraría sólo 2 años en su formación original; Javier se mudaría a Nueva York. Su primera grabación la realizan en un acoplado del rock nacional de los años 80, donde contribuyeron con las canciones "El Museo del Chopo" y "De plástico". Otras bandas de punk que se formaron en esa época y en ese mismo territorio fueron Síndrome del Punk, Massacre 68 y Polo Pepo y la Sociedad Corrupta, que fueron claves para el desarrollo de un punk menos comercial, con ideales más anárquicos y que lograron identificarse con jóvenes habitantes de colonias marginadas de la metrópoli. De entre los pocos sitios fuera de los hoyos fonkis donde se realizan conciertos en la capital mexicana se encuentran la tienda de discos Hip 70, la librería Gandhi de Coyoacán y el Teatro Ferrocarrilero. Algunas de las revistas populares dedicadas al género fueron Conecte y Sonidos. 
Por esa época emergió en Guadalajara el grupo Sombrero Verde, antecedente a Maná. Su propuesta radicaba en un rock con elementos de latinos y de reggae, muy atractivo en sus interpretaciones.

### Álbumes relevantes
- Back (LP), de Spider's (RCA/Camden, 1970).
- La Onda Pesada de Ernan Roch, de Ernan Roch (1970).
- Coming home, de Javier Bátiz (Star, 1971).
- Hecho en casa, de Nuevo México (Orfeón, 1971 / 1975).
- Chavo de onda, de Three Souls in my Mind (Cisne/Raff, 1976).
- Cambia, cambia, de Los Dug Dugs (RCA/Camden, 1975).
- La Revolución de Emiliano Zapata, de La Revolución de Emiliano Zapata (Polydor, 1971).
- Toncho Pilatos, de Toncho Pilatos (Polydor, 1973).
- Enigma, de Enigma (Epic, 1972).
- Peace and Love, de Peace and Love (Cisne/Raff, 1973).
- Caminata cerebral, de Love Army (Cisne/Raff, 1971).
- El Ritual, de El Ritual (Cisne/Raff, 1971).
- Rock Sound, de Tequila (Okeh/CBS, 1983).
- Náhuatl, de Náhuatl (Cisne/Raff 1974).
- Dangerous Rhythm, de Dangerous Rhythm (Orfeón, 1979).
- Es lo mejor, de Three Souls In My Mind (Cisne/Raff, 1977).
- El poeta del ruido, de Decibel (Orfeón, 1979).
- Viajero del Espacio,de Al Universo - Orfeón 1975.

## Renacimiento, el "rock en tu idioma" y la apertura de los medios (1980-1989)

### Tendencias progresivas
Prácticamente tuvo que pasar una década de Avándaro para que empezara a notarse un nuevo despunte en el rock mexicano. El primer signo de este auge apareció por el lado del progresivo que floreció en principios de los años 80, con la aparición de decenas de bandas; entre ellas Vía Láctea de Carlos Alvarado que es el primer grupo de música electrónica en México Chac Mool (integrada por Jorge Reyes, Carlos Alvarado, Mauricio Bieletto y Carlos Castro), Decibel, Iconoclasta, The High Fidelity Orchestra, Nobilis Factum, Cast, la Banda Elástica, La Caja de Pandora, 0.720 Aleación (influenciados por el "canto nuevo" y la música de protesta), Delírium, Oxomaxoma (proyecto experimental de percusionistas y música electrónica cuyo primer álbum vio la luz hasta 1990), Nazca y muchos otros. Chac Mool llamó la atención muy pronto, fueron llamados a varias salas de conciertos por su propuesta fresca, pues era progresivo cantado en español e inspirado por la imaginería prehispánica. De sus primeros cuatro LP destaca el primero, Nadie en especial, de 1980. Poco tiempo después Reyes empezó como solista, armando ensambles de música prehispánica mezclada con elementos eléctricos; sus álbumes más representativos son Ek-Tunkul (1983) y A la izquierda del colibrí, grabado junto con el músico Antonio Zepeda (1986). Luis Pérez también fusionó elementos musicales prehispánicos con tendencias modernas, en su LP En el ombligo de la luna. Posteriormente, Chac Mool cambió su sonido por uno mucho más accesible de rock-pop con su álbum Caricia digital (1984). En esa época se les propuso abrir el concierto de Queen en el estadio Cuauhtémoc en Puebla, México (The Game Tour), pero lamentablemente no sucedió. Otra banda progresiva que se transformó fue La Caja de Pandora, después de entrar el cantante Salvador Moreno, quien más tarde, ya en los 90, formaría parte de la banda La Castañeda.
Vía Láctea es el primer grupo que distribuye sus cintas en Europa, Norte y Sudamérica a través de la revista Eurock de Archie Patterson a finales de los 70 y principio de los 80 grabando el primer disco de música electrónica en México Vía Láctea 1980 discos Momia producción independiente. En 1981 Luis Pérez graba el disco Ipan In Xiktli Metztli siendo el primer disco de etno-rock grabado en México música prehispánica y electrónica. 
Algunos grupos procedentes del progresivo de los años 70 también entraron a la nueva década con una modernización en sus sonidos. Álex Eisenring, líder del Queso Sagrado, reapareció con un proyecto llamado Syntoma, que en 1981 editó su EP Heloderma, y en 1983 sacó su único LP llamado No me puedo controlar, que los convierten en la primera banda de synth-pop experimental mexicana. Otra banda de rock progresivo activa a finales de los setenta fue Nirvana, homónima del grupo estadounidense que posteriormente surgiría.

### El impulso de Comrock
En los primeros años de los años 80, en medio de la poca apertura que aún prevalecía, nació el sello discográfico Comrock, que por una corta temporada se dedicó a grabar, producir y distribuir discos de grupos nacionales. Las primeros que firmaron fueron Ritmo Peligroso, Mask, Los Clips (antecedente de Rostros Ocultos), Kenny y los Eléctricos (quienes primero se llamaron Kenny & The Electrics) y Punto y Aparte; después salió a la venta un disco acoplado con dos canciones de cada una de estas bandas. Posteriormente grabaron a otras como el primer álbum de El Tri, Simplemente, en 1985; de Luzbel, Pasaporte al infierno, en 1986; y de Casino Shanghái, Film, en el mismo año. En 1988, la compañía transnacional Warner Music Group compró la disquera y las bandas pasaron a ser parte de su catálogo luego de que el sello se disolvió. Actualmente algunos de estos discos aún se distribuyen.

### Pop y música electrónica
Vía Láctea formado en 1976 por Carlos Alvarado fue el primer grupo en México de puros sintetizadores, participando: Miguel Ángel Nava, Arturo Mesa, grabando lo que es el primer disco de música electrónica en México en 1980 discos momia, Vía Láctea distribuyó en los años 70 y principio de los 80 varios casetes a través de la revista Eurock, por Europa, Norte y Sudamérica, siendo el pionero de la electrónica en México.
A principios de la década sucedió también un florecimiento del tecno/pop, desde Size, formada a finales de 1978, hasta las nuevas propuestas como Syntoma, quienes publicaron su LP No me puedo controlar en 1983. Posteriormente, Size se desintegró después de un concierto en Cuernavaca, Morelos. Walter Schmidt y Carlos Robledo se unieron a la cantante Ulalume Zavala y al músico Humberto Álvarez para formar al grupo Casino Shanghái; su textura musical era de electro pop con elementos oscuros y de cabaret, haciendo especial énfasis a las películas de los años 40 tanto en su vestimenta como en el arte alrededor. En 1984 Silueta Pálida edita un maxisencillo de corte electrónico cold wave con letras melancólicas y depresivas, posteriormente Carlos García su fundador formaría en 1985 junto a Mateo Lafontaine el grupo iniciador del EBM en México: Década 2. A finales de los 80surgió en Tijuana el proyecto Artefakto, liderado por Roberto Mendoza (actualmente en Panóptica), quien fue el antecedente de Nortec Collective. También aparece la cantante, vedette y actriz Angélica Infante, empieza a mostrar su trabajo de tecno-rock que a la postre se iría convirtiendo en hard rock y heavy metal. Su primer álbum, Fixión, fue publicado hasta 1992 en formato de acetato. Otra exponente importante de esta tendencia fue Margarita Saavedra, quien fundó su proyecto Alquimia, en el que compuso música electrónica de alta calidad con tintes oscuros; posteriormente se fue a radicar a Inglaterra, en donde actualmente sigue trabajando bajo la línea musical del new age.

### El movimiento rupestre, el "rock nacional"
A mediados de la década apareció el grupo Botellita de Jerez, formado por Sergio Arau en la guitarra, Armando Vega Gil en el bajo y Francisco Barrios "El Mastuerzo" en la batería. Con esa alineación grabaron tres LP, titulados Botellita de Jerez (1985), Naco es chido (1986) y La venganza del hijo del guacarrock (1987). Estos tres álbumes, considerados clásicos en la historia del rock mexicano, muestran el estilo que ellos denominaron guacarrock: una mezcla de rock con elementos tomados de la música mexicanas como el son, el mariachi y el bolero. Sus canciones poseen un muy desarrollado sentido del humor y son de corte nacionalista, aunque no panfletario. En sus letras utilizan expresiones del habla común de la Ciudad de México, y abordan temáticas de la vida cotidiana y la cultura popular. Su importancia e influencia siguen latentes hasta el momento actual.
En 1984 Alejandro Lora salió de Three Souls in my Mind y fundó una nueva banda a la que llamó El Tri, con la que graba su primer material en 1985. Guillermo Briseño continúa su carrera como solista en la línea del blues. Otro ejemplo fue la Banda Bostik, grupo de rock urbano oriundo de Tlalnepantla de Baz. En 1986 se formó Tex Tex originarios de Texcoco, rápidamente adquirieron fama en la creciente escena subterránea con una propuesta a la que denominaron rock agropecuario. También los músicos Choluis y El Pato formaron el grupo Trolebús), y Mamá-Z, con un rock humorista y bohemio, también aportó a esta corriente, publicando dos LP (Mamá-Z en 1985 y Esa viscosa manera de pegarme las ganas, en 1987). También en los 80 hace su aparición la banda de blues rock Real de Catorce, que lanzó su primer material en 1987; se trata de la que fuera la banda de apoyo de la cantante Betsy Pecanins. Aparece también la banda Kerigma que interpreta temas de balada pop. Otra banda de rhythm and blues fue Follaje, que se integró con exmiembros de Three Souls in my Mind.
A finales de los años 70 un grupo de artistas asociados al rock, al folk, la canción de autor, la nueva trova y la emergencia de la canción tradicional latinoamericana en México —que se populariza en el país y por tanto conserva espacios donde presentarse como las peñas— conformó el Colectivo de la Nueva Canción, prosiguiendo la creación musical musical como Guillermo Briseño, José Cruz (fundador de Real de Catorce), Jaime López, Maru Enríquez, Jorge Luis Gaitán, Roberto González, Arturo Cipriano, Salvador El Negro Ojeda y Cecilia Toussaint, entre otros, colocando los cimientos para las expresiones de la siguiente década. En 1980 se publicó el álbum LP Roberto y Jaime: sesiones con Emilia, un trabajo muy poco común para la época, pues fue una mezcla de instrumentos de rock y elementos del "canto nuevo" o canto de protesta, realizado por Jaime López, Roberto González y Emilia Almazán, quienes habían conformado el grupo Un viejo amor. Dicho álbum influiría en propuestas artísticas posteriores.
En 1984 se conformaría el llamado movimiento rupestre. El principal actor de esta nueva camada fue un cantautor emigrado de Tampico a la Ciudad de México. Rodrigo González, alias Rockdrigo, quien con sus canciones, armadas únicamente con guitarra acústica, armónica y voz, pronto alcanzó notoriedad. El primer colectivo fue conformado por  Rockdrigo, Rafael Catana, Roberto González, Eblén Macari, Roberto Ponce, el grupo Cuál del compositor Fausto Arellín y Nina Galindo. Esta corriente artística buscó crear una propuesta que no se relacionara con la canción asociada a las tendencias latinoamericanistas y la nueva trova pero tampoco al rock que se hacía en los hoyos fonkis. Tras la muerte de Rockdrigo en el sismo de 1985 se integrarían a las presentaciones rupestres Arturo Meza (quien también había trabajado en Decibel) Gerardo Enciso de Guadalajara junto a su entonces banda El Poder Ejecutivo, así como Arpía con su cantante Cecilia Toussaint, y la banda Escape liderada por el compositor Mauricio González Gómez, Carlos Arellano y Armando Rosas y La Camerata Rupestre, Marco Ruiz, Normando López, entre otros. Algunos de los sitios en donde ocurrían las presentaciones de esta corriente fueron el Foro Tlalpan, el Museo Universitario del Chopo y en las últimas décadas, el Multiforo Cultural Alicia.
En las siguientes décadas el rupestre influiría a generaciones posteriores de artistas dedicados a la composición de canción de autor. A finales de los años 90 surgiría el movimiento rolero o rolerista, mismo que citó en su Manifiesto rolerista a Rockdrigo y a los rupestres como un antecedente. Entre los artistas que reunió está corriente están Francisco Barrios "El Mastuerzo" , el poeta Rodrigo Solís y Mauricio Díaz "El Hueso", entre otros. Bajo el apelativo rupestre han sido asociados artistas posteriores como Armando Palomas, Kristos Lezama, Leticia Servín, Iván Antillón, Iván García, entre otros.

### El subterráneo del punk
El punk llegó a la Ciudad de México procedente de Estados Unidos a finales de los años 70, importado por jóvenes de las clases adineradas, quienes tenían los recursos para comprar discos y formar bandas. Aparecieron grupos como Dangerous Rhythm, Size, The Casuals, Salida Falsa y Aceptada, Serpentis y Hospital X, las cuales tenían un sonido similar al de sus homólogos de Estados Unidos o la Gran Bretaña.
Poco a poco el punk fue absorbido por jóvenes de las clases más marginadas, en barrios populares del Valle de México, y surgieron bandas como Rebel D'Punk (1979), Energía (1981), Rocker's Punk (antecesor de Herejía, 1981), Síndrome del Punk (1982), Yap's (1982), Los Negativos, Black Market y Solución Mortal (estas tres últimas de la ciudad fronteriza de Tijuana, 1982), entre otras.
Para mediados de los años 80 ya se había creado una escena más sólida en la Ciudad de México, había bandas como Xenofobia, Histeria, Virginidad Sacudida, Crimen Social, Sistema Negativo, Rompecabezas Punk, Descontrol, Asfixia, Catalepsia, Grooby, DeFectuosos, Kkaaooss Subterráneo, Antigobierno, y Colectivo Caótico.
Para 1987 el punk alcanzó un auge, con bandas como Espécimen de Tijuana, Decadencia, Complot Anárquico, Sicosis, Massacre 68, Atóxxxico, M.E.L.I. (1988), Ley Rota (1988) y Sabotaje Final (1988), entre muchas más. Después el movimiento comienza a extenderse a otras partes del país, con bandas como Generación Podrida, Reacción Cadena, Desgarre Social y Autodestrucción de Mexicali; Desahogo Personal de Toluca; A.D.I. y Sedición de Guadalajara; Disolución Social, Abuso, Derechos Humanos y Cabezas Podridas de Monterrey; Arkanhell, Alergia(Punk) y Ruido Sadista de Saltillo; Lacras y Aquelarre de Tampico; Disturbio Clandestino de San Luis Potosí; Los 3 Cochinos, Estupidez Crónica, Putrefaxión Juvenil y Libertad De Expresión de Hermosillo; Q.S.Q. y Estructuración Nefasta de Los Mochis; y otras muchas bandas.

### La irrupción del metal
A principios de la década, el grupo setentero Enigma! (que para 1969 eran Las Ventanas) fue considerado el primero en dar indicios de hard rock en México. La canción "El llamado de la hembra", con su intro que recuerda a Tony Iommi de Black Sabbath, es reconocida como la primera canción de hard rock mexicano.
En esa misma época El Ritual hacía música pesada para la época y su primer disco de 1971 está inmerso en un ambiente de hard rock.
Bajo esta misma orientación se formó en 1972 el grupo La Cruz (Tijuana), pero no fue sino hasta 1986 que lograron grabar su primer LP con música original titulado Rock a la medianoche.
En 1983 el grupo Mistus contribuyó a esta corriente inicialmente con canciones en inglés, y años después con canciones en español. También en 1983 apareció Cristal y Acero, banda que grabó su primer álbum homónimo. Este grupo fue pionero de la ópera rock en el país: a lo largo de la década presentaron varios montajes escénicos acompañados con rock; tal es el caso de Kuman, de 1987. Más tarde, ya en los años 90, a pesar de hacer cambios drásticos en su alineación, presentaron la obra Drácula.
En 1985 en grupo regiomontano Crazy Lazy lanza su álbum "Que Viva El Rock" para impulsar el movimiento del heavy metal en español. Fue Crazy Lazy de las pocas bandas regias que lograron tocar en Rockotitlán. Esta banda comparto escenarios con Sombrero Verde, El Tri, Botellita de Jerez y Neón, por mencionar algunas.
Como grupo de heavy metal, Luzbel fue la primera banda que logró consolidarse como pilar del movimiento metalero. En 1983 el guitarrista Raúl Fernández Greñas junto con Jorge Cabrera en la voz, Antonio Morante en el bajo, Hugo Tamés en la batería y Fernando Landeros en la segunda guitarra forman Luzbel. Durante algún tiempo la banda tocaba en bares y grabaron un demo de siete canciones, pero el proyecto seguía flojo y terminaron desintegrando el grupo. Algunos meses después Morante y Greñas se juntan con Sergio López en la batería y Arturo Huizar en la voz para volver a formar Luzbel obteniendo las miradas de Warner Music que bajo su subsello Comrock les graban su primer E.P. de 1985 Metal caído del cielo, y al año siguiente su LP debut, Pasaporte al infierno.
En Guadalajara resaltó el trabajo de Mask, donde participó José Fors como vocalista; su primer y único LP fue The Fox.
En 1986, Makina Negra (ahora Makina) con Toño Ruiz en las guitarras, forman parte del mítico Escuadrón Metálico junto con bandas como Ramsés (con Chucho Esquivel en la batería) y otros más.
Otras bandas como Farnux, Fongus, Khafra, Argus, Raxas, Cuero y Metal, lograron grabar algún álbum; también se formaron grupos como Ultimátum y Abaddon, que tuvieron como vocalistas a Marcela González y Brenda Marín, respectivamente.
Conforme fue avanzando la década las bandas que más participación en los conciertos metaleros tenían fueron Next y Transmetal, esta última integrada por los hermanos Partida: Lorenzo, Juan y Javier, al lado del vocalista Alberto Pimentel. Por su lado, en 1988, se forma la banda Toxodeth que, a principios de los noventa, lograron grabar un disco en Discos Culebra, un subsello de BMG.
En 1988 Megatón, formada cinco años atrás, graba su disco homónimo el cual incluye la canción "Llamado de rock" la cual tuvo excelente respuesta en el circuito metalero dando a Chava Aguilar un lugar entre los vocalistas más destacados del género. El track "Con los brazos abiertos" ya pintaba los primeros trazos de la línea melódica que más adelante Chava utilizaría en Coda.
Un año después Chava Aguilar entra a Ultimátum por unos meses hasta su desintegración, pero su búsqueda no termina ahí y decide formar Valkiria con Héctor Castañón en las guitarras para participar en el Festival Yamaha Band Explosión 1988 siendo ganadores del Primer lugar Nacional y llevándolos a escenarios en Tokio, Japón como representantes de México y terminando en séptimo lugar mundial. La banda se desintegró sin grabar disco alguno.
Ese 1988 fue productivo para muchos grupos de rock duro y para los exponentes del thrash metal Next significó la salida de su primer disco llamado "Invasión nuclear" el cual incluye la clásica "Debes morir".
En 1989, al salir de Valkiria, Chava Aguilar y Toño Ruiz de Makina Negra deciden formar una nueva banda llamando a Chucho Esquivel de Ramsés y Zito Martínez de Alucard integrando Coda.  El último en entrar fue Allan Pérez que venía del grupo de power metal Gehenna y exmiembro de Look para suplir la salida de Zito.
A finales de los 80 y principios de los 90 se consolidó una corriente de hard rock con una orientación más melódica, que tuvo alcanzó cierto éxito comercial, sobre todo con grupos como Branda, Look, Vigmika y Souset.
En los 90 surgen grupos como Sectas, Camelot, Tercer Acto, Lágrima Escarlata y Algia.
En 1991 Makina logra sacar su primer disco llamado Dilemma dándoles la oportunidad de alternar en escenarios junto a bandas como Sepultura, D.R.I., Sodom, Napalm Death y Dead Ángel.
En 1994 Lágrima Escarlata lanza "El único placer" con un tiraje muy limitado y difícil de conseguir, pero en 1996, después de la salida de Demetrio García (exintegrante de Look) y Héctor Servín dejando las guitarras en Álex Silver, regresan al estudio y consiguen un trabajo más pulido con "Seres frenéticos".  Es en esta época que logran posicionarse en el circuito del Rock Stock-La Diabla y son elegidos para abrirle al grupo de hard rock angelino Slaughter.
Para el nuevo milenio llegan a escena Agora (con Eduardo Contreras ex-Tercer Acto en la voz después de su breve paso por Coda), Split Heaven, Hellspray, Mystica Girls, Vigmika, Voltax, Blackbird, Calvaria, Strike Master, Voodoo Toys (la nueva encarnación de Camelot y que lanzaron el álbum House of Pain) y Maligno, entre otros.
Vigmika en 2011 saca su 1.er disco llamado Hard Live Nights disco de covers de Hard Rock 80s-90s grabado en Neoarte Estudio y producido por Gus Santana ex guitarrista de Ángeles del infierno y Tercer Acto y no es hasta el 2014 que sacan su 2.º disco con música original llamado Ardiendo en Rock bajo el mismo productor.

### El "boom" del "Rock en tu idioma"
Como en otros aspectos de la sociedad y la cultura mexicanas, el terremoto de 1985 significó un punto de inflexión. Detonados por un nuevo entorno social, aparecieron decenas de bandas con propuestas más elaboradas y arriesgadas que intentaban crear una identidad a partir de la asimilación de influencias más allá de la imitación. Algunas tuvieron éxito comercial y otras se quedaron en el subterráneo. Algunas, como El Personal de Guadalajara (grupo que mezclaba ritmos como el reggae, el calipso y la rumba con letras humorísticas) o Sangre Asteka (integrada por Humberto Álvarez y José Manuel Aguilera, que combinaba rock con ritmos mexicanos, del Distrito Federal, mostraron unas muy interesantes fusiones. Otras propuestas fueron Kerigma y Axis, así como el grupo Taxi, el solista regiomontano Ricky Luis o la renovada propuesta de Cecilia Toussaint, con un estilo más pop. Otro peculiar proyecto que apareció en esta época es Qué Payasos, agrupación que denominó a su estilo como "rock para niños y no tan niños".
En medio de este ambiente de efervescencia, en el segundo lustro de los años 80 llegó al país una oleada de grupos argentinos y españoles que comenzaron a sonar en la radio. Estos grupos se caracterizaron por mezclar en su sonido influencias de reciente creación en ese momento, como el punk, el new wave y el pop, con letras en español. A este movimiento, que se agrupa genéricamente en el concepto Rock en tu idioma (aunque, en rigor, este nombre denomina únicamente a una campaña de promoción emprendida por BMG) pertenecieron Miguel Mateos, Soda Stereo, Radio Futura, Hombres G, Héroes del Silencio, Enanitos Verdes, G.I.T., Toreros Muertos, Nacha Pop y Alaska y Dinarama, entre otros, que alcanzaron un gran éxito comercial en el país. Paralelamente, algunas bandas mexicanas con estilos parecidos a los de sus homólogos extranjeros buscaron incorporarse a la corriente, para aprovechar el ambiente favorable al género en la radio comercial y la televisión. Las Insólitas Imágenes de Aurora fue un ejemplo de esto: originalmente estaba conformada por Saúl Hernández, Alfonso André y Alejandro Marcovich, con un sonido orientado más al new wave y con letras surrealistas. Para firmar con una gran compañía disquera (RCA, hoy BMG), hicieron cambios en su alineación y se renombraron como Caifanes, que luego se convertiría en la primera banda masiva del país. Con un sonido más sofisticado, su cóver del tema bailable cubano "La Negra Tomasa" comenzó a sonar en la radio, incluso en estaciones que nunca habían programado rock. Caifanes fueron considerados como un hito de su época y los representantes de México en el movimiento del Rock en tu idioma. Gracias a su éxito muchos grupos de comenzaron a tener apoyo de los medios, asistir a mostrar su trabajo en algunos programas de televisión y sonaron en la radio con beneplácito de los jóvenes.
El evento que marca la incorporación de México a la corriente fue el concierto que ofreció Miguel Mateos en el Hotel de México, hoy World Trade Center México, el 31 de octubre de 1987, cuyos abridores fueron los entonces recién creados Caifanes y Neón. Las disqueras transnacionales entonces abrieron sus puertas a las bandas mexicanas por primera vez, cuando empezaron a ver su trabajo como un negocio redituable y altamente efectivo. Es así como las disqueras CBS (hoy Sony Music) y RCA (BMG) firmaron a Caifanes, Maldita Vecindad y los Hijos del Quinto Patio, Bon y Los Enemigos del Silencio y Neón.
Así, en 1987 nació Fobia, que mezclaba rock con pop y toques de psicodelia (y lanzaron su primer disco hasta 1990); y al año siguiente apareció Maldita Vecindad y los Hijos del Quinto Patio, que fusionaba el rock con ritmos latinos como el ska y el calipso, y cuyo álbum debut fue editado hasta 1989. Estas bandas fueron las encargadas de que los medios de comunicación comenzaran a ocuparse de la música rock hecha en México. Incluso algunas bandas ya existentes como El Tri y Maná lograron obtener apoyos en disqueras y la radio; además, otras bandas como Ninot, Bon y Los Enemigos del Silencio y Neón. Incluso Botellita de Jerez, ya con otra alineación y sin Sergio Arau, cambiaron el estilo que los caracterizó; hicieron una telenovela (Alcanzar una estrella). Otros grupos se sumaron: Kenny y Los Eléctricos, Ritmo Peligroso y Rostros Ocultos aprovecharon comercialmente el auge, mientras que a nivel subterráneo existían propuestas como la del Dr. Fanátik, quien hizo un proyecto alterno con José Manuel Aguilera, Saúl Hernández y Alfonso André, llamado La Suciedad de las Sirvientas Puercas, donde se vestían de mujer.
En varias partes del país, la escena comenzó a crecer con conciertos locales, no solo influenciados por losl movimientos de Rock en tu idioma, sino por música anglosajona entre los que las influencias de grupos como The Cure o Pink Floyd comenzaban a abrir nuevas corrientes como es el caso del Estado de México, donde bandas como Galera, con el mítico Dahelif García quien formó varias bandas con excelentes músicos en torno a él, grabando discos hasta el presente, y Sombra Eterna, una banda que mezclaba influencias de Rock progresivo, funk y pop; fueron parte importante del movimiento, abriendo para bandas como Caifanes, La Maldita Vecindad, entre otras.
  Carlos Gutierez

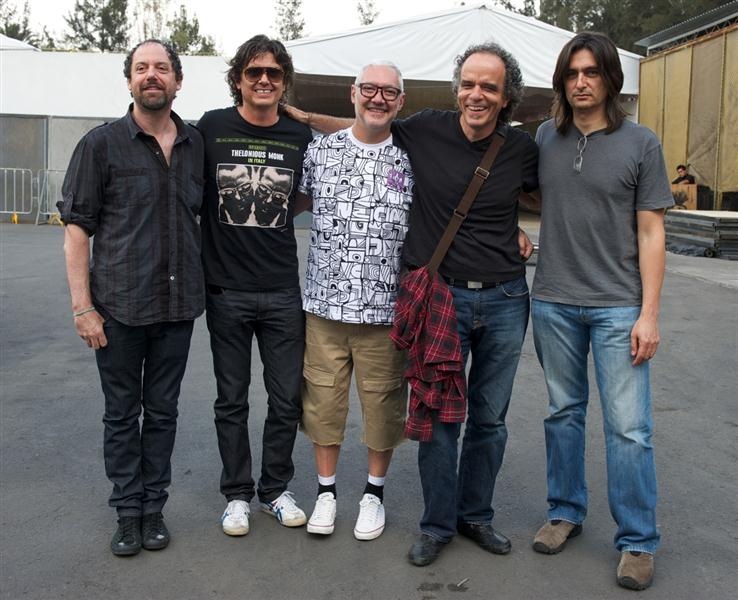
Caifanes en el 2011 durante su reunión en el Vive Latino

Debido al éxito comercial de Rock en tu idioma y la aceptación de Caifanes, Maldita Vecindad y Fobia, Televisa y BMG organizaron un concurso en el que Los Amantes de Lola fueron ganadores y Pedro y Las Tortugas obtuvieron el segundo lugar. Otras bandas que también participaron fueron Huizar (proyecto solista del exvocalista de Luzbel) y Radio Carolina, quienes no tuvieron tanta aceptación.

### Espacios y foros tras loshoyos fonkis
Luego de los años en que no existieron lugares para el rock en México más que los "hoyos fonkis", el 4 de octubre de 1980 el Museo Universitario del Chopo albergó el primer Tianguis de la Música, en donde se organizó un concurso donde salió ganadora la banda progresiva Iconoclasta.
Después de dos años de estar dentro del recinto, se instalaron en la calle afuera del museo y por problemas con autoridades y vecinos, el ahora llamado Tianguis Cultural del Chopo estuvo errante por las colonias San Rafael y Santa María la Ribera hasta instalarse en donde se encuentra actualmente. Poco empezaron a generarse conciertos callejeros ahí siendo el primero con el grupo de punk T.N.T. En la segunda edición del concurso la banda ganadora fue Kerigma.
Durante los primeros años de los años 80 había un lugar llamado Hip 70, ubicado al sur del Distrito Federal. Se caracterizó por programar a grupos de punk, y bandas como Kenny y los Eléctricos, Size y Dangerous Rhythm hacían conciertos regularmente, y ocasionalmente El Tri.
Con el paso de los años, algunos foros culturales como el de la librería El Ágora fueron acondicionados para que bandas como Guillermo Briseño y el Séptimo Aire, Botellita de Jerez, Real de Catorce, MCC, Luzbel y Cecilia Toussaint tuvieran un lugar para presentar su trabajo en vivo.
Otra sede fue El Nueve, bar ubicado en la Zona Rosa, un bar en donde se programaban algunos días de la semana noches de rock, a las que acudía todo tipo de personas, con grupos como Casino Shanghái, Manchuria, Las Insólitas Imágenes de Aurora, Mamá-Z y Ritmo Peligroso. Además se organizaban noches de punk, en donde llegaron a presentarse Massacre 68 y Rebel d'Punk, este lugar fue cerrado tiempo después debido a trifulcas y peleas entre pandillas, que resolvían sus dificultades en esos lugares. En este sitio iniciarían grupos como Café Tacvba y Caifanes. 
Cabe resaltar la apertura de Rockotitlán a cargo de Botellita de Jerez, que fue uno de los sitios más importantes para la historia del rock mexicano (fue el lugar donde Caifanes se presentó por primera vez). Por ahí desfilaron las bandas más importantes de los 80 y algunas que lo serían ya en los 90. Este lugar fue un pilar para mantener vivo el movimiento en México ya que llegó a ser el foro más importante para muchas bandas que ahí se presentaron como Fobia, Los Amantes de Lola, Neón, El Tri, Coda, Cristal y Acero, Vigmika, Tex Tex y Sistema, entre otros.  La administración del lugar después pasó a manos de Tony Méndez del grupo Kerigma que mantuvo el nivel durante un tiempo hasta que lo cedió a otro tipo que lo quebró por sus malos manejo. Al regresar la administración a Méndez, la deuda del lugar era muy alta por lo que se mudaron a Calzada de Miramontes al sur de la ciudad, pero por lo complicado de los traslados y la falta de transporte efectivo en la noche, el lugar no tuvo el éxito esperado teniendo que cerrar definitivamente sus puertas con un concierto final a cargo de El Tri y Kenny y los Eléctricos. Un final que pudo haberse evitado.
A la par del Rockotitlán, apareció el L.U.C.C. (La Última Carcajada de la Cumbancha), donde a finales de la década se presentaban bandas nóveles como Café Tacvba, Santa Sabina, abril, Juguete Rabioso, Tijuana No, Ritmo Peligroso, 38 400 Voces, etcétera.
Otro lugar importante fue el Tutti Frutti en Lindavista donde en un principio apoyaron a bandas punk como Atoxxxico y Massacre 68 y luego dando paso a bandas que ahora son icónicas como Santa Sabina, Café Tacuba y Caifanes. Generalmente en este mítico lugar no había cover y todo mundo era bienvenido sin importar vestimenta, apariencia o condición social. "Un lugar para todos en algún lugar de Lindavista", era su logo.
El 19 de noviembre de 1987 abrió sus puertas el famoso Rock Stock Bar en la avenida Paseo de la Reforma con un primer concierto a cargo de Bon y los Enemigos del Silencio. El lugar era la extensión de la estación de radio Rock 101 y tuvo tres etapas (dos de ellas a cargo de Luis Gerardo Salas y su equipo de radio y una a cargo de la extinta Órbita 105.7).  En el Rock Stock se presentaron grupos de varias latitudes desde México con Fobia, Amantes de Lola, Coda, Lágrima Escarlata, Cuca y Santa Sabina, entre otros, como Argentina con Fabulosos Cadillacs, A.N.I.M.A.L. y Rata Blanca, España con Héroes del Silencio, Colombia con Aterciopelados, Chile con La Ley, Estados Unidos con Slaughter y un largo etcétera.
También vimos venir e irse a otros espacios como La Diabla, La Viuda, El Antro, El Alebrije, Fixión, Tequila Boom y Babel entre otros en donde se presentaron Gerardo Enciso, El Personal, Raxas, Ritmo Peligroso, Luzbel, Ansia, Azul Violeta, La Barranca, La Lupita y Guillotina por mencionar a algunos.
En el Estado de México han surgido lugares como Monster Rock and Beer, Club 27, Kiss Lounge (propiedad de Kiko Riojas), Pool Garaje y Rock Son donde bandas de la nueva camada underground como Wet Fire, Veneno en las Rocas, Blackbird, Distortion Legacy, Sangre Nocturna, Cynthia Distorsión, Voodoo Toys y Mystica Girls, entre otros, se han presentado.

### Incursión en el cine
La creciente presencia del rock en México propició que directores cinematográficos apostaran por musicalizar sus películas con canciones de algunos grupos. Una de las primeras aportaciones fue la del grupo Manchuria para la película Deveras me atrapaste, dirigida por Gerardo Pardo en 1984. Otra obra fue ¿Cómo ves?, de 1985 dirigida por Paul Leduc, en la que participaron, tanto en la banda sonora como en algunas escenas El Tri, Cecilia Toussaint y Rodrigo González. Un toke de roc fue una película dirigida y realizada por Sergio García Michel en 1988, musicalizada por Newspaper, Botellita de Jerez, El Tri, Chac Mool, Nina Galindo y Marisa De Lille, entre otros. En 1991 se estrena Ciudad de ciegos, dirigida por Alberto Cortés y cuya música fue hecha por Jaime López y José Elorza, que cuenta varias historias en un departamento en la colonia Roma; al final tienen participaciones Santa Sabina junto a Saúl Hernández y el Sax de Maldita Vecindad, quienes forman un grupo ficticio.

### Álbumes relevantes
- El poeta del ruido de Decibel (Orfeón, 1980)
- Roberto y Jaime: sesiones con Emilia de Jaime López, Roberto González y Emilia Almazán (Fotón, 1980)
- Vía Láctea de Vía Láctea (Discos Momia, 1981)
- Sueños de metal de Chac Mool (Polygram, 1981)
- Caja de Pandora de Caja de Pandora (Independiente,1982).
- Anchorage de Don´t make waves (Independiente,1981).
- Tonight/Daily Matriz, de Size (New Rocker Productions, 1980).
- Nadie en especial, de Chac Mool (PolyGram, 1980).
- Electric/Manías, de Kenny & The Electrics (New Age, 1981).
- Cristal y Acero, de Cristal y Acero (Independiente, 1983).
- Simplemente, de El Tri (Comrock, 1984).
- En la mira, de Ritmo Peligroso (Comrock, 1985).
- Botellita de Jerez de Botellita de Jerez (Independiente, 1984).
- Hurbanistorias, de Rodrigo González (Independiente, 1985).
- Film de Casino Shanghái (Comrock, 1985)
- Primera calle de la soledad, de Jaime López (RCA/Víctor, 1985).
- Pasaporte al infierno, de Luzbel (Comrock, 1986).
- Silueta Pálida (Discos A.E.I., 1984).
- El diablo en el cuerpo, de Size (Independiente, 1986).
- Rock a la medianoche, de La Cruz (Independiente, 1986).
- Briseño y el Séptimo Aire, de Guillermo Briseño (Comrock, 1986).
- A la izquierda del colibrí, de Jorge Reyes y Antonio Zapeda (Philips, 1986).
- Real de Catorce, de Real de Catorce (Discos Pueblo, 1987).
- Abran esa puerta, de Banda Bostik (Pentagrama, 1987).
- Suite mexicana, de Iconoclasta (Rosenbach, 1987).
- Arpía, de Cecilia Toussaint (Discos Pentagrama, 1987).
- Sobrevivientes, de MCC (Música y Contracultura) (RCA/Víctor, 1987).
- En sentido contrario, de Trolebús (Discos y Cintas Dencer, 1987).
- Esa viscosa manera de pegarme las ganas, de Mamá-Z (Independiente, 1987).
- No me hallo, de El Personal (Discos Caracol, 1988).
- A contracorriente, de Gerardo Enciso y El Poder Ejecutivo (Independiente, 1988).
- Caifanes, de Caifanes (conocido también como Volumen 1 o álbum negro (RCA/Ariola, 1988).
- Maldita Vecindad y Los Hijos del Quinto Patio, de Maldita Vecindad y Los Hijos del Quinto Patio (RCA/Ariola, 1989).

## Consolidación (1990-1999)

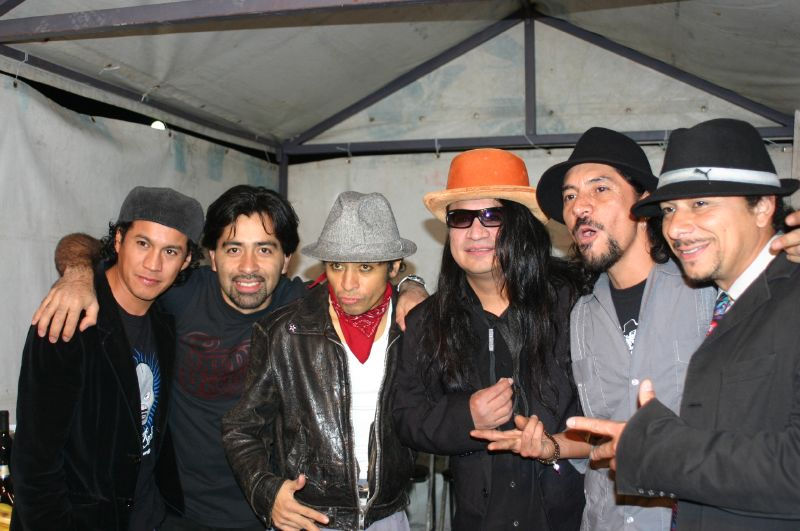
Maldita Vecindad en 2006

Los años 90 iniciaron con un auge en la escena del rock mexicano. Tras el espacio ganado en los medios masivos de comunicación luego del fenómeno del "Rock en tu idioma", los grupos ya no sólo apostaban por incorporarse a una corriente o imitar a un modelo extranjero; además, buscaban desarrollar un estilo propio con propuestas más ambiciosas, más sofisticados en sus letras y nivel de producción, además de un basarse en un marcado eclecticismo musical. En ninguna otra época del rock en México han existido tantos grupos que se resistieron a entrar una clasificación, sea por la variedad de sus influencias o por el marcado sello personal de su obra.
En este ambiente de tenue "apertura" impulsado por la presencia en la radio y la televisión, los antiguos "hoyos fonquis" se extinguen y dan paso a espacios donde esta música pierde definitivamente su carácter semi-clandestino, para ser consumido por las clases medias. Así, hacia 1990 se multiplicaron los conciertos. Es la época en la que, al menos en la Ciudad de México, los grupos nacían y podían desarrollar una carrera, así fuera incipiente, en el "circuito" que formaban Rockotitlán, el L.U.C.C. (La Última Carcajada de la Cumbancha), el Rockstock o el Bulldog, además de decenas de sitios de existencia efímera. Es la época en la que se populariza la denominación "antro" para referirse a estas discotecas o bares donde se podía escuchar lo más nuevo del rock mexicano. La proliferación de espacios posibilitó la realización de encuentros y concursos. El más famoso fue La Batalla de las Bandas, realizado por Rockotitlán, en el que participaron varios grupos que lograron grabar al menos un disco y obtener distintos grados de éxito comercial, como Raxas, El Clan, Ansia, Consumatum Est y Crista Galli.

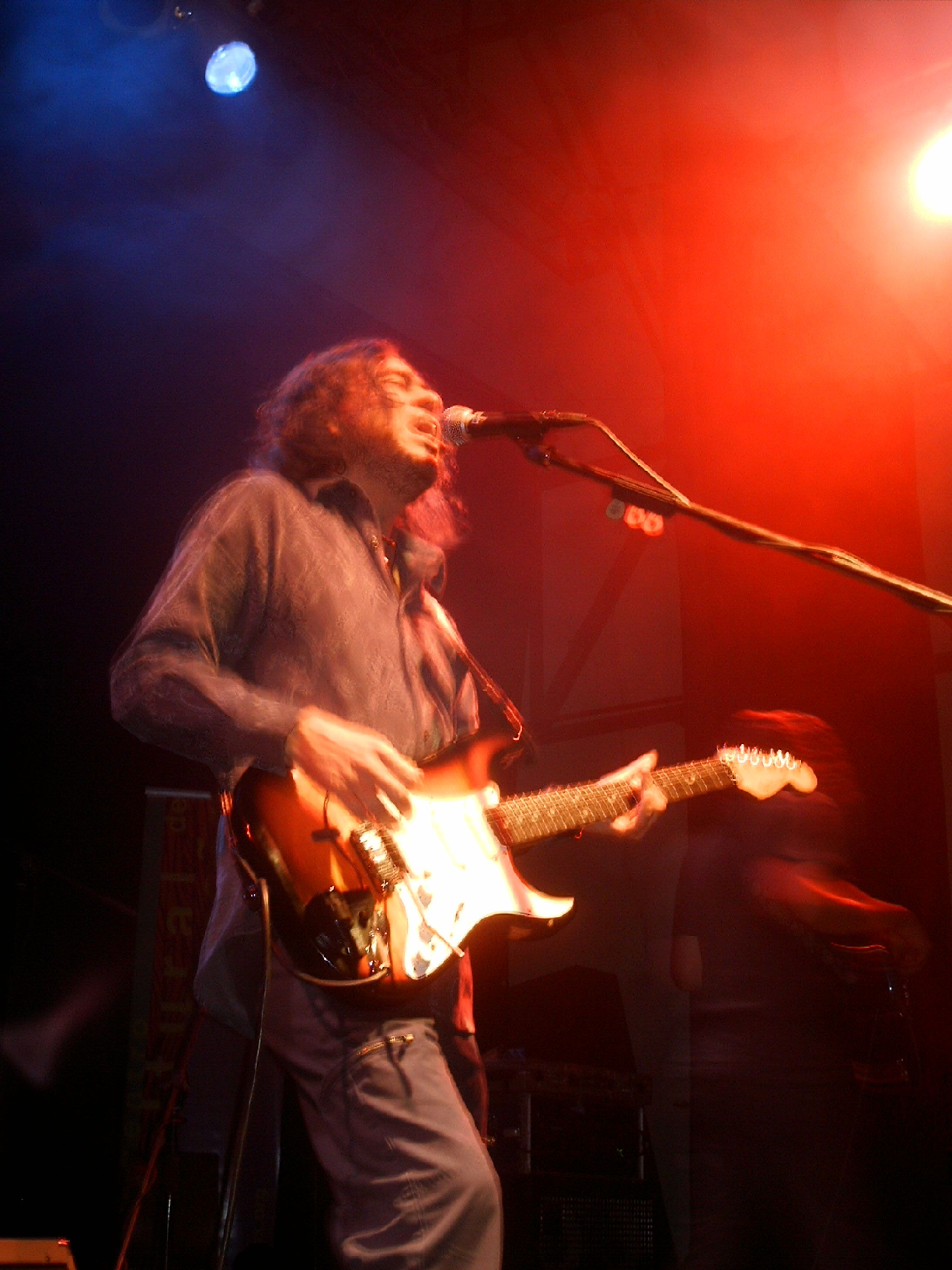
José Manuel Aguilera, guitarrista y vocalista de La Barranca, Sangre Asteka y Jaguares

A principios de los 90, grupos mexicanos logran internacionalizarse. Las dos bandas puntales del sello BMG, Caifanes y Maldita Vecindad, graban discos (El silencio, de 1992 y producido por Adrián Belew, y El circo, de 1991 y producido por Gustavo Santaolalla y Aníbal Kérpel, respectivamente) con gran presupuesto que les permiten realizar giras hacia América Latina, Europa y Estados Unidos. mientras El Tri y Maná consolidaron su presencia en WEA. Las compañías transnacionales empiezan a ver al rock como un producto redituable, por lo que empiezan a apoyar a los grupos nuevos, sea estableciendo convenios de distribución con las florecientes disqueras independientes, o creando subsellos especializados. La culminación de este fenómeno fue la creación, por parte de BMG, de Discos Culebra en 1992. Bajo la dirección de Humberto Calderón, exintegrante de Neón, el subsello lanzó los primeros discos de algunos grupos, con producción sofisticada realizada en estudios profesionales. Ese año aparecieron los álbumes de lo que se conoció entonces como "primera generación": Pa' servir a usted de La Lupita, grupo que mezclaba pop, funk, heavy metal y corridos, La invasión de los blátidos, de los tapatíos Cuca, liderados por José Fors y orientados al hard rock, y el muy esperado disco debut de Santa Sabina, banda liderada por Rita Guerrero y de estilo rock, jazz y gótico). Más tarde, Culebra dio a conocer a Romántico Desliz, banda fugaz del cantautor Fratta con un sonido pop elegante y refinado; la cantante oscura Zü, que sacó un solo disco de covers; Los Lagartos, banda de punk rock, La Castañeda (inspirados en el antiguo manicomio de la Ciudad de México, tocando un rock muy rasposo y visceral, y que empleaba el performance); de Guadalajara, el disco Cuentos del miedo de Gerardo Enciso; de Monterrey a Toxodeth, y de la frontera a Tijuana No, quienes mezclaban punk, ska y reggae, para quienes relanzaron su disco debut.
Otras compañías discográficas comienzan a interesarse en otros grupos como EMI quienes firmaron a Las Víctimas del Doctor Cerebro (banda de rock, punk, ska y heavy metal) y WEA quienes firman a Café Tacvba, cuarteto de Ciudad Satélite que combinó la música folklórica como la polka con el ska y el rock pop.
Universal Music por su lado lanzó a Surco de donde salieron bandas como Molotov y Discos Manicomio de donde salieron Zurdok, Control Machete y Resorte.
Otras propuestas se hacen presentes; el guitarrista Julio Revueltas con su música instrumental de corte jazzística con tintes de rock, la cantautora Leticia Servin que junto a Francisco Barrios el "Mastuerzo" (ex Botellita de Jerez) y el cantautor de origen hidrocálido Armando Palomas continúan en la brecha del llamado "Movimiento Rupestre", así como el trovador Fernando Delgadillo. La cantautora Tere Estrada proveniente de una banda de los ochenta llamada Esquina Bajan, además forma un colectivo de artistas femeninas independientes llamadas Mujeres en Fuga al lado de Alda Cano, Laura Abitia y María Tort encargada a la música experimental. Tere aporta su participación en cuanto a blues y rock se refiere, además reivindica la imagen de la mujer mexicana en el rock con su libro "Sirenas al Ataque" en el que hace mención de artistas como Mayita Campos, Baby Batiz, Gloria Ríos, Cecilia Toussaint, Angélica Infante, Rita Guerrero, Ely Guerra, Angélica María, Ella Laboriel, Nina Galindo, Ana de Alba (cantante independiente intérprete de las canciones de Arturo Meza), Hebe Rosell (artista de origen argentino quien fuera miembro de la banda de Guillermo Biseño como saxofonista y tecladista), el trío femenil de jazz pop experimental Flor de Metal, entre otras.
Por su parte José Fors sale de Cuca para comenzar con su proyecto solista denominado Forseps, a su vez otros integrantes de La Cuca forman el grupo Nata, también dentro de la línea del hard rock.
Aún con la industria establecida apoyando propuestas roqueras nacionales, no tardaron en abrir algunos sellos independientes, como Opción Sónica que dentro de su catálogo se encontraban artistas muy diversos como Salón Victoria, Limbo Zamba, Los Esquizitos, Hocico, Hueco y Riesgo de Contagio.
Es en esta época que varios festivales y eventos de rock mexicano comenzaron a cobrar mayor popularidad.  Serpiente Sobre Ruedas fue, sin duda, el predecesor del Vive Latino y que incluyó en su cartel a bandas como La Lupita, el Mastuerzo, Romántico Desliz, Julieta Venegas, Aterciopelados, Cuca, Santa Sabina, Tere Estrada y Tijuana No entre muchos otros.
En 1996 y 1997 Sony Music, apoyado de la estación de radio Órbita 105.7, organiza la gira "El Mazo" que incluía a bandas del sello como Coda, La Dosis, Sekta Core, Los Tres, La Nao, Babasónicos y Desorden Público.
Desde los inicios del rock en español, juega un papel importante el sonido, la letra y el ritmo, haciendo todo esto un conjunto armónico, pero también se usa la música como un medio de expresión, en el cual se hace visibilizar cierto tema, ciertas situaciones sociales que vivimos como país. Se toma el medio como un símbolo de protesta para que haga escuchar la voz del pueblo, demandando atención del gobierno y de los altos mandos.

### Crecimiento del rock mexicano
Durante la primera mitad de los noventa las bandas líderes del movimiento seguían siendo Caifanes, Kenny y los eléctricos, Maldita Vecindad, Santa Sabina, La Lupita, Ritmo Peligroso, Fobia, Tex Tex, Los Amantes de Lola, Crista Galli, Ansia, La Castañeda, Coda, Mana y varios más los cuales alcanzan bastante difusión radial e importantes cifras de ventas. De manera más independiente pero no menos representativa surgen grupos de Blues como Real de Catorce, Trolebús.

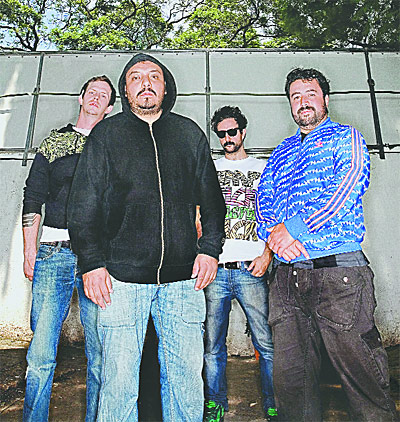
Molotov

En los años noventa continúa el florecimiento del Rock Progresivo y Alternativo, ahora con proyección internacional, al ser reconocidos por diversos foros y disqueras de Europa y E.U.A., que muestran interés en los grupos nacionales. Algunos de estos grupos son Café Tacvba, Mana, Guillotina (considerada la banda Grunge mexicana) junto a Radio Kaos (influenciados por Pearl Jam), Panteón Rococó, Plastilina Mosh, El Gran Silencio, La Gusana Ciega, Molotov, etc. También comienzan a surgir grupos en los diferentes estado del país como de Guadalajara La Dosis y Azul Violeta ambas con tendencias hacia el funk, el pop rock y el jazz, La Nun.k Muerta Rebelión de Orizaba, Veracruz; La Barranca con un estilo más experimental y El Clan la primera banda de rock gótico en México, a la par de Hocico, dúo de tecno industrial y electro dark. Muchos de ellos siguen activos en 2008. También en los años noventa surgió Jaguares, continuación de Caifanes después de su ruptura, ambas de las bandas de rock más influyentes e importantes de México hasta la fecha. Destaca el trabajo de La Barranca, agrupación originalmente conformada por José Manuel Aguilera; exintegrante de Sangre Asteka, colavorador de Jaime López para el disco Odio Fonky, tomas de buró y eventual guitarrista de Jaguares, además de Federico Fong, Alfonso André y esporádicamente Cecilia Toussaint en los coros. Jarris Margalli exmiembro de dos bandas ochenteras Mistus y Ninot auto produce su primer trabajo solista, además de haber colaborado también con Jaguares.
Hacia fines de los años noventa, con una industria mucho más desarrollada, salen a la luz grupos como Jumbo (de Monterrey, Nuevo León), Pastilla (banda de rock pop alternativo de integrantes de origen mexicano avecinados en Estados Unidos), Naranja Mecánica (banda de rock electrónico de Torreón, Coahuila), y los raperos Molotov, y Control Machete. Estos y muchas otras bandas trabajan en la fusión de estilo, algunos mezclan rock y hip hop, con letras irreverentes y temáticas personales, con fuertes dosis de crítica social.
Por otra parte las cantautoras mexicanas también se abren paso por la escena del rock alternativo; la tijuanense Julieta Venegas exintegrante de Tijuana No! y Ely Guerra, además de la banda de rock pop femenil Aurora y La Academia.
Entre las bandas de "rock garage" y "surf" destaca Los Esquizitos, cuyos integrantes después pasaron a formar parte de Lost Acapulco. A finales de los noventa se comenzó a escuchar los primeros trabajos del grupo femenil Las Ultrasónicas dentro de esta misma línea.
El grupo tijuanense tecno electrónico Arefakto continúa haciendo discos hasta mediados de los noventa, sin embargo se desintegra, dejando a Roberto Mendoza y a Pepe Mogt con la posibilidad de trabajar por su cuenta. Entre 1997 y 1999 empezaron a aparecer los proyectos en solitario de Fussible (Pepe Mogt) y Bostich (Ramón Amezcua) que después formarían el Nortec Collective integrado también por Panóptica (Roberto Mendoza) que se encargarían de un sonido vanguardista entre la música electrónica y la música norteña y de banda.
En el rock progresivo mexicano seguido de las bandas ochenteras como Iconoclasta, Chac Mool y Delirium, de la década de los noventa a la actualidad, han surgido propuestas de grupos y artistas como La Perra (dúo bajo-batería), Cabezas de Cera (quienes fabricaban sus propios instrumentos), La Pura Realidad, Muros de Agua, Faena, Gallina negra, Paciencia de Gato, Govea, Luz de riada, Némesis y Áurea hybride. Destacan también las experimentaciones musicales vocales de Juan Pablo Villa y el trío coral femenil Muna Zul.

### Continuación del rock urbano

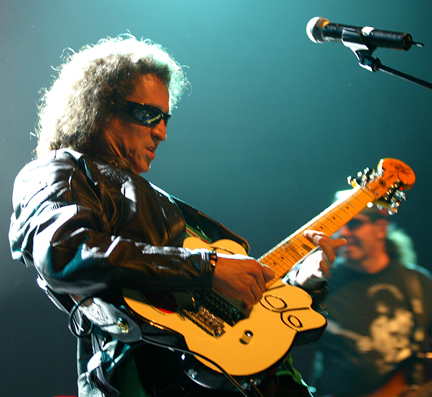
El fundador de la Banda El Tri, Alejandro Lora, en el escenario en 2006

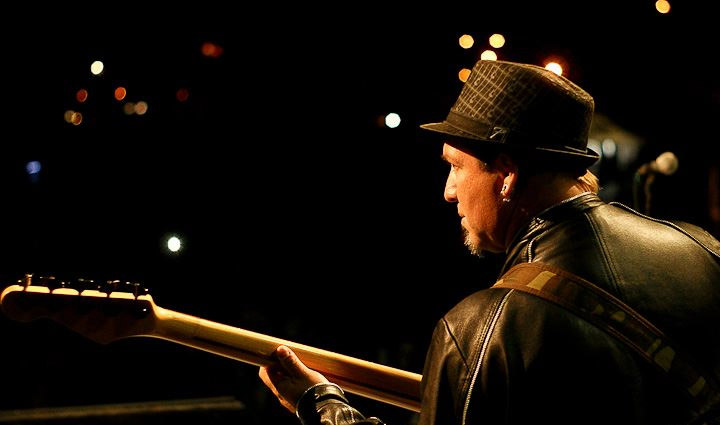
Rod Levario en Ciudad Nezahualcóyotl

El rock urbano es una forma de música rock que inició en las zonas conurbadas de la Ciudad de México. Al paso de las décadas existen agrupaciones de este género en el resto de México y el sur de los Estados Unidos. Una de las principales disqueras del género es Discos y Cintas Denver. Entre las letras de este género se encuentran comúnmente paisajes citadinos y temas como el repudio al gobierno y al maltrato de la gente trabajadora por parte de la clase alta.
Algunos grupos populares de este género son Juan Hernández y su Banda de Blues, El Haragán y Compañía (encabezado por Luis Álvarez que en los años noventa protagonizaría este movimiento), Heavy Nopal (anteriormente conocido como Dama), Lira N' Roll, Charlie Monttana (quien fue vocalista de los grupos Mara y Vago), Isis (banda de Fabiola Paz y Jesús Corona) Interpuesto, Loba (banda femenil), Caneza, Sam Sam, José Luis D.F, Rod Levario, León Vago, La Divina Comedia entre otros.
Este género híbrido dentro del rock mexicano tiene una vertiente dedicada a la fusión con baladas o música romántica con bandas como Sur 16, Tatuaje Vivo, 3 Vallejo, La Otra Banda de México, Los Gestos de la Doña, Alma Callejera, Ritual Viviente, California Blues, Valance, Hazel, entre otros. Algunas de estas bandas han realizado versiones de baladas de artistas de los 60 y 70. 
Muchas bandas de otros géneros como el heavy metal y el punk convergen dentro del estilo y el sector del rock urbano compartiendo conciertos y fanáticos, como Rebel'D Punk, Síndrome del Punk ahora como Amaya LTD Síndrome, Transmetal, Espécimen, Garrobos, Lvzbel (banda de Arturo Huizar en la que continuó tocando canciones del Luzbel de los ochenta), Leprosy, Grafiti 3X, Vómito Nuclear, Sindicato del Terror, entre otras.
Este movimiento también abrigó a las intérpretes Angélica Infante (orientada al hard rock y al heavy metal), Sagrario Bello, Valery, Fabiola X (quienes cantan covers de canciones clásicas del rock angloparlante) y la veterana Baby Batiz además del ya consagrado Javier Bátiz.
La particularidad en estas agrupaciones consiste en que se han mantenido al margen de los medios de comunicación masivo a diferencia de las bandas populares, la radio y la televisión no les interesa apoyarlos, sin embargo generan toda una escena a nivel underground pues se producen sus discos en la compañía Discos y Cintas Denver y organizan festivales con gran número de agrupaciones, se publican afiches y carteles por muchos lados de la Ciudad de México y su área metropolitana, su público fiel acude prácticamente cada fin de semana a disfrutar de sus bandas favoritas, en las que alternan los estelares y gustosos en hacer giras por varias partes de la república como Puebla, Guadalajara, Morelos, e incluso para la comunidad mexicana en Estados Unidos, además de compartir escenario con bandas extranjeras como los españoles Ángeles del infierno, Mago de Oz, Medina Azahara y los argentinos Rata Blanca.

### El ska y el reggae en México
La introducción de la primera ola del ska fue Toño Quirazco que en sus distintas épocas logró interpretar con su orquesta muchas de las canciones de la época con ese género. La orquesta de la que se hizo acompañar la mayor parte fue "Hawaiana", y tanto los álbumes Jamaica Ska, y Ska Vol. 2, fueron rubricados como Quirazco y su Hawaiana, misma que además de sus composiciones realizó versiones de música jamaiquina, y canciones clásicas en la historia de la música.
Piedra Rodante, la revista por excelencia del rock mexicano de finales de los 60 y principios de los 70 (comparable a la "Banda Roquera" de los 80) registra muy, pero muy rara vez documento alguno relacionado con el ska, a no ser por sus notas esporádicas que refieren a Byron Lee, Prince Buster, o The Skatalites.
No será sino hasta mediados de los años 80 cuando comenzarían a surgir bandas enmarcadas dentro de la llamada "tercera ola" del género. Una importante banda en la historia del ska mexicano es Maldita Vecindad y los Hijos del Quinto Patio, una agrupación con integrantes de diversos rumbos de la capital mexicana que comenzó sus ensayos en la zona de Tacubaya. Maldita Vecindad adoptaría, entre otros géneros, el ska y los fusionaría con el rock, el punk y otros géneros. La banda, que se uniría a la tendencia de la fusión del rock con ritmos latinoamericanos como Los Fabulosos Cadillacs y Mano Negra (con quienes compartió escenario en México en diversas ocasiones), alcanzaría una gran popularidad en México y fuera de él llegando a ser firmados por la disquera BMG Ariola. Otras agrupaciones pioneras del género fueron Tijuana No!, quien publicó su disco No en 1993 así como Inspector, surgida en 1995 en la ciudad de Monterrey, Los Estrambóticos, quienes publicaron su primer demo en 1992, Santísima Trinidad y Los de Abajo. 
En México, son pocas las bandas que adoptaron el ska de manera "pura", ya que como parte de la cultura mexicana se genera una fusión de este ritmo con otras fusionándolo con ritmos como: salsa, merengue, cumbia, swing, punk, hard core; creando así el llamado "mexska". A finales de los años 90 comienza un boom del ska en México con el surgimiento de bandas como La Zotehuela, Sekta Core! (ska, punk, hard core), Panteón Rococó (ska, rock), Inspector (ska, rocksteady, fusión), Salón Victoria, Salario Mínimo (ska, salsa, rock), 38,400 Voces (ska, rock, reggae, fusión caribeña), Los Estrambóticos (ska, rock), Nana Pancha, La Matatena, La Tremenda Korte, Los de Abajo (ska, world beat), Pánico Latino, Maskatesta, La Parranda Magna,Servicio a Domicilio, Su Mercé, Rude Boys, La Sonora Skandalera, K-ras Citadinas (proyecto alterno de Sax de Maldita Vecindad), entre otros. El espacio donde se articuló el boom del ska fue el Multiforo Cultural Alicia de la capital mexicana. El primer concierto de ska en ese foro se realizó el 22 de diciembre de 1995 congregando a menos de 100 personas. El género adquirió rápidamente una gran popularidad entre el público de la capital mexicana y la zona metropolitana.  Para finales de 1996 el foro se hace insuficiente y tras un "portazo" en la presentación del disco Terrorismo Ksero de Sekta Core!, su personal decidió comenzar la organización de conciertos de ska fuera del foro, congregando a miles de jóvenes, realizándose el primero en el local de costureras de San Antonio Abad el 21 de diciembre de 1996. Ante el boom del género comienza la realización de conciertos masivos del género en locales, terrenos y deportivos.  Muchas de estas bandas de ska tendrían como articulación el apoyo político que dieron al Ejército Zapatista de Liberación Nacional y sus bases de apoyo, mediante la realización de conciertos y giras así como la composición de canciones en apoyo al mismo tales como el disco Transgresores de la ley de Tijuana No! y A la izquierda de la tierra de Panteón Rococó, entre otros. El género además suscita la formación de una subcultura urbana identificada como skato con un atuendo basado en los rude boy —con sombreros, tirantes y corbatas— aficionados al uso de patineta, al grafiti y a los ideales del ska original de los años cincuenta: la igualdad, la tolerancia y el respeto. El atuendo del skato incluye ropa holgada, tirantes y el uso exclusivo de los colores blanco y negro como forma de reivindicación de la igualdad y el rechazo del racismo.
En los terrenos del reggae Eliseo Pech Maya (músico nacido en Quinta Roo) conocido como Ely Combo, introdujo el reggae en México a inicios de los años setenta. Después, a finales de los años ochenta, la banda El Personal mezcló ritmos de reggae dentro de su propuesta. A principios de los noventa las bandas que encabezaron el género fueron Yerberos y Antidopaje que hacían un reggae de estilo tradicional, a veces mezclando sonidos de ska y letras contestatarias y pacíficas, ambas tuvieron el apoyo de Culebra Records para la grabación de sus materiales discográficos. Por su lado, las bandas independientes Rastrillos y Ganja tocaban a la par de las ya mencionadas y posteriormente surgieron nuevos grupos como Los Guanábanas, Jamaica 69, Akil Ammar, Lengualerta (rapero con tendencias de reggae), Los Aguas Aguas, Los Atletas Campesinos, etcétera.

### El rap y hip-hop en México

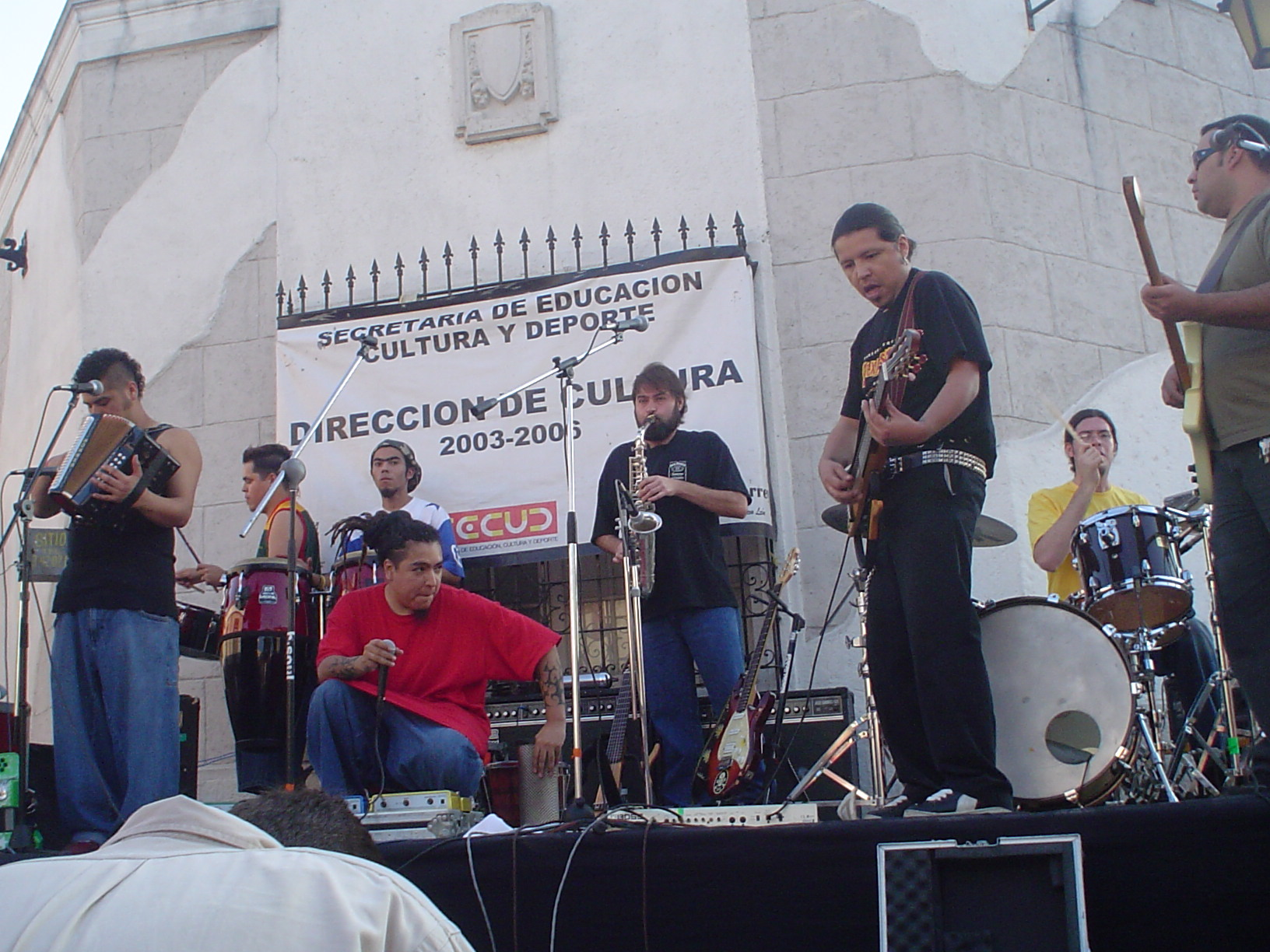
El estilo musical de El Gran Silencio es una fusión de cumbia norteña y raggamuffin con elementos del rock tradicional

Esta corriente fue iniciada comercialmente por el trío regiomontano Control Machete, integrado por Toy Selectah, Pato Machete y el rapero Fermín IV, publicaron su primer álbum con una compañía transnacional titulado Mucho barato en 1996. El Gran Silencio fue también una banda que hizo uso del rap en su propuesta, pero lo mezclaron con elementos de ska y cumbia. En la Ciudad de México hubo dos bandas que integraron el estilo del rap con la música del rock, Molotov y Resorte más orientados al llamado nu metal. Plastilina Mosh fue otra propuesta musical que utilizó elementos de rap con música electrónica, rock y pop. 

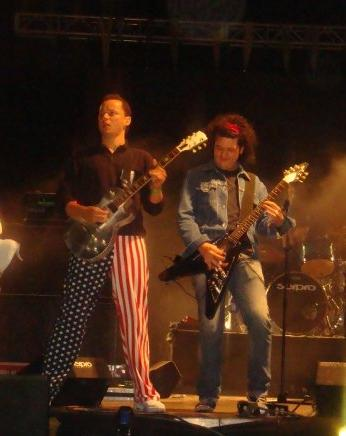
Una de las bandas más emblemáticas de la "Avanzada regia" es Plastilina Mosh.

En Monterrey, Nuevo León siguieron surgiendo propuestas que utilizaban al rap como forma de expresión, como Zurdok Movimiento que solo publicaron un álbum en 1997 con este estilo, después se dedicaron al rock pop alternativo bajo el nombre solo de Zurdok; Los Quehaceres de Mamá y Flor del Lingo fueron otras propuestas que mezclaron el "rapeo" con instrumentos de rock. Además de La Vieja Guardia ya al estilo hip-hop.
En la Ciudad de México surgieron Sociedad Café y Poncho Kingz (quienes si contaron con apoyo discográfico pero solo publicaron un solo álbum). La aportación femenina llegó de la mano de Magisterio cuya líder era Ximbo y la MC Jezzy P formaron el colectivo Rimas Femeninas sobre la Tarima al lado de chilena Moyenei Valdez que años más tarde se uniría a Roco Pachukote de Maldita Vecindad para formar el Sonidero Mestizo.

### Movimiento de rock gótico en México
A principios de la década de los noventa grupos como la cantante Zü (que interpretaba covers de Javier Corcobado y Alaska y Dinarama), Santa Sabina y La Castañeda fueron los únicos que demostraban tendencias oscuras tanto líricamente como en estética, también destacaban Las Caras de Medusa quienes tocarían en distintos foros subterráneos y fiestas de la Ciudad de México, existen poca documentación de esta banda la cual generó un par de grabaciones demo durante su corta existencia. La banda de rock gótico El Clan fue la primera banda que se consideró la pionera de este movimiento, fueron ganadores del segundo concurso La Batalla de las Bandas organizado por Rockotitlán quedando en segundo lugar, su videoclip "Las Brujas" recibió un premio por parte del INBA (Instituto Nacional de Bellas Artes). Le siguió el dúo industrial gótico Hocico, este dúo despuntó rápidamente fuera del país, comenzaron a ser elogiados en Europa, sobre todo en festivales de Alemania, donde son bien recibidos actualmente.
A mediados de la década destacaron otras bandas como La concepción de la Luna, ganadores del tercer concurso de la "La Batalla de las Bandas" de Rockotitlán y cuyo sonido incorporaba las técnicas contemporáneas de la música industrial; y Hueco, finalista de la cuarta y última edición de la "La Batalla de las Bandas". En 1997 lanzaron su primer disco bajo el subsello Rock Fusión de la disquera Discos Peerless, el sonido de la banda es muy ecléctico con influencias de Ansia, Killing Joke y Joy Division entre otras. Otros grupos importantes fueron Maldoror (Después llamado Mal de Aurora), Veneno Para las Hadas, con tendencias tecno, Valeria, Nocturno a Rosario, Las Vírgenes que nunca fueron Santas, Aves a veces, Las Danzas, Cyteres Kael Jared, entre otras.
En cuanto a los otros géneros de la música gótica, surgen grupos como Las Gorgonas, Acid Bats, Mekrokiev, Los Zombis de Chernobyl y Trapo Dolls para dar auge al deathrock mexicano, mientras que el darkwave en México tiene como exponentes a bandas como Las Animas del Cuarto Oscuro y Silueta Pálida    
El Clan es de los pocos grupos que sobrevive en escena durante varios años a pesar de sus cambios tan drásticos de alineación, pues el vocalista original Gustavo Pérez "El Castor" sale de la banda para emigrar a los Estados Unidos y allá forma una banda llamada Aladhya y un proyecto electrónico llamado Two Old Vamps, en su lugar entró como cantante Hugo Grob y graban su segundo álbum en estudio llamado Sigue Soplando el Ánima y en 2005 es reemplazado por Ricardo Lassala exvocalista del grupos Ansia.
Para inicios del año 2000 hasta la actualidad, la escena gótica en México se mantiene underground, con pequeños conciertos en todo el país, siendo el deathrock el género más popular de la música gótica en México.

### Los nuevos lugares para conciertos
Además de Rockotitlán y su importancia en la escena de los años ochenta y parte de los noventa, otro número importante de lugares se hicieron presentes. Prácticamente desde el surgimiento del rock en México, distintos espacios de la UNAM han sido recintos de conciertos tales como auditorios de facultades y salas de conciertos así como museos como el Universitario del Chopo, mismo que cobijó a movimientos como el rupestre, el rock urbano, la nueva canción latinoamericana y otros. La explanada principal de la Ciudad Universitaria de la UNAM conocida como Las Islas ha sido otro recinto destacado para conciertos públicos. Con el surgimiento del Ejército Zapatista de Liberación Nacional y el apoyo público que darían artistas del rock de México, la Ciudad Universitaria de la UNAM y otros espacios universitarios albergarían conciertos masivos y festivales como Rock por La Paz y la Tolerancia en 1994, en el que se recaudaron recursos para ayudar a las comunidades indígenas. En el participaron artistas como Santa Sabina, Maldita Vecindad y Café Tacvba entre otros (pese a que los conciertos al aire libre fueron cancelados por el gobierno debido a un incidente ocurrido durante un concierto de Caifanes). Poco a poco también la televisión mostraba con más apoyo el trabajo de los roqueros mexicanos. La cadena televisiva MTV y sus sesiones acústicas Unplugged se interesaron en grabar programas de las bandas antes mencionadas.
Otro lugar fue el Multiforo Cultural Alicia, fundado el 1 de diciembre de 1995, epicentro de diversos boom de géneros musicales como el ska, el rock surf mexicano, el rockabilly, el happy punk o punk melódico, la continuidad del movimiento rupestre y el rolerismo así como el hip hop. En su escenario se han presentado cientos de bandas como Los Esquizitos y Las Ultrasónicas, así como grupos de ska como Panteón Rococó y Sekta Core!, artistas de blues como Real de Catorce, integrantes del movimiento rupestre como Gerardo Enciso o Nina Galindo o del estilo "rockabilly" como Los Pardos o Los Gatos. En el punk rock melódico bandas como 301 Izquierda, Gula, Axpi, Hulespuma, Spalding Gray, Ellinoise, Big Spin, Austin TV y Allison; en el hip hop harían lo propio artistas como Bocafloja, Akil Ammar, Ximbo, Magisterio, Sonido Líquido, Kartel Aztlán, MC Luka, Moyenei, Jezzy P, entre otros.
En la segunda mitad de esta década existieron otros espacios alternativos en los cuales las bandas podrían exhibir su trabajo en vivo, como el Circo Volador, en el que es muy común ver a bandas de la línea metalera, punk y gótica, se presentan bandas de talla internacional y nacional.La Fábrica de Artes y Oficios de Oriente conocida como FARO fue otra sede para conciertos importante al poniente de la Ciudad de México. Otros recintos fueron el "Club Dada X" orientado a bandas de música de rock gótico como El Clan y Hocico. 
En Guadalajara, existió la Sala Roxy, actualmente están vigentes el Teatro Diana, el Teatro Estudio Cavaret, entre otros. Mientras que en Monterrey, Nuevo León destaca el Café Iguana.
Tras varias décadas de sequía dado el ambiente represivo de los años 60 a 90 y la falta de infraestructura adecuada, a inicios de los 90 volvieron a México conciertos de artistas internacionales dada la inversión de empresas como Operadora de Centros de Espectáculos (OCESA), que obtiene además la operación en México del sistema de boletaje electrónico estadounidense Ticketmaster. Dicha empresa obtuvo la concesión de distintos recintos públicos como el Palacio de los Deportes y la curva peraltada del Autódromo Hermanos Rodríguez —a la postre el Foro Sol— mismo que fue inaugurado el 10 de noviembre de 1993 con un concierto de Madonna de la gira The Girlie Show World Tour.  Tras dicho concierto —que diputados mexicanos intentaron censurar— se contaría en el país con infraestructura de calidad internacional para organizar conciertos, ocurriendo los de Paul McCartney, The Rolling Stones, Pink Floyd y Depeche Mode, entre otros. Grupos mexicanos fueron abridores de dichos eventos como fue el caso de Caifanes que se convirtió en la primera banda latina en abrir un concierto de The Rolling Stones, la compañía organizadora de espectáculos OCESA trajo a Kiss y Las Víctimas del Doctor Cerebro fueron los encargados del número de apertura. Santa Sabina abrió a King Crimson. Tex Tex abre a ZZ Top, etc. De este modo iniciaría una nueva época en el país de conciertos del rock de México a escala masiva y comercial, teniendo a festivales como el Vive Latino como uno de sus ejemplos.

Las bandas mexicanas se incorporan al mercado internacional, principalmente Caifanes, Maldita Vecindad y Los Hijos del Quinto Patio, Café Tacvba, El Tri y Maná, contraponen el peso del resto de las bandas latinoamericanas y españolas como Soda Stereo, Los Fabulosos Cadillacs, Héroes del Silencio, Aterciopelados, Los Prisioneros, entre otras. Algunas bandas discográficas abren ven el gran impacto comercial del llamado rock en español que hubo en México desde los años ochenta y deciden abrir su mercado a las nacientes bandas mexicanas durante los años noventa, como MTV Latinoamérica y graban discos en grandes disqueras multinacionales como BMG, EMI, Universal Music, Sony Music, etc.

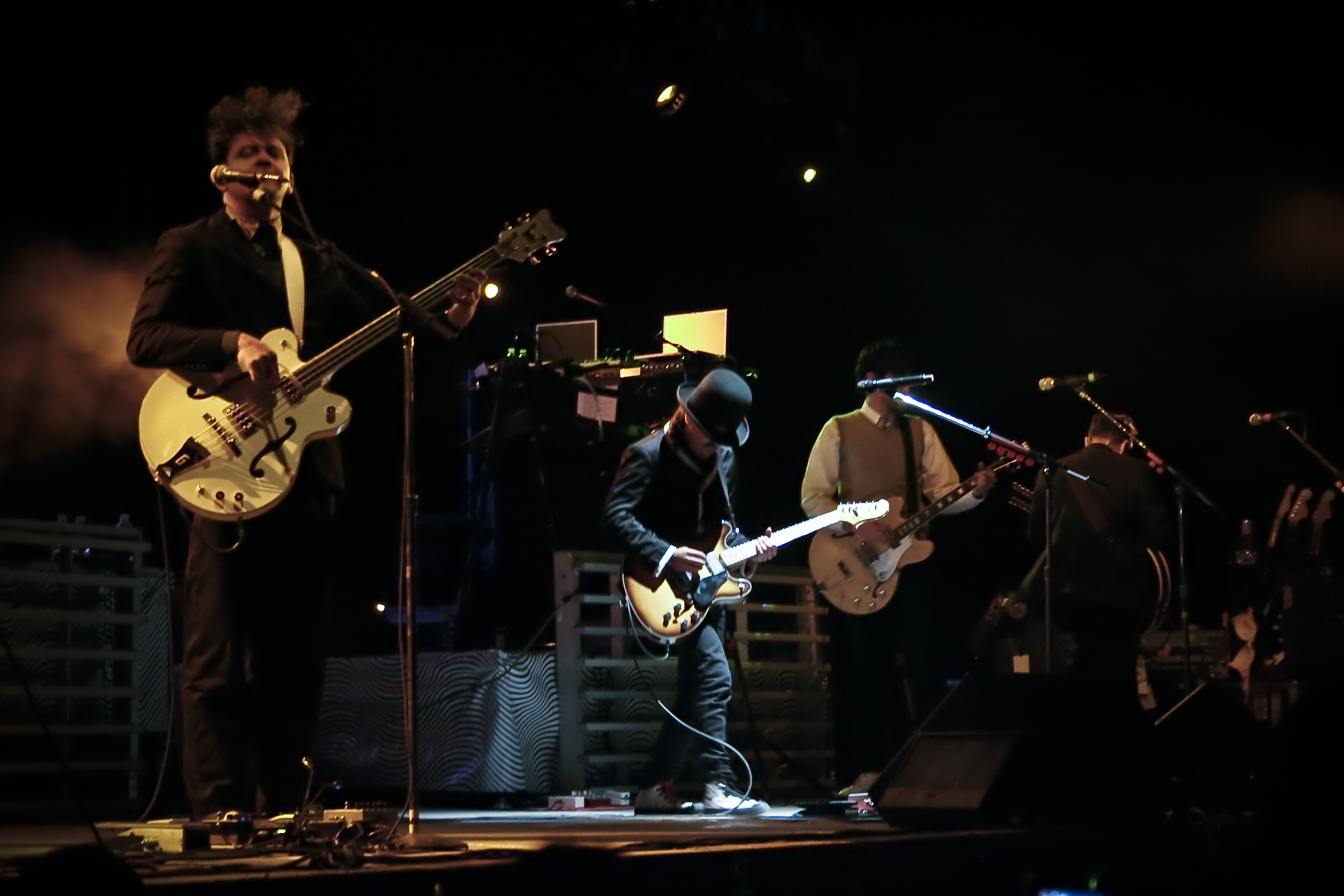
Café Tacvba en el escenario

### Álbumes relevantes
- Volumen II (El Diablito) de Caifanes (RCA/BMG, 1990)
- Fobia de Fobia (BMG, 1990)
- Valedores juveniles de El Haragán y Compañía (Discos y Cintas Denver, 1990)
- El Circo de Maldita Vecindad y Los Hijos del Quinto Patio (BMG/Ariola, 1991)
- Sangre Asteka de Sangre Asteka (Lejos del paraíso, 1991)
- Ansia de Ansia (Discos Rockotitlán, 1991)
- Esquizofrenia de Kerigma (Discos Rockotitlán, 1992)
- El silencio de Caifanes (BMG/Ariola, 1992)
- ¿Dónde jugarán los niños? de Maná (Warner Music México 1992)
- Noche de día de Cecilia Toussaint (Sony Music, 1992)
- La Invasión de los Blátidos de Cuca (Culebra/BMG, 1992)
- Pa' servir a Ud. de La Lupita (Culebra/BMG, 1992)
- Servicios Generales II de La Castañeda (Culebra/BMG, 1993)
- Víctimas del Doctor Cerebro de Víctimas del Doctor Cerebro (EMI, 1993)
- NO de Tijuana No! (Culebra/BMG, 1993)
- El Infierno de Dante de Transmetal (Discos y Cintas Denver, 1993)
- Odio Fonky, tomás de buró de Jaime López y José Manuel Aguilera (Lejos del paraíso, 1994)
- Una rola para los minusválidos de El Tri (WEA/Warner, 1994)
- Símbolos de Santa Sabina (Culebra/BMG, 1994)
- Re de Café Tacvba (WEA, 1994)
- El nervio del volcán de Caifanes (BMG, 1994)
- Te vas a acordar de mi de Tex Tex (BMG, 1994)
- ¿Dónde jugarán las niñas? de Molotov (Surco/Universal, 1997)
- Aquí de Julieta Venegas (BMG/Ariola, 1997)
- El equilibrio de los jaguares de Jaguares (Sony/BMG, 1996)
- Des-Construcción de Artefakto (Opción Sónica, 1993)
- Odio Sobre el Alma de Hocico (Opción Sónica, 1997)
- Sin Sentir de El Clan (1994)
- Tempestad de La Barranca (BMG/Ariola, 1997)
- A la Izquierda de la Tierra de Panteón Rococó (Iguana Records, 1999)
- Hombre sintetizador de Zurdok (Universal Music México, 1999)

## El indie, la verdadera independencia e internet como forma de difusión musical (2000-2009)
A partir del año 2000 la escena del rock mexicano se ha diversificado, tanto en diferentes propuestas como en público y lugares para hacer conciertos. Surgió el rock alternativo con bandas como Panda y Zoé, quienes publican sus primeros trabajos. También empezaba a rodar la banda Volován con tendencias más indie. A su vez una banda de covers de pop con estética de roqueros glam entra al medio; Moderatto, que está integrada por exmiembros de Fobia (suspendida hasta el momento) y del exbaterista de la banda de rock urbano Isis Elohym Corona. Genitallica y Pito Pérez fueron bandas de rock pop que también tuvieron buena aceptación a inicios de la década del 2000. 
A su vez, bandas como Santa Sabina y La Barranca continúan su carrera de manera independiente. Otras bandas comienzan a hacerlo como Las Víctimas del Doctor Cerebro, Panteón Rococó y Forseps entre otras. Fernando Rivera Calderón de Monocordio se une a Armando Vega Gil de Botellita de Jerez para crear el Palomazo Informativo encargado de convertir en canciones las noticias políticas del país. Aparecen las primeras grabaciones de las nuevas bandas de heavy metal y metal progresivo; Ágora la más popular se dan a conocer por abrir conciertos de Iron Maiden, Mastodon, Rata Blanca y otras. De Monterrey, Nuevo León aparecen Ira y Maligno (esta última integrada por exmiembros de Toxodeth y Genitallica) y el grupo femenil de heavy metal Mystica Girls. Muluc Pax de thrash metal cuya propuesta es peculiar por introducir la temática de la cultura Maya en su música. Ricardo Flores «El Abulón» de Víctimas del Doctor Cerebro fundó su proyecto alterno Six Million Dollar Weirdo junto a la baterista Zette, exmiembro de la banda femenil de grounge Violenta. El jazz alternativo se integra al terreno del rock con grupos como Troker y Los Músicos de José y las intérpretes Magos Herrera e Iraida Noriega. 
En los terrenos del ska llegan Maskatesta y de Tijuana Los Kung-Fu Munkeys. En esta década surge el trabajo de Rodrigo Sánchez y Gabriela Quintero "Rodrigo y Gabriela", quienes formaron un dúo de guitarras acústicas en las que crean reversiones de canciones clásicas del heavy Metal, en especial de Led Zeppelin. Emigraron a Europa donde su propuesta musical trascendió a tal grado de desplazar en las listas de popularidad a los artistas angloparlantes. En México durante finales de los noventa conformaba cada uno parte de grupos de death y thrash metal, y se fueron a Europa a probar suerte. Es un caso similar al de Carlos Santana. En 2008 José Fors presenta su Ópera Rock Dr. Frankenstein obra musical en vivo apoyada por la Universidad de Guadalajara en donde participaron integrantes de bandas como Fobia, Azul Violeta, La Castañeda, La Dosis, Santa Sabina, Forseps, entre otras.
La experimentación musical cae en las manos de José Manuel Aguilera (La Barranca), sacando su álbum solista instrumental titulado Yendo al Cine Solo en 2002. En 2007 músicos como Alejandro Otaola (guitarrista de Santa Sabina y La Barranca) y Alonso Arreola (periodista y bajista de La Barranca) dirigen sus proyectos solistas. Otaola lo hace con el disco Fractales que emplea improvisaciones musicales de varios músicos y les da un tratamiento electrónico. Y en el caso de Arreola lo hace con el disco LaBa donde el instrumento estelar es el bajo, ruidos de voces y percusiones, el cual distribuyó de manera gratuita.

### Compositoras
El espacio de las compositoras como Ely Guerra y Julieta Venegas poco a poco comienza a llenarse de más propuestas; por un lado Natalia Lafourcade, egresada de la academia Fermata cuyo estilo es de pop alternativo. Por otro estaba Diana Wolf que solo logró sacar un disco y cuyo estilo se le vincula al de Alejandra Guzmán, posteriormente fue bajista del grupo Six Million Dollar Weirdo. También entró María Barracuda proveniente de Ciudad Juárez, Chihuahua. En Guadalajara la cantante Sara Valenzuela exvocalista de La Dosis comienza su carrera de solista. A finales de la década se dieron a conocer los álbumes de Ximena Sariñana (en el pop jazz) y Carla Morrison (en el pop folk). En los terrenos underground y a raíz del rompimiento de Las Ultrasónicas su bajista y vocalista Jessy Bulbo comienza a trabajar su propia línea musical combinando la psicodelia, el rock garaje y algunas secuencias electrónicas. Amandititita, inventa su propia línea musical en la que crea historias urbanas a ritmo de cumbias, aunque se vuelve severamente criticada por ello se ve envuelta en polémicas. En el 2003 Julieta Venegas cambia su estilo oscuro de rock pop por una propuesta más comercial de pop con su álbum "Si" de 2003, se vuelve una artista importante para el pop y se aleja un poco del ambiente del que surgió. En el 2009 los Hermanos Villalobos, virtuosos violinistas jarochos, lanzan también su primera producción discográfica en este género.
En esta década llegan a México nuevas tendencias musicales como el world beat o música del mundo, como es el caso de la música balcánica que se combina con el rock, y bandas internacionales como Gogol Bordello influyen en la creación de bandas nacionales como Polka Madre (que combina la música judía y balcánica con elementos de punk, rock, surf y ska) y La Internacional Sonora Balkanera (proyecto de música electrónica con tendencias balcánicas). Así mismo, se forma una banda llamada Paté de Fuá, hecha por integrantes de origen argentino y mexicano formada en México, que combina el jazz, el foxtrot y el tango. Otro proyecto alternativo que destaca es el de Kumbia Queers banda de cumbia/rock formado por Ali de Las Ultrasónicas y las argentinas She Devils.
Como también las bandas nacientes empiezan a creer que entrar en una disquera ya no es parte del negocio del rock, empiezan a utilizar diferentes espacios como el internet para mostrar sus canciones y anunciar sus conciertos, portales como MySpace comienzan a ser muy útiles y el término "indie" se volvió una moda especialmente en el norte de México desde donde empezaron a sonar bandas como Fonorama.

### Rock alternativo, indie rock y pop punk
El rock melódico alternativo suena con más fuerza con grupos como Zoé, Panda, La Gusana Ciega, Zurdok, Jumbo y la banda Volován como precursora del movimiento indie. Son los líderes de esta tendencia, después La Gusana Ciega se desintegra y deja a su vocalista libre para explotar su proyecto solista denominado Cosmonova, también Fonorama se desintegra dejando a "Jorch mono" como solista con un sonido libre marca el inicio de una nueva etapa. Otras bandas comienzan a surgir; Austin TV, Thermo, Porter, Elis Paprika, Ventilader, Kill Aniston, Bengala, DLD (anteriormente conocidos como Dildo), Sub- División, Atto & The Magestics, etc. 
En el estilo del llamado happy punk o punk melódico se encontraron Panda, División Minúscula, Allison, Delux, Tolidos, Nikki Clan y Canseco (casi todos provenientes del norte del país), del D.F. figuró Pink Punk. Chetes deja a Zurdok para continuar como solista. Siguiendo la línea de bandas como Santa Sabina y La Barranca aparece San Pascualito Rey banda que combina el rock alternativo con la música popular mexicana en tonos oscuros y letras depresivas igual que Panda. También aparecen Los Jaigüey grupo integrado por Poncho Figueroa (bajista de Santa Sabina) y los hermanos Gustavo y Ricardo Jacob quienes realizaron varias giras internacionales entre 2014 y 2016. De Guadalajara casi sorpresivamente llega Porter que comenzaban a tener una carrera ascendente, su EP titulado "Donde los Ponnys Pastan" los catapultó a la fama de inmediato. Tras cinco años de actividad el grupo se desintegró dejando como solista a su exvocalista Juan Son. Otros grupos de esta tendencia son Finde, Furland, Reyno, LeBarón, Los Daniels, Los Marty, Los Románticos de Zacatecas, Descartes a Kant, Javier Dábrel, Other Soid y Enjambre.

### La línea subterránea del garaje rock, surf rock y rockabilly
A finales de los años 90 comenzó el boom del rock surf mexicano. En el ambiente subterráneo el entonces cuarteto femenil Las Ultrasónicas sorprenden con su intensidad y su actitud en los escenarios y cuyo estilo musical combina también el punk. Lost Acapulco continúa como uno de los máximos exponentes del surf después de la disolución de Los Esquizitos. Riesgo de Contagio deja de ser tan popular como al principio. Otras bandas llegaron a la escena fueron Sr. Bikini, Fenómeno Fuzz, The Cavernarios, Los Santísimos Snorkells, Telekrimen y Yucatán A go-go (banda de rock, punk y surf con letras y temáticas dirigidas a los niños). En el surf garaje estilo "Western" aparecen Twin Tones quienes visten de mezclilla, sombreros vaqueros y tocan en vivo sentados.
Uno de los sitios de mayor desarrollo del género desde la década de los noventa es el Multiforo Cultural Alicia, en donde se presentan continuamente conciertos de este género. Muchos de los grupos del rock surf mexicano tuvieron en su iconografía y parafernalia influencias de la estética de la lucha libre mexicana. Algunos como Sr. Bikini incluso salían a escena con máscaras de luchadores. Una de las características de este género fue que sus seguidores acudían a los conciertos con vestimenta inspirada en la playa y el surf como pantalones cortos, sandalias, camisas tipo hawaianas con flores y palmeras.
Paralelo y afín al movimiento del surf, otro género con un revival fue el del "rockabilly" (ritmo y cultura posterior al rock and roll de los años sesenta). Las ramificaciones empezaron a hacerse notar rápidamente, como el punkabilly y psycobilly, entre las bandas más populares se encuentran Los Gatos, Los Rebel Cats, Eddy y los Grasosos, Nycotina, Los Pardos, Los Black Jacks, Rebellys, Nycotina, Los Golosos, Los Leopardos y Los Oxidados, entre otros.
El rock garage se manifiesta con Nos Llamamos, Joe Volume & The Vincet Black Shadows y Jessy Bulbo quien salió de Las Ultrasónicas y solidificó su propuesta. Otras bandas son Los Licuadoras, Les Estuches, Yokozuna, Le Butcherettes, San Pedro El Cortez, Los Headaches, Electric Shit (Trío), The Funerals, Las Navajas, etc.

### Techno y música electrónica
En esta década ya es común ver a bandas que tocan con elementos y armonías de rock combinadas con beats de música electrónica, tales como Zoé y Austin TV, sin embargo es en este apartado donde resaltarémos la importancia de las bandas de música electrónica en México; desde el mismo Nortec Collective de Tijuana conformado por Fussible, Bostich, Panóptica, Hiperboreal, Planktonman y Clorofila, hasta el Nopal Beat de Guadalajara, de donde salieron bandas como Sussie 4. Kinky ha sido el ejemplo mucho más comercial de esta línea, pues usa al rock alternativo y elementos electrónicos y de pop, alcanzaron gran aceptación gran parte del público y hasta la fecha se le puede considerar como una de las bandas mexicanas más importantes y populares.
Otro colectivo que se encargó en cierto modo del trato electrónico al rock fue la disquera Nuevos Ricos, de donde Titán fue el principal actor; su música ya venía mostrándose desde los años noventa, pero resurgió en esta década su sonido experimental de combinar la música electrónica con el rock, de esta misma familia la cantante María Daniela muestra su proyecto María Daniela y su Sonido Lasser, Sonido Lasser Drakar es otro proyecto que siguió esa misma lista, asimismo Silverio, músico polémico por insultar y ser insultado por su público al tiempo en que se desnuda. Los Fancy Free de Chihuahua fue otro ejemplo, pues usaron la psicodelia del rock con elementos rebuscados de música electrónica. Faca fue un caso singular; se trata de una chica que trabajaba su música y que la mandaba por correo electrónico a un compañero de origen argentino al cual ni siquiera conocía.
Dentro de una línea "Electro Pop" ya eran populares Fase, Belanova  y Morbo (ex Moenia). Pero en un ambiente más alternativo pronto surgieron Quiero Club de Monterrey, Sub División y Hello Seahorse del Distrito Federal.
A finales de la década Panóptica se separa del Colectivo Nortec y comienza su propio proyecto Panóptica Orchestra mientras que Fussible y Bostich lanzan el álbum Tijuana Sound Machine.

### Álbumes relevantes de la década del 2000
- Relationship of Command de Omar Rodríguez-López (Independiente, 2000)
- Lagusanaciega de La Gusana Ciega (Independiente, 2000)
- D.D. y ponle play de Jumbo (BMG, 2001)
- Yendo al cine solo de José Manuel Aguilera (Independiente, 2001)
- Cuando la sangre galopa de Jaguares (Sony/BMG 2001)
- Maquillaje de Zurdok (Universal Music México, 2001)
- ¡Oh sí, más más! de Las Ultrasónicas (Termita, 2002)
- Revolución de amor de Maná (Warner Music México, 2002)
- Natalia Lafourcade de Natalia Lafourcade (Sony Music, 2002)
- Compañeros musicales de Panteón Rococó (Iguana Records, 2002)
- Kinky de Kinky (Universal, 2002)
- Dance and dense denso de Molotov (Universal, 2003)
- Rocanlover de Zoé (Independiente, 2003)
- Espiral de Santa Sabina (Antídoto, 2003)
- Cuatro Caminos de Café Tacvba (WEA, 2003)
- De-Loused in the Comatorium de The Mars Volta (BMG, 2003)
- Sí de Julieta Venegas (BMG, 2003)
- La Última Noche del Mundo de Austin TV (Independiente, 2003)
- Sufro Sufro Sufro de San Pascualito Rey (Intolerancia, 2003)
- Sweet & Sour, Hot & Spicy de Ely Guerra (EMI, 2004)
- Fonorama de Fonorama (independiente, 2006)
- Consuelo en Domingo de Enjambre (Independiente, 2004)
- Donde los Ponys Pastan de Porter (Independiente, 2004)
- La hora del tiempo de Monocordio (Antídoto, 2005)
- Música moderna de Sussie 4 (Nopal Beat, 2001)
- Tijuana sessions Vol. 3 -acoplado- de Nortec Collective (National Records, 2005)
- Saga mama de Jessy Bulbo (Nuevos Ricos, 2006)
- Zona de Silencio de Ágora (Independiente, 2005)
- Para ti con desprecio de Panda (Movic Records, 2005)
- The orphan monkey meets the acoustic guitar de Jorchmono (independiente, 2006)
- Atemahawke de Porter (Independiente, 2007)
- Hu-Hu-Hu de Natalia Lafourcade (Sony music, 2009)
- Los Jaigüey de Los Jaigüey (Fonarte Latino, 2009)

## Década de los 2010
Las grupos del movimiento del indie rock posicionan su lugar dentro de la escena del rock mexicano, en algunas cualidades ya se ha roto el interés por tratar de crear un sonido de "Rock Mexicano", la mayoría simplemente se preocupan por mostrar su trabajo en vivo, sus canciones vía internet y realizar giras en la mayor medida posible. pero algunos grupos conservan el sonido de hacer el rock mexicano de años anteriores aun en estos tiempos, en 2011, el exvocalista de porter Juan Son se muda a Nueva York, creando el Supergrupo, Aeiou, junto al baterista de Blonde Redhead.
Zoé, Panda, Genitallica, División Minúscula, La Otra Banda de México, Hello Seahorse!, Siddhartha, Technicolor Fabrics, Bengala, Enjambre entre otros se mantienen a la cabeza de las bandas que aún prevalecen en el rock mexicano actual, además del sorpresivo regreso y reunión parcial de Porter, Zurdok y Caifanes, dos regresos y una reunión parcial dados en el festival Vive Latino, en 3 ediciones distintas.
En esta época sale un grupo llamado Comisario Pantera, que es una banda de rock en español formada en el año del 2010 en la Ciudad de México, que ha sido comparada con Enjambre y los grupos del rock en español.
Se introducen proyectos como Torreblanca y Madame Recamier, dedicados al rock experimental con elementos de jazz Entran viejos músicos de décadas pasadas a crear música nueva en nuevos proyectos como el de Salvador y los Eones de Salvador Moreno de La Castañeda que se dedica a rescatar los boleros y combinarlos con elementos de metal gótico.
JotDog conformado por María Barracuda y Jorge Amaro "La Chiquis" quienes ya antes habían tenido sus propios proyectos como solistas tanto en agrupaciones.
Grupos como Los Abominables después de la partida de Six Million Dollar Weirdo, Illy Bleeding y Los Robotes Trucosos; del exvocalista de Size, el cantante Illy Bleeding quien fallece en un accidente automovilístico antes de concretar este proyecto, así como la vocalista de Santa Sabina: Rita Guerrero quien fallece a causa del cáncer de mama. Hasta bandas como Deleone, Twin Tones, son grupos que integran elementos del surf, country, blues, al rock alternativo en un entorno western.
En el ska encontramos propuestas musicales como Segregados, Buen Rostro y El Poder del Barrio.
En el post-hardcore encontramos también a propuestas como Joliette grupo oriundo de Puebla, Saton (Formado por el ex-baterista de Joliette, Gabriel Mendonza) y Naïveté (Formado también por Fernando Obregón, ex guitarrista de Joliette)
En el garaje rock encontramos a los recientes O Tortuga. 
En el rock crudo y directo Vang.
En el funk fusión, R&B, soul encontramos distintas variaciones de bandas que combinan estilos y que mantienen modernos y en el gusto del público como Insoul, Fiusha o Funker.
En lo que va también de esta década se introduce una nueva propuesta musical del grupo Presidente formado por la vocalista de Quiero Club y por el bajista de Café Tacuba, en la cual incursionaron en el rock de esta década y en el actual rock mexicano con su primer EP "La Gran Magia" y por el exitoso sencillo "Tapiz".
También tenemos a grupos que comienzan a surgir, con aún pequeña popularidad en la escena underground. Algunas por nombrar son: Odisseo (grupo hecho por los exintegrantes del antiguo grupo: The Stupids), DUQUE, agrupación de Synth-Pop originaria de Guadalajara, Dead Girls Réquiem, Reyno, Camilo Séptimo, Las Pipas de La Paz, Blackbird, Los Oxidados, Machingon, Sr. Peligro, The Lacertilia, Mooi, Voodoo Toys, I Can Chase Dragons!, Coctél Intergaláctico, Little Jesus, Roomies DF, Los Fascinantes, Los Fontana, Presidente, y recientemente en el sonido del dance, y mezcla del sonido new wave y post-punk esta Federico Rey con su sencillo llamado "She Wants To Kill", los neo-rupestres Homesick entre otros. 
En la era 2010-2020 salieron varios discos independientes que al ser financiados al 100% por los miembros de las bandas, llegan a ser limitados en su tiraje y distribución. Estos son algunos ejemplos:
- "Náufrago" de Siddhartha (Independiente, 2011
- "Fuera de Control" de Other Soid ( Naranjada Records 2011)
- "La Isla Bonita" de Lázaro Valiente (Independiente, 2011)
- "Space Hymns" de Aeiou (Universal Music, 2011)
- "INSANO: La Ópera ROCK" de The Lacertilia (Independiente, 2012)
- "The E.P." de Blackbird - Producido por Avi Michel J. de Ritmo Peligroso (2012)
- "Cero" de Dead Girls Requiem - Producido por Avi Michel J. de Ritmo Peligroso (2013)
- "Death Man" de Los Oxidados - Producido por Iván Jaque (2014)
- "Re-Evolución" de Sr. Peligro (2014)
- "Moctezuma" de Porter (2014)
- "Proaño" de Enjambre (Independiente, 2014)
- "Soy Cavernas" de Pellejos (Independiente, 2015)
- "Hombre Árbol" de Hombre Árbol (Independiente, 2015)
- "Acapulco" de Los Bartolina (Independiente, 2015)
- "Epic Fail" de Federico Rey (El Teatro de los Sueños, 2015 )
- "Made in Soul" de Insoul (Tecolote Records, 2015 )
- "Nada Especial" de Blackbird (2015)
- "Funk da power" de Fiusha (independiente, 2016 )
- "Xaman Ha' Kuxa'an" de Vang (ERA Records, 2016 )
- "Haka" de Haka - Producido por Avi Michel J. de Ritmo Peligroso (2017)
- "Disco Popular (IMS)" de Instituto Mexicano del Sonido (El Volcán Música, 2017 )
- "Zemmoa Covers" de Zemmoa (Zemmporio Records, 2018)

Algunos de los artistas y grupos del rock de México de finales de la década de los 2010 son Little Jesus, El Shirota, Rey Pila, Le Butcherettes, Los Cogelones, Belafonte Sensacional, Lorelle meets the obsolette, Ruido Rosa, Vaya futuro, Diles que no me maten, Carla Rivarola y San Pedro el Cortez, entre otros. A mediados de esta misma década hay una emergencia de fusión entre el rock y el rap y el hip hop con artistas como Tino El Pingüino, Lng/SHT, The Guadaloops y Simpson Ahuevo.

## La influencia del rock mexicano en el arte contemporáneo
El rock mexicano, como expresión musical con un discurso político (y estético), ha influido en otras formas de expresión artística. Desde la pintura, pasando por la literatura hasta llegar a las artes escénicas (teatro, performance, entre otras), el rock mexicano se ha expresado en diversos ámbitos del arte contemporáneo. Un ejemplo claro lo encontramos en el punk, cuya naturaleza contestataria lo ha llevado a manifestar su inconformidad a través de otros canales de expresión:
Si partimos de la premisa de que el Punk es ante todo una actitud podemos establecer que su gen filosófico se encuentra en una rama del existencialismo, y su vena expresiva se remonta entonces al dadaísmo y al situacionismo. Pedro Madrigal (2017). PUNK: Sus rastros en el arte contemporáneo. 
Diseño de ropa, elaboración de objetos comunes, portadas de discos, pinturas, revistas, esculturas y teatro de calle, son sólo algunas de las expresiones del arte contemporáneo en donde el punk mexicano, como una variante del rock, ha encontrado eco. Un registro que ha quedado de manifiesto en la exposición titulada "Punk. Sus rastros en el arte contemporáneo", montada por el Museo Universitario del Chopo de la UNAM en el año 2017.

## La influencia del rock mexicano como creador de identidades
La música es una de las actividades culturales utilizada para expresar emociones, formas de pensamiento, ideologías, deseos, entre otras cosas; desempeña un papel muy importante, permitiendo el observar sus funciones como elemento socializador (que permite al sujeto el compartir, relacionarse y comprender a la comunidad) y diferenciador (diferenciar y poder entender lo genuino y particular de la comunidad). 
Es importante analizar al rock en sus diversas perspectivas, para motivos de este trabajo es esencial centrarnos en el ámbito cultural y simbólico que impulsa la socialización entre sujetos de manera individual y colectiva. Las colectividades se centran alrededor de gusto, disfrute y consumo, creando y compartiendo una amplia gama de prácticas sociales. A su interior existen diferencias e identidades juveniles conforme al gusto o apropiación de distintos tipos de rock, delimitando espacios en los que exploran sus intereses (cultura urbana) con valores y significados manifiestos en sus sistemas de creencias, usos y costumbres.
Existen actitudes que lo caracterizan entre ellas su pasión por el rock ya que ante cualquier obstáculo que se le pueda presentar el seguirá enfocado en continuar dentro de rock y si es necesario que el tenga que sacrificar su vida familiar, social, académica o laboral no le será un problema, ya que, estar implicado en este arte "requiere constancia y dedicación para poder desarrollarse y esto implica mucho tiempo libre" (Estrada Rodríguez, 1992),
Algunos de los elementos en los que se pueden identificar las expresiones de identidad de los jóvenes pueden centrar en las siguientes categorías:
1. Vocabulario: Códigos, señas, gesticulaciones, formas de saludo, entre otras expresiones, conforman un bagaje de la comunidad.
2. Outfit / Moda: Remite al vestido, peinado, corte de cabello, joyería, accesorios y estilo que usan los jóvenes pertenecientes a este grupo en forma de la conformación de identidad al descubrir y expresar sobre sus propios cuerpos
3. Expresión pública: Proyecciones culturales de los jóvenes que influyen a la identificación y comunicación colectiva
4. Expresiones a través de las tecnologías (redes sociales y demás): Con el uso del Internet se construyen redes de conexiones tanto a nivel mundial como micro local.
5. El espacio o territorio: La juventud asociada al rock es uno de los actores sociales que establece una relación muy intensa con el espacio, los grupos transforman los espacios “públicos” en espacios “privados”.[208]

Existen múltiples concepciones sobre la identidad los cuales responden a contextos específicos y a realidades históricas cambiantes, donde la capacidad de adaptarse y replantearse en función de sus necesidades individuales y grupales.
La producción roquera converge en procesos globales, mediáticos, políticos y culturales, lo que permite el dar una voz y formas de expresión a comunidades de origen y nuevas formas de autopercibirse y de narrarse que adoptan estos jóvenes en la contemporaneidad. Uno de los ejemplos que se pueden agregar a este documento son las bandas de rock que se han formado en comunidades indígenas que están permitiendo a estas comunidades un medio de expresión sobre la vida y situaciones que han vivido; tenemos por ejemplo a la banda de rock “Lumaltok” que es una banda originaria de Chiapas que trata como tema principal la resignificación a la colonización, apropiación cultural y monopolización de idiomas en la música popular, esta banda canta sus canciones en tsotsil, lengua maya hablada en los pueblos que son de etnia tsotsil.

### Construcción del joven roquero
Es de destacar que los roqueros en México, cuentan con una identidad abierta, la cual no tiene elementos totalmente definidos, ya que, esto depende principalmente, de la personalidad que va construyendo el roquero por el transcurrir de los años, en la cual un elemento que lo caracteriza es su convicción: se comprende como una forma de expresión, un medio para comunicarse con los otros, para algunos una forma de vida y para otros una actitud desenfadada, retadora, retobana, escandalizadora que sale del huacal, liberadora de energías, transgresora de los límites.
Para la construcción del joven roquero de finales de los 50 se debe hacer un contraste en tanto a la cultura y contexto en que surgió el género de rock en Estados Unidos: la diferencia más notoria es la influencia que se tuvo para al momento de adoptar el nuevo género; los estadounidenses contaban con el contexto de los barrios negros y la adopción de ésta cultura entre los jóvenes blancos. Tal diferencia racial no existía de ese modo en México y el estilo solo se adoptó, en un principio, como un ritmo de moda con el cual se identificaron los jóvenes sin tener ningún ideal claro más allá del nuevo modo de diversión que se había incorporado a sus vidas. Estos se pueden ver en canciones como “Yo no soy un rebelde” de los locos del ritmo. (Arciaga, 2016)
Cabe destacar que la situación de los estadounidenses era muy parecida en ese momento, pero se identificaba al rock con la rebeldía frente a lo establecido debido a su procedencia negra; mientras que en México solo había una rebeldía en contra de los adultos por una adopción del estilo, la cual responde únicamente a asumirla como bandera en vez de emplearlo [como un verdadero como de acción].

## Opinión pública del rock mexicano
El rock mexicano tuvo cambios drásticos en la narrativa pública. Desde sus inicios tuvo poco apoyo por parte de los grupos políticos que lo consideraban como algo que invitaba a la rebeldía. En los medios de comunicación se les persuadía a escuchar a otros artistas
El periodismo de la época tachaba a estos movimientos como malinchistas criticando la traición a la cultura nacional por aspirar a replicar los géneros norteamericanos. Este tipo de comentarios se debían al deseo latinoamericano de formar una identidad cultural en contra estadounidense. Esto terminó generando el repudio por parte de la población general hacia estos géneros, también en parte por las vestimentas y letras que se usaban en sus canciones.
El festival Avándaro generó una ola de opinión pública por parte de la prensa y de los grupos políticos por considerarlo como un evento degenerado y que incitaba a las malas costumbres. 
Posterior al concierto Avándaro el rock mexicano empezó a ganar una mayor influencia y a tener más seguidores. Sin embargo, la falta de apoyo por parte de las disqueras y del gobierno, junto con la persecución política que se generó a raíz de los años 70 obligó a los grupos de rock mexicano a dar conciertos clandestinos en los denominados hoyos punk.
Durante los años 80s durante el auge del rock mexicano las disqueras transnacionales empezaron a firmar con grupos de rock como el TRI permitiendo la comercialización del género del rock. Debido a esto el rock empezó a posicionarse pasando a ser más reconocido al final de esa década.

## Sellos discográficos
- Comrock fue un sello primeramente independiente a cargo de Ricardo Ochoa, Juan Navarro y Chela Braniff quienes probaron a muchas bandas para grabarles sus discos y hacer un acoplado con dos tracks de cada una.  Los grupos seleccionados fueron Ritmo Peligroso, Kenny y los Eléctricos, Mask, Los Clips, Punto y Aparte y Luzbel. Esta firma también lanzó material para Casino Shanghái y El Tri (su primer trabajo después de cambiar su nombre de Three Souls in my Mind). Para poder distribuir el material, consiguieron un contrato con Wea (hoy Warner Music) y estos gigantes falseando cifras de ventas ofertan por el sello y lo compran en 1988 para posteriormente desaparecerlo.[214]
- Discos y Cintas Denver, sello dedicado casi enteramente al rock urbano.[214]
- Opción Sónica y Grabaciones Lejos del paraíso, sello independiente fundado por Edmundo Navas. Dedicado a la producción de rock de México y otros géneros así como reediciones de catálogo internacional.[215][2][214]
- Ediciones Pentagrama, sello independiente que ha mantenido en su catálogo discos de rock y géneros afines[214]
- Fonarte Latino, sello independiente que ha mantenido en su catálogo discos de rock y géneros afines[214]
- Escuadrón Metálico en un principio no era precisamente una disquera, sino una organización encabezada en 1986 por Gustavo Solís de Ramsés, Arturo Huizar de Luzbel y Daniel Ojeda de Caronte, Carlo F. Hernández, Gueorgui Lazarov, Omar Escalante y Alejandro "EL Dock" Mendoza los cuales impulsaron a otras bandas para poder grabar.  El acoplado "Proyecto I" fue grabado en el estudio Rosenbach propiedad del grupo Iconoclasta e incluía a los grupos Khafra, Gehenna y Z los cuales más adelante grabaron discos completos. Posteriormente ya mejor organizados se desarrolla el Escuadrón Metálico con más forma e incluye a grupos como Ultimátum, Apocalipsis, Megaton, Death Warrant, Abaddon y Alucard entre otros.
- Discos Antídoto del músico denominado El Señor González (que fue integrante de Botellita de Jerez en su segunda etapa), ahí no solo se grababan artistas de rock, pero que de la cual salieron propuestas como El Señor González y Los Cuates de la Chamba, Fratta, Monocordio, etc.
- Discos Intolerancia de Gerardo Rosado (integrante de Consumatum Est) sello que en su primera etapa grabó a La Gusana Ciega.
- Discos Do Do fue el subsello "independiente" de la compañía Sony Music para el apoyo de bandas mexicanas y latinoamericanas en la que se editaron discos de Los Necios, Limbo Zamba, La Dosis, Sistema, Raxas y El Clan.
- Discos Rockotitlán grabó a Guillotina, Ansia, Paco Gruexxo, Kerigma, Consumatum Est, etc.
- Culebra Records grabó y distribuyó (con toda la infraestructura de BMG) a Santa Sabina, La Lupita, Cuca, Tijuana No, Los Lagartos, La Castañeda, Fratta y varios más.
- Nuevos Ricos, sello de Julián Lede, Carlos Amorales y André Pahl, grabaron a artistas como Titán, María Daniela y su Sonido Lasser, Silverio, entre otros.[216]

A pesar del gran auge comercial que crearon las compañías disqueras durante la década de los 90, prácticamente todos los subsellos de las disqueras transnacionales desaparecieron a inicios de los años 2000. Incluso las compañías independientes entraron en crisis a partir de la popularidad de internet. Esta crisis discográfica es tal que muchas bandas terminan por desintegrarse, no obstante algunas optan por el camino de la independencia y continúan su carrera musical por un tiempo más. 
El panorama de crisis para la industria musical en México comenzó a revertirse para ser nuevamente rentable a mediados de los años 2010 con el auge de la masificación de teléfonos celulares, redes sociales, los servicios de streaming y la permanente realización de conciertos. El rock de México se ha trasladado a la publicación de álbumes en formatos digitales, en plataformas como Apple Music, Bandcamp, Spotify y YouTube, a la par de la publicación de discos compactos y formatos que han revivido como discos de vinilo y casetes.

## Como teloneros
Los grupos mexicanos de rock muchas veces han hecho presentaciones memorables y que se mantienen en el consciente colectivo durante algunas presentaciones de agrupaciones internacionales.
- 1993, julio - El Tri (Ramones)
- 1993, julio - Aleks Syntek y la Gente Normal (Duran Duran)
- 1993, septiembre - Coda (Def Leppard)
- 1994, enero - Cuca (Aerosmith)
- 1994, marzo - Branda (Scorpions)
- 1994, junio - Coda (Mötley Crüe)
- 1994, septiembre - Víctimas del Dr. Cerebro (Kiss)
- 1995, enero - Caifanes (Rolling Stones)
- 1997, octubre - Control Machete (David Bowie)
- 1997, diciembre - Control Machete (U2)
- 1998, febrero - El Tri (Rolling Stones)
- 2004, agosto - Moderatto (Kiss)
- 2007, abril - Cuca (Aerosmith)
- 2008, octubre - Agora, Cuca (Mötley Crüe)